# Stargard
Stargard (w latach 1950–2015 Stargard Szczeciński, niem. Stargard in Pommern, Stargard an der Ihna) – miasto w Polsce, w województwie zachodniopomorskim, siedziba powiatu stargardzkiego oraz gminy wiejskiej Stargard, położone na Równinie Pyrzycko-Stargardzkiej, nad Iną. 
Początki istnienia stałych osad ludzkich sięgają VI wieku, jest jednym z najstarszych miast Polski. Najstarsze (obok Szczecina) miasto na Pomorzu – prawa miejskie uzyskało w 1243. Rozwojowi osady sprzyjało położenie przy krzyżujących się szlakach handlowych, prowadzących z Santoka do Wolina i ze Szczecina do Kołobrzegu. Ważny węzeł komunikacyjny oraz ośrodek przemysłowy, usługowy i kulturalny. Wraz ze Szczecinem, Świnoujściem, Policami, Goleniowem i Gryfinem tworzy aglomerację szczecińską.
Według danych z 30 czerwca 2024, Stargard liczy 66 272 mieszkańców i jest pod względem liczby ludności trzecim (po Szczecinie oraz Koszalinie) miastem w województwie zachodniopomorskim, a także 55. spośród najludniejszych miast w Polsce.

## Geografia

### Położenie

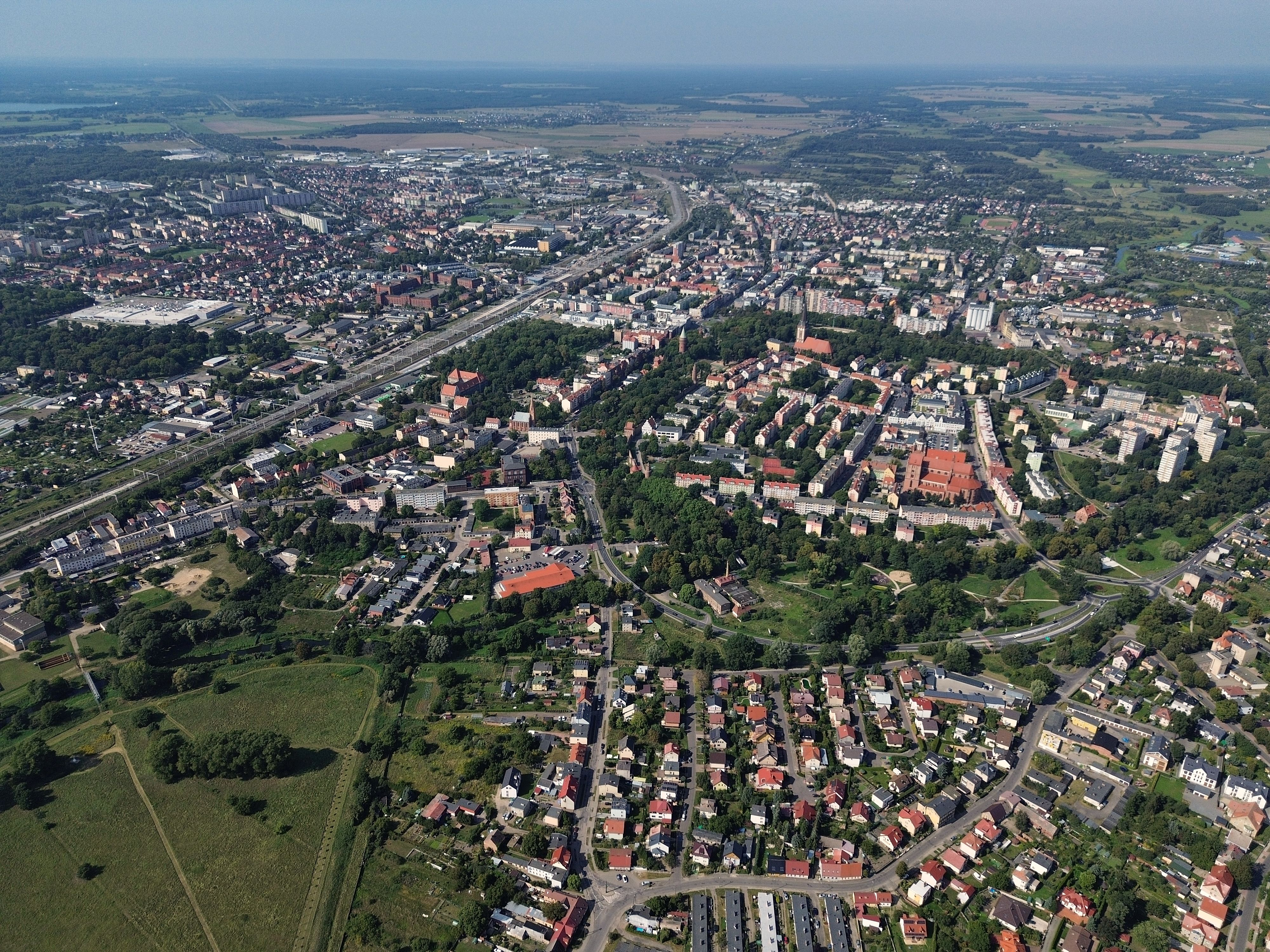
Stargard z lotu ptaka (widok od strony południowej)

Miasto położone jest w północno-zachodniej Polsce, nad rzeką Iną, na wschód od jeziora Miedwie. Leży na pograniczu Niziny Szczecińskiej i Pojezierza Pomorskiego, co ma duży wpływ na zróżnicowanie typów krajobrazu w najbliższej okolicy. Przez zachodnią część miasta przebiega 15 południk długości geograficznej wschodniej.
Do roku 1945 Stargard należał do pruskiej prowincji Pomorze, a w latach 1808–1814 był nawet jej stolicą. Poza tym, był jednym z czterech powiatów grodzkich w rejencji szczecińskiej.
Po włączeniu tych terenów do Polski Stargard stał się siedzibą powiatu stargardzkiego (1946) w województwie szczecińskim. Swojego statusu nie zmienił w wyniku reform administracyjnych w 1950 i 1957. W październiku 1973 miasto zostało wydzielone z powiatu i zostało powiatem miejskim. Już dwa lata później anulowano ten podział, a Stargard uzyskał status siedziby gminy Stargard w województwie szczecińskim. Po kolejnej reformie administracyjnej (1999) przywrócono dawny powiat stargardzki w ramach nowoutworzonego województwa zachodniopomorskiego.
W Stargardzie zwyczajowo wyróżnia się osiedla: Osiedle Starówka, Osiedle Pyrzyckie, Osiedle Letnie, Osiedle Józefa Hallera, Osiedle Zachód, Osiedle Fryderyka Chopina, Osiedle Tysiąclecia, Osiedle Mikołaja Kopernika, Osiedle Kossaka, Osiedle Lotnisko (część Kluczewa), Giżynek, część z nich wybudowano w latach osiemdziesiątych i były budowane według obowiązujących wówczas wzorców budownictwa.

### Struktura użytkowania gruntów
| Rodzaj użytku                | powierzchnia [ha] | Udział w pow. miasta (%) |
| ---------------------------- | ----------------- | ------------------------ |
| Użytki rolne; w tym:         | 1412              | 29,4                     |
| grunty orne                  | 1289              | 26,8                     |
| sady                         | 37                | 0,8                      |
| łąki                         | 59                | 1,2                      |
| pastwiska                    | 27                | 0,6                      |
| lasy i grunty leśne          | 62                | 1,3                      |
| pozostałe grunty i nieużytki | 3336              | 69,4                     |

Według danych z 1 stycznia 2009 powierzchnia miasta wynosi 48,08 km². Miasto stanowi 3,16% powierzchni powiatu stargardzkiego.

### Geomorfologia
Obecna rzeźba powierzchni Stargardu powstała w wyniku działalności lądolodu skandynawskiego, który uformował tzw. linię moren czołowych. Na obszarze Stargardu i jego okolic znajduje duże, ponad dwutysięczne skupisko pagórków drumlinowych, zw. stargardzkimi polami drumlinowymi. Wśród rzeźby terenu możemy także wyróżnić moreny denne faliste (we wschodniej części miasta), torfowiska (w okolicach Iny), oraz długie stoki (zarówno po wschodniej, jak i zachodniej stronie miasta). Miasto położone jest w całości na terenie mezoregionu Równina Pyrzycko-Stargardzka, oraz na terenie mikroregionów: Równina Kluczewska, Równina Klępińska, Drumliny Grzędzickie oraz w Dolinach Iny i Małej Iny.

### Gleby
Na terenie miasta dominują gleby brunatne wyługowane i właściwe, gleby pseudobielicowe, a także różnorodne utwory hydrogeniczne. W południowo-zachodniej części Stargardu, na obszarze dawnego zastoiska wodnego z okresu plejstocenu występują czarne ziemie. Na obszarach akumulacyjnej działalności lodowców z piasków zwałowych i naglinowych moreny dennej przeważają gleby brunatne, zaś w dolinach rzecznych – mady. Klasy bonitacyjne na terenie miasta zawierają się w przedziale od II do IV (żytnio-ziemniaczane i pszenno-buraczane). Ze względu na wysoką jakość gleb na Równinie Pyrzycko-Stargardzkiej uprawiana jest pszenica i buraki cukrowe.

### Sieć hydrologiczna
| Rzeka         | Długość rzeki |
| ------------- | ------------- |
| Ina           | 5,8%          |
| Mała Ina      | 2,9%          |
| Młynówka      | 100%          |
| Kanał Młyński | 100%          |
| Krąpiel       | 1,4%          |
| Kanał Ulgi    | 100%          |

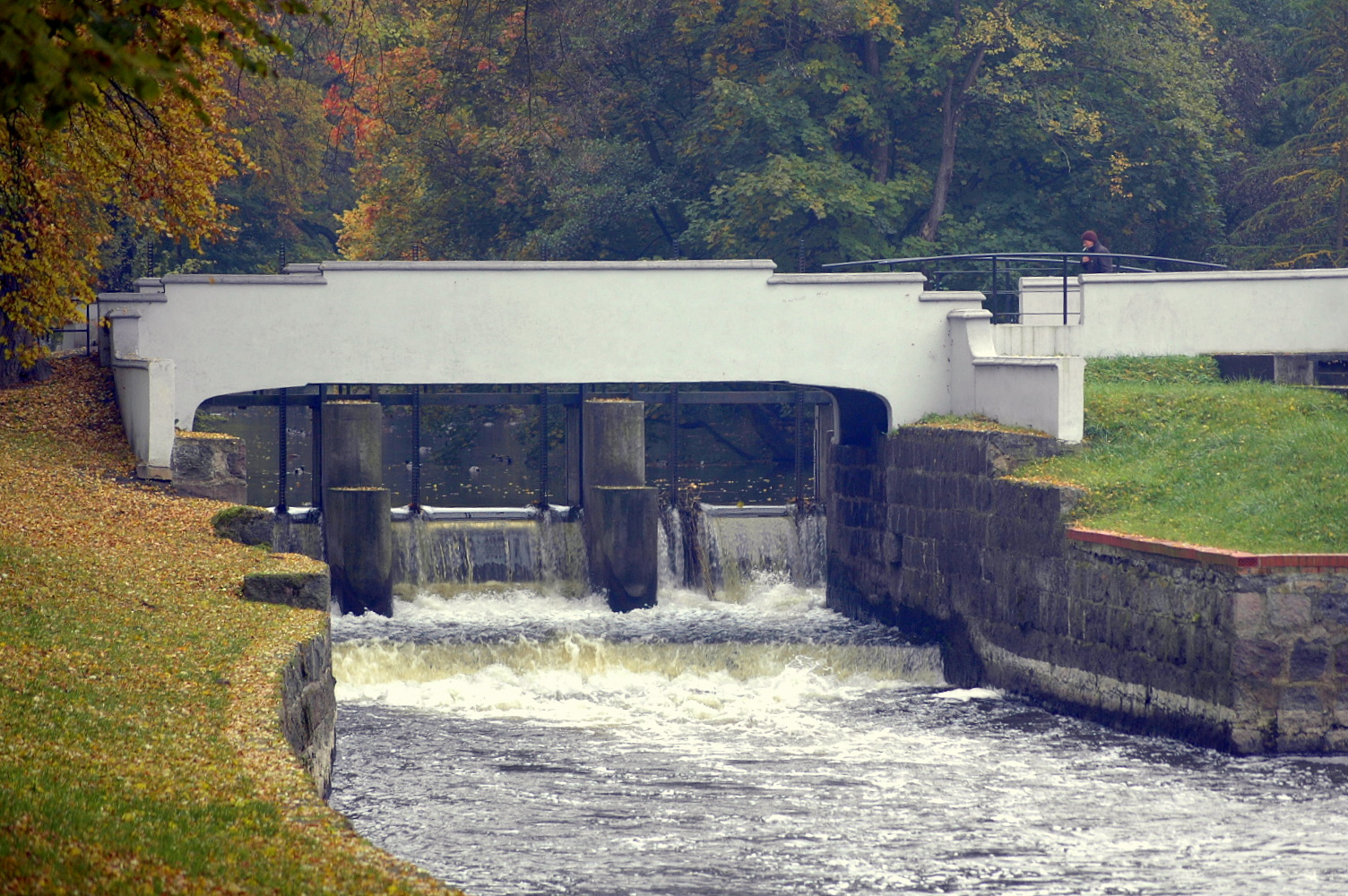
Jaz na Inie

Miasto znajduje się w dorzeczu Iny i Płoni (zachodnia część). Największą rzeką przepływającą przez Stargard jest Ina. Przepływa przez miasto na długości ok. 7 km. Jej średnia głębokość waha się od 0,9 do 2,9 m, natomiast szerokość lustra wody 9–26 m. W południowo-wschodniej części Stargardu – Mroczeniu do rzeki wpływa Krąpiel (prawy dopływ), następnie Mała Ina oraz przy granicy administracyjnej miasta Rzepliński Kanał (oba cieki to dopływy lewe). Mała Ina w górnym biegu ponownie przepływa przez miasto we wschodniej części Kluczewa. W obrębie Starego Miasta, za mostem ul. B. Chrobrego do Iny wpływa Kanał Ulgi, a przy ul. Basztowej z rzeki bifurkuje Kanał Młyński (który ponownie wpada do Iny w okolicy ul. Zakole). Przy ul. Nadbrzeżnej do rzeki wpada Młynówka, do której 250 m wyżej wpływa kanał Kruczy Gród. Ciekiem należącym do dorzecza Płoni jest Gowienica Miedwiańska. Przepływa przez Burzykowo i Słotnicę, w dolnym biegu stanowi ona południowo-zachodnią granicę miasta, opływając od zachodu teren dawnego lotniska w dzielnicy Kluczewo. Na terenie miasta nie występują naturalne zbiorniki wodne. Jedynie w Kluczewie znajdują się sztuczne obwałowania odstojników należące do cukrowni.
Stargard położony jest na terenie o wysokich zasobach użytkowych wód podziemnych. Znajduje się tu jeden z Głównych Zbiorników Wód Podziemnych w Polsce – Zbiornik międzymorenowy Stargard-Goleniów nr 123. Jednostkowa wartość zasobów eksploatacyjnych zbiornika w Stargardzie może osiągnąć 500 m³/d/km². Stargard spośród miast województwa zachodniopomorskiego jest najbardziej zagrożony wezbraniami powodziowymi. Jest to spowodowane tym, iż powyżej centrum miasta łączą się trzy rzeki (Ina, Mała Ina i Krąpiel) o tym samym reżimie hydrologicznym – śnieżnym, których fale wezbraniowe łączą się na terenie miasta, powodując przelewanie się wody przez wały. Największe prawdopodobieństwo wystąpienia powodzi występuje na obszarze miasta poniżej wysokości bezwzględnej 20,62 m (tj. ok. 15% obszaru Stargardu) i wynosi 50, tj. stany takie mogą występować co drugi rok.

### Klimat
Obszar miasta charakteryzuje się umiarkowanie wilgotnym klimatem, ze średnią roczną temperaturą powietrza na poziomie 9,01 °C (temperatura lata w lipcu wynosi minimalnie 17,9 °C, zaś zimy w styczniu –1,3 °C). Średnia liczba opadów na miesiąc wynosi 46 mm, a liczba dni deszczowych w roku 181. Średnia liczba dni z pokrywą śnieżną wynosi 40. Długość okresu wegetacyjnego wynosi 220 dni, a jego początek przypada na 31 marca. Różnica w położeniu, odległości od zbiorników wodnych i kierunku wiatrów, mają wpływ na różnicę w sytuacji meteorologicznej Stargardu i Szczecina. Miasto jest jednym z miast o największej średniej temperaturze rocznej. W lipcu 2010 r. zanotowano 12 dni z temperaturą 30–35 °C, natomiast 1 dzień (12.07) z temperaturą wynoszącą 36 °C.
| Miesiąc              | Sty | Lut | Mar | Kwi | Maj | Czer | Lip | Sie | Wrz | Paź | Lis | Gru | Rocznie |
| -------------------- | --- | --- | --- | --- | --- | ---- | --- | --- | --- | --- | --- | --- | ------- |
| Śr. temperatura [°C] | –1  | 0   | 4   | 8   | 13  | 16   | 18  | 18  | 14  | 9   | 4   | 1   | 9,54    |
| Opady [mm]           | 26  | 23  | 28  | 28  | 39  | 51   | 53  | 44  | 37  | 30  | 31  | 31  | 421     |

### Sąsiednie gminy
- Stargard (gmina wiejska) – powiat stargardzki
- Kobylanka – powiat stargardzki
- Warnice – powiat pyrzycki

## Demografia
Dane z 31 grudnia 2023:
| Opis                              | Ogółem  | Ogółem  | Kobiety | Kobiety | Mężczyźni | Mężczyźni |
| --------------------------------- | ------- | ------- | ------- | ------- | --------- | --------- |
| Jednostka                         | osób    | %       | osób    | %       | osób      | %         |
| Populacja                         | 66 604  | 100     | 34 751  | 52,2    | 31 853    | 47,8      |
| Gęstość zaludnienia [mieszk./km²] | 1 385,3 | 1 385,3 | -       | -       | -         | -         |

Stopa bezrobocia na dzień 31 października 2008 wynosiła 4,9%, następnie wzrosła i w sierpniu 2011 wyniosła 8,0%, w następnych latach spadła do poziomu 3,5% (grudzień 2018).
Stargard, liczący ok. 70 tys. mieszkańców, plasuje się na trzecim miejscu pod tym względem wśród miast województwa zachodniopomorskiego. W ostatnich latach ludności w mieście ubywa. Tendencja spadkowa charakteryzuje również procesy migracji do miasta, oraz ujemny przyrost naturalny. Według danych z 31 grudnia 2023 miasto miało 66 816 mieszkańców. W latach 2002-2023 liczba mieszkańców zmalała o 6,3%. Jeżeli przyrost naturalny w Stargardzie się nie poprawi w 2050 roku mieszkańców może być około 61 tys., a w 2100 już około 50 tys. 
Przyrost ludności Stargardu w ciągu wieków nie był równomierny, był zakłócany przez liczne wojny, klęski żywiołowe oraz epidemie.
Struktura płci i wieku mieszkańców Stargardu według danych z 31 grudnia 2023
Z danych wynika, że średnia wieku mieszkańca Stargardu to 38 lat.

## Historia

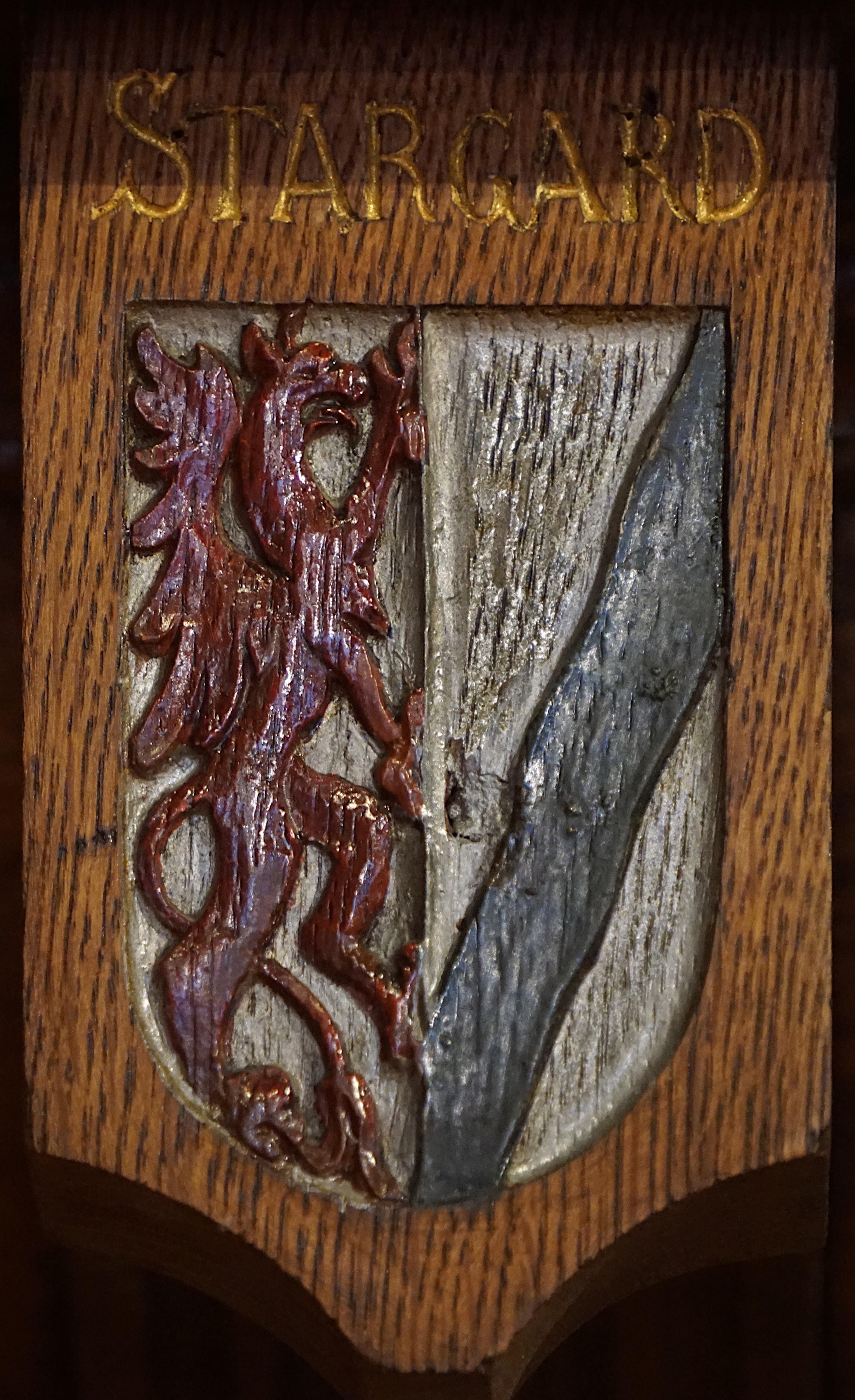
Herb Stargardu w sali plenarnej staromiejskiego ratusza w Gdańsku

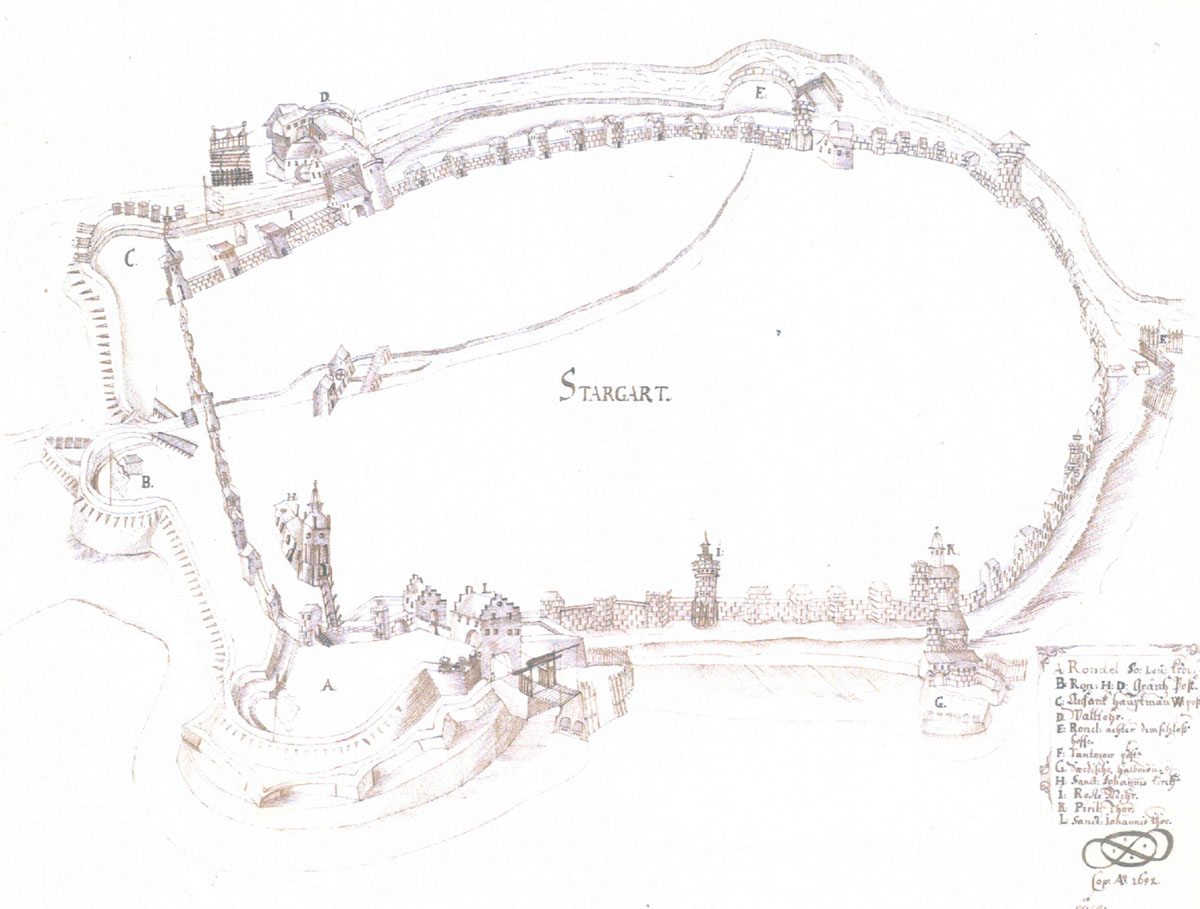
System fortyfikacji obronnych Stargardu, 1692

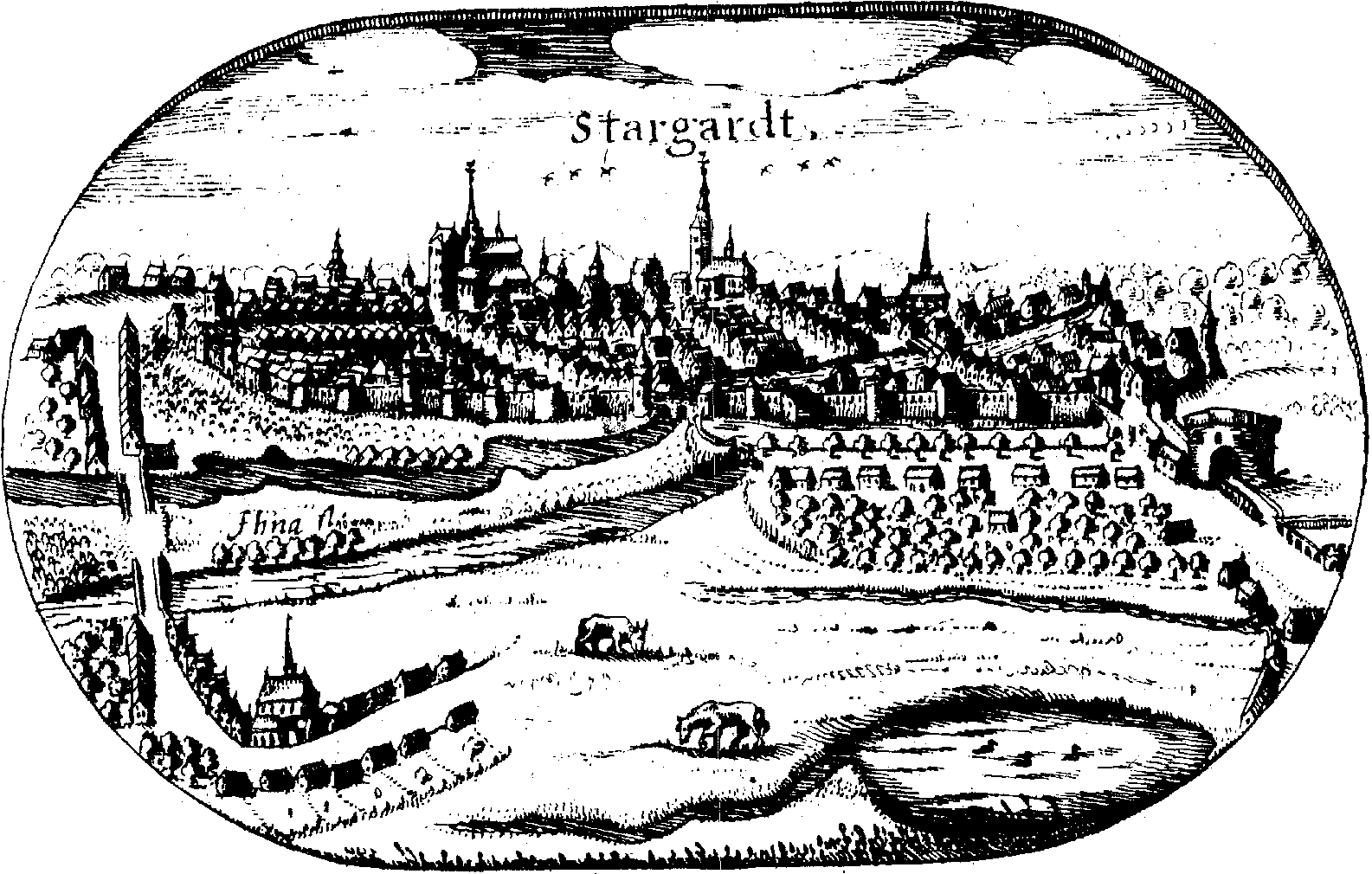
Panorama Stargardu na mapie Lubinusa (1614)

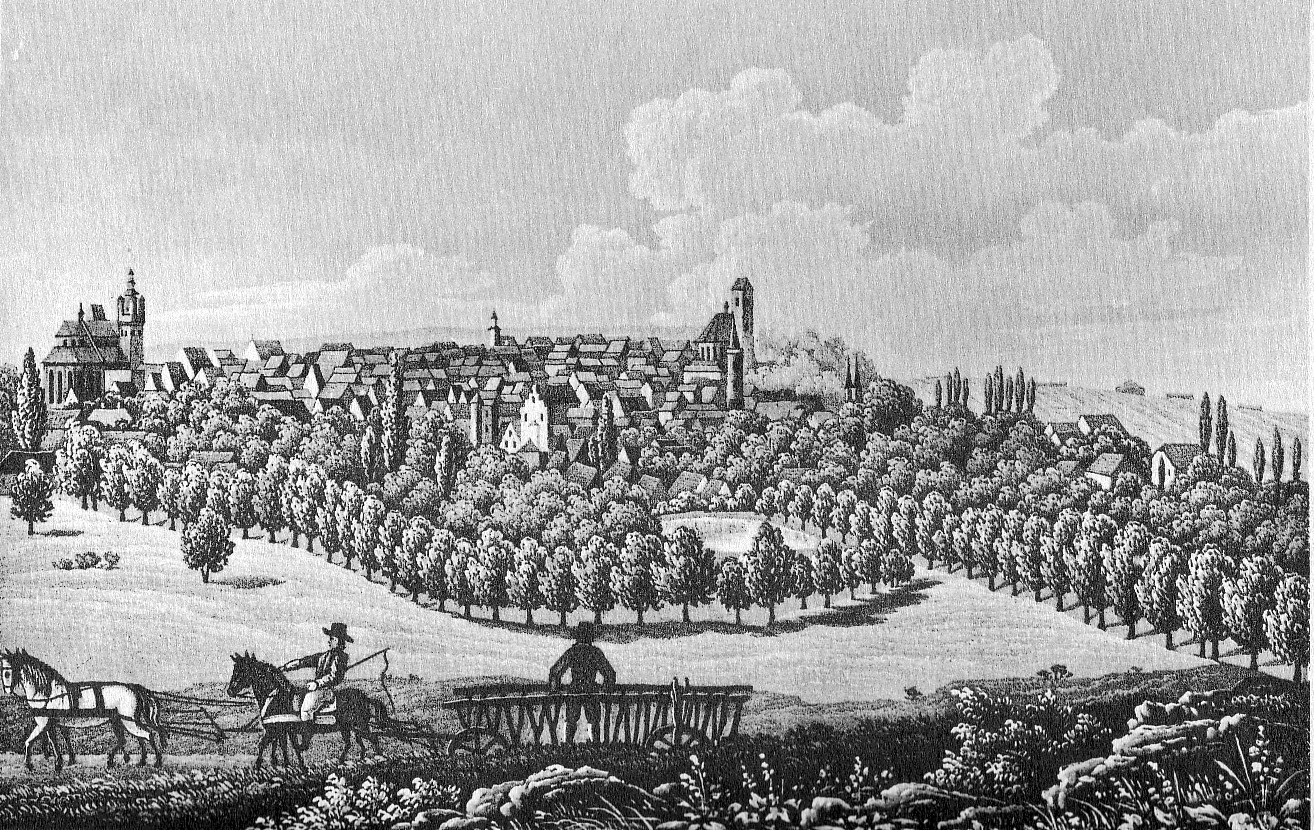
Historyczny widok Stargardu (Staloryt 1850 r.)

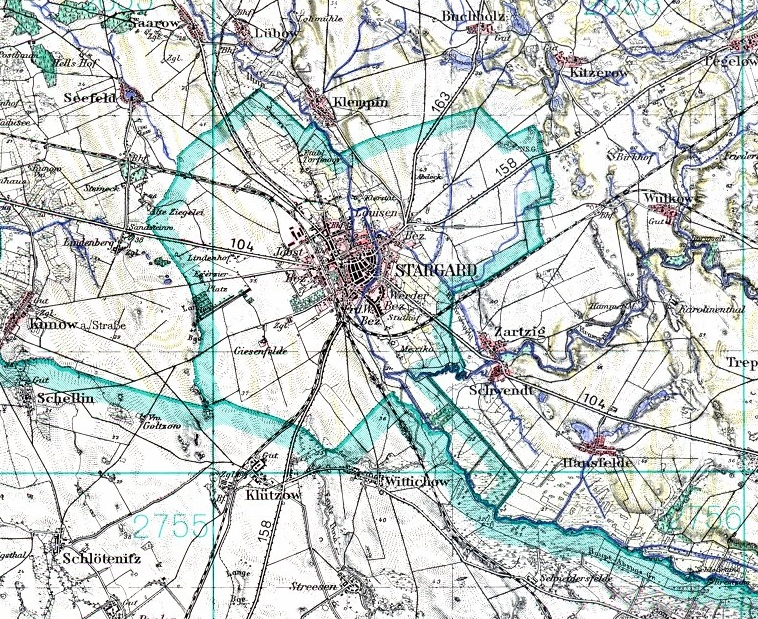
Mapa Stargardu i okolic z ok. 1910

Stargard należy do najstarszych grodów na Pomorzu Zachodnim. Początki jego powstania sięgają VIII – IX wieku, gdy to około 1 km na południe od dzisiejszego centrum rozwinęła się osada Osetno. Jej mieszkańcy przyczynili się do budowy grodu w zakolu rzeki Iny – w okolicy obecnie istniejącej Baszty Białogłówki.
Gród otoczony został wałami drewniano-ziemnymi, a od wschodu i północy dodatkowo chroniło go koryto rzeki Iny. W następnych stuleciach pomiędzy X a XII wiekiem na południe od umocnionego grodziska powstało otwarte podgrodzie. Rozwojowi osady sprzyjało położenie przy krzyżujących się szlakach handlowych, prowadzących z Santoka do Wolina i ze Szczecina do Kołobrzegu. Obszar został włączony do państwa polskiego przez Mieszka I ok. 967 roku. Przyspieszony rozwój ośrodka grodowego nastąpił po nadaniu magdeburskich praw miejskich w 1243 lub 1253 roku. W okresie od 1240 do 1248 Stargard znajdował się w domenie biskupów kamieńskich, a nadane w 1243 przez bp. Konrada prawa miejskie w 1253 potwierdził książę pomorski Barnim I. Kwestia ustalenia daty otrzymania praw miejskich jest tym bardziej trudna, gdyż w wyniku pożaru z 1635 spłonęło Archiwum Miejskie, w tym także oryginalny akt lokacyjny. Władze miasta przyjmują za oficjalną wcześniejszą datę. Od 1292 roku Stargard został przeniesiony na prawa lubeckie korzystniejsze dla warstwy kupców i rzemieślników. W mieście zostały osadzone dwa zakony joannitów i augustianów. W bulli papieża Grzegorza IX z dnia 19 marca 1238 roku dotyczącej potwierdzenia nadania posiadłości koło Stargardu na rzecz zakonu joannitów książę Bogusław I nazwany jest księciem Kaszub (duce Cassubie). Do miasta zaczęli przybywać liczni osadnicy z terenu Niemiec i Flandrii, Stargard stał się członkiem związku hanzeatyckiego, wspierającego interesy kupców.
Pod koniec XIII wieku wyburzono obramowania starego grodziska i przystąpiono do budowy murów kamienno-ceglanych, obejmujących zarówno teren dawnego grodu, jak i rozbudowanego podgrodzia. Ina stała się ważną drogą komunikacyjną, którą barkami płynęło zboże i inne towary z ziemi pyrzyckiej i stargardzkiej do krajów zachodnich i nadbałtyckich. Podczas wojny trzydziestoletniej miasto zostało zdziesiątkowane z powodu głodu, chorób i pożarów, wskutek czego liczba ludności spadła o około 90%. Na mocy Traktatu Westfalskiego Stargard od 1648 roku dostał się pod panowanie Brandenburgii, a w 9 lat później przez miasto przejeżdżał hetman Stefan Czarniecki na czele konnicy, w pogoni za wycofującą się armią szwedzką. W okresie od 1668 do 1720 Stargard był stolicą Pomorza Tylnego. Druga połowa XVII i XVIII wieku to okres powolnej odbudowy zniszczonego grodu.
W połowie XIX wieku nastąpił przełom gospodarczy. Stargard w 1846 roku uzyskał połączenie kolejowe ze Szczecinem i Berlinem, a nieco później z Poznaniem i Koszalinem. Podczas wojny francusko-pruskiej (1870–1871) Prusacy utworzyli w mieście obóz jeniecki dla żołnierzy francuskich. W 1901 r. miasto staje się powiatem grodzkim w rejencji szczecińskiej. W 1905 miasto liczyło 26 907 mieszkańców, w ogromnej większości Niemców.
Podczas I wojny światowej w Stargardzie mieścił się niemiecki obóz jeniecki, w którym przebywało łącznie około 50 000 jeńców: rosyjskich (w tym Polacy z zaboru rosyjskiego wcieleni do armii carskiej), francuskich, belgijskich, amerykańskich, angielskich, serbskich, rumuńskich, portugalskich, włoskich i japońskich.
Oddzielny rozdział w historii stanowi okres II wojny światowej. Cała produkcja przemysłowa została ukierunkowana na potrzeby wojny. W mieście już od 1939 powstał duży obóz jeniecki Stalag II D, najpierw dla polskich jeńców, a potem także m.in. dla francuskich, holenderskich, belgijskich, serbskich, radzieckich, włoskich, kanadyjskich i amerykańskich. Były także dwa podobozy obozu koncentracyjnego Ravensbrück. Okręg Pomorze Armii Krajowej zorganizował komórkę AK w Stargardzie o kryptonimie „Starka”, i dystrybuowano w mieście polską prasę podziemną. 5 marca 1945 Stargard został zajęty przez żołnierzy 61 armii oraz 2 armii pancernej gwardii I Frontu Białoruskiego. Miasto doznało bardzo ciężkich zniszczeń (72%), a jego zabytkowa część (Stare Miasto) spłonęła całkowicie. Dla upamiętnienia poległych w walce o miasto kolegów żołnierze radzieccy jeszcze w 1945 roku wybudowali Pomnik Zwycięstwa na pl. Zwycięstwa (rozebrany w 2017 roku). W tym roku został również założony cmentarz żołnierzy radzieckich przy ul. Czarnieckiego, gdzie pierwotnie pochowani zostali oficerowie radzieccy polegli w walkach o miasto i okolice. W 1946 roku do dwóch wspólnych mogił złożono również szczątki innych żołnierzy radzieckich (pochowanych jest tu 6 Bohaterów Związku Radzieckiego).
Stargard został przekazany Polsce. Już 23 marca 1945 roku radziecki komendant miasta powołał w mieście polskie władze (Józef Parys jako burmistrz). Nowa administracja dokonała wysiedlenia dotychczasowych mieszkańców miasta do Niemiec, zastępując ich Polakami z, między innymi, Kresów Wschodnich, a także ukraińskimi przesiedleńcami (w ramach akcji „Wisła”). Mimo ogromnej skali zniszczeń udało się zreorganizować gospodarkę miasta i dokonać jego częściowej odbudowy. Już 1 września 1945 otwarto tu pierwsze po wojnie na Pomorzu liceum ogólnokształcące. Uruchomiono liczne zakłady przemysłowe. Na początku lat 90. XX wieku Stargard, jak i inne miasta, przeżył kryzys gospodarczy związany ze zmianą ustroju.

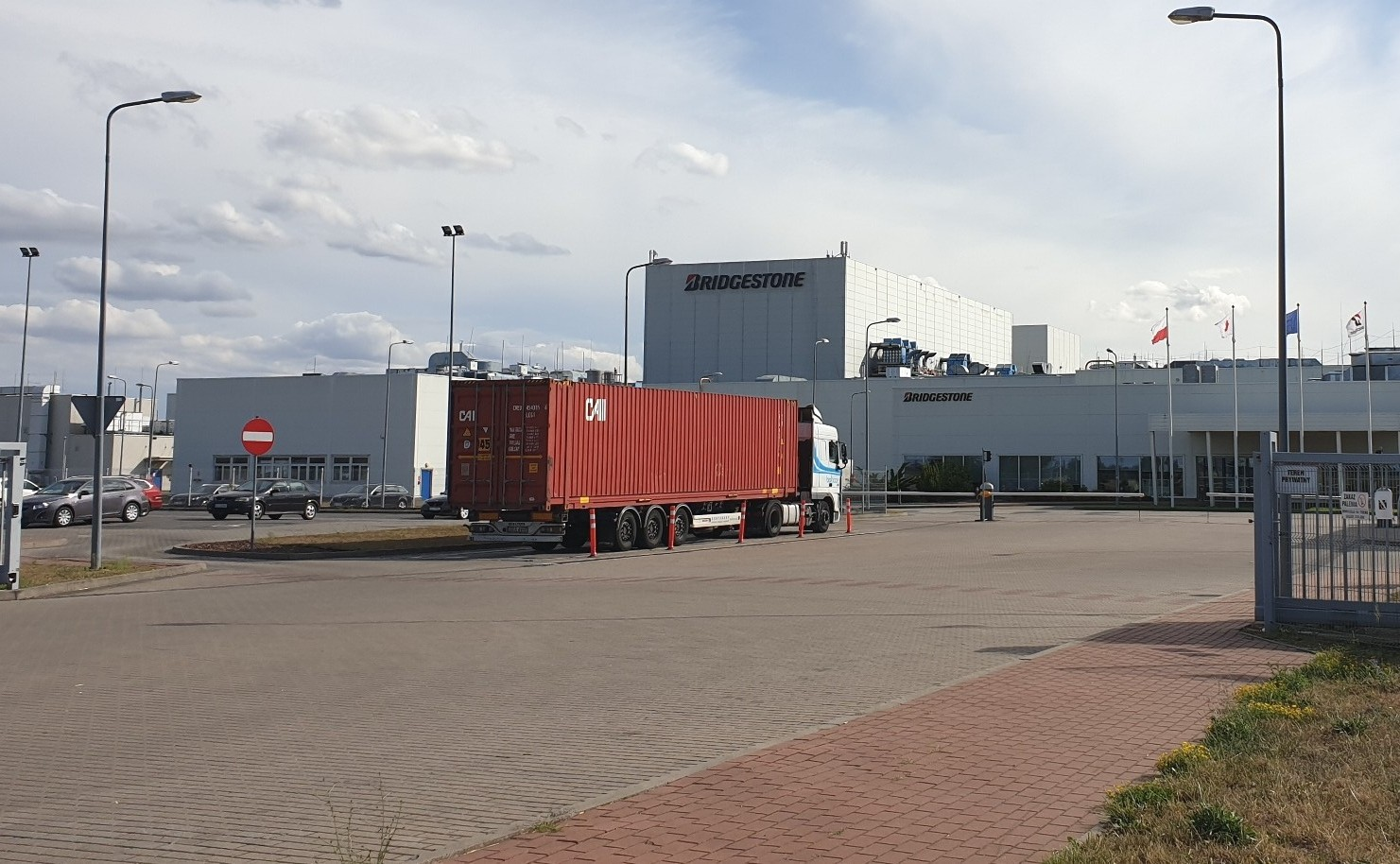
Stargard. Koncern Bridgestone

W 2003 rozpoczął działanie Stargardzki Park Przemysłowy w którym powstały i działają firmy o zasięgu globalnym, między innymi fabryka japońskiego koncernu Bridgestone, fiński producent urządzeń przeładunkowych Cargotec, czy niemieckie MTU Tognum, produkujące komponenty do silników napędowych.
Park Przemysłowy Nowoczesnych Technologii w Stargardzie nieustannie się rozwija. Siedziby swoich firm wybudowali tam już m.in. Hydroline, Radiometer, Klippan czy Lidl. Na kolejnych terenach postępują prace budowlane i powstają nowe hale przemysłowe, powstaje centrum logistyczne Waimea Logistics Park Stargard. Całkowita powierzchnia Parku to około 850 hektarów, z których na 2021 rok pozostało około 250 hektarów przeznaczonych pod inwestycje w pierwszym etapie. W odległości zaledwie 5 kilometrów od Parku Przemysłowego Nowoczesnych Technologii przebiega obwodnica Stargardu w ciągu drogi krajowej nr 10. Dzięki dwóm pasmom w obu kierunkach droga nr 10 zapewnia komunikację w kierunku zachodnim z portem w Szczecinie i za pośrednictwem autostrady A6 z zachodnią granicą Polski, natomiast w kierunku wschodnim w stronę Bydgoszczy z siecią dróg krajowych.

## Historia nazwy
Na przestrzeni prawie dziewięciuset lat nazwa miasta zmieniała się wielokrotnie. Nazwa Stargard ma niewątpliwie pochodzenie słowiańskie i stanowi charakterystyczną dla języka pomorskiego postać nazwy „stary gród”, występującej w różnych formach na całej Słowiańszczyźnie. Część gard w dialektach Słowian pomorskich oznacza po prostu miasto albo gród i w tej formie do dziś przetrwała w kaszubszczyźnie. Nie doszło tu do metatezy (przestawki) i pozostała niezmieniona, w pozostałych językach słowiańskich zaszła metateza i dlatego po polsku jest gród, po czesku hrad, po rosyjsku город (translit. gorod). Nazwa jest zrostem przymiotnika stary i apelatywu grod (pol. gród).
Inne wytłumaczenie nazwy miasta prezentuje Stampa. Uważa on, że Stargard pochodzi od duńskiej zbitki stjerne (gwiazda) i gade (brama) tłumaczonej jako Gwiezdna Brama. Jego tezę mogą popierać średniowieczne monety i pieczęcie Stargardu. Trzynastowieczne brakteaty na awersie zdobione były jednowieżową bramą z trzema sześcioramiennymi gwiazdami, na późniejszych monetach znajdowała się trzywieżowa brama z sześcioramienną gwiazdą w przepuście. Pierwsza zachowana do dziś pieczęć Stargardu, pochodząca z XIV wieku, także przedstawia motyw znany ze wcześniejszych brakteatów.
Po raz pierwszy wzmianka o nazwie miasta pojawiła się w 1124, kiedy to kronikarz Ebbo, opisujący misję św. Ottona z Bambergu wspomniał jego pobyt w grodzie Castro Zitarigroda. Kolejny zapis pochodzi z 1140, kiedy to Castro Stargrod wymieniony był w bulli papieża Innocentego II, jako gród mający należeć od tej pory do biskupstwa w Wolinie.
W późniejszym czasie spotykamy wiele form podobnie brzmiących:
- Stargard (1186[58], 1283, 1229, 1248, 1550, 1633, 1654, 1780, 1817, 1918, 1923, 1951)[52]
- Stergard (1187)[52]
- Starogard (1188[58], 1240[58])
- Starigart (1217)
- Ztaregard (1220)
- Staregarde (1234)
- Staregrod (1238)
- Stargardt (1248[58], 1618, na mapie Lubinusa)
- Stargardia (1328)[52]
- Nova Stargardia[59]
- Starigrodum[59]
- Starigradum[59]
- Neu Stargarde (1459)[60]
- Nigen Stargardt[59]
- Neu-Stargard an der Ihna (1724)[61]
- Stargardt auf der Ihna (1605)[62]
- Stargard auf der Ina (1683)[63]
- Neustargard (niem. Nowy Stargard, 1837)[64]
- Pommersch Stargart (niem. Pomorski Stargart, 1890)[52]
- Starogród (1890)[65]
- Przed 1945 niemiecka nazwa brzmiała Stargard in Pommern (Stargard na Pomorzu) lub Stargard an der Ihna (Stargard nad Iną).

W Atlasie nazw geograficznych Słowiańszczyzny Zachodniej ks. prof. Stanisława Kozierowskiego z 1934 roku polska nazwa miasta podana jest w formie Starogard.
Pierwszą powojenną nazwą miasta był Starogród, a następnie Starogard nad Iną. W 1946 r. wprowadzono urzędowo nazwę miasta Stargard. W 1950 wprowadzono urzędowo nazwę miasta Stargard Szczeciński. Nazwa miasta kolejny raz została zmieniona 1 stycznia 2016, przyjmując postać Stargard.

### Starania o zmianę nazwy zeStargard SzczecińskinaStargard
Według stanu z 2006 roku Stargard był największym w Polsce i na świecie miastem z określeniem pochodzącym od innej miejscowości.
W 1999 roku Towarzystwo Przyjaciół Stargardu rozpoczęło kampanię mającą na celu usunięcie z nazwy miasta przymiotnika szczeciński, wskazując m.in., że ułatwi to cudzoziemcom wymowę oraz podniesie poczucie lokalnej tożsamości mieszkańców. 28 grudnia 2010 Rada Miasta podjęła uchwałę w sprawie zasad i trybu przeprowadzenia konsultacji z mieszkańcami w sprawie zmiany nazwy miasta na Stargard. Konsultacje zaplanowano na okres od 15 stycznia do 15 marca 2011 roku. W ich wyniku blisko 58% głosujących opowiedziało się za skróceniem nazwy (przy frekwencji wynoszącej 15,7%). 29 marca 2011 roku Rada Miasta złożyła do wojewody zachodniopomorskiego wniosek o zmianę urzędowej nazwy miasta oraz gminy miejskiej Stargard Szczeciński. Wniosek ten wojewoda zaopiniował pozytywnie i przekazał do ostatecznej decyzji do Ministerstwa Spraw Wewnętrznych i Administracji, gdzie na posiedzeniu z 16–17 maja 2011 roku został pozytywnie zaopiniowany przez Komisję Nazw Miejscowości i Obiektów Fizjograficznych, jednak ze względu na brak niektórych niezbędnych wniosków (m.in. wniosków Rady Powiatu Stargardzkiego i Rady Gminy Stargard Szczeciński (gmina wiejska) o zmianę nazwy siedziby władz ze Stargardu Szczecińskiego na Stargard) zmiana nazwy miasta nie została zaakceptowana przez MSWiA.
W marcu 2012 roku odbyły się konsultacje społeczne w gminie wiejskiej Stargard Szczeciński – pytano o zdanie w sprawie zmiany nazwy gminy Stargard Szczeciński z siedzibą w Stargardzie Szczecińskim na gminę Stargard z siedzibą w Stargardzie oraz w sprawie zmiany nazwy siedziby powiatu stargardzkiego ze Stargardu Szczecińskiego na Stargard. Niemal 90% mieszkańców była przeciwna zmianie nazwy gminy, jej siedziby i nazwy siedziby powiatu. 30 marca 2012 roku przeciw zmianie wypowiedziała rada gminy wiejskiej Stargard Szczeciński. Władze miasta wyraziły natomiast opinię, że zdanie gminy nie ma znaczenia w procesie zmiany nazwy miasta, stanowiącego odrębną gminę. Władze miejskie zasugerowały, by po zmianie nazwy miasta nie zmieniać nazwy gminy wiejskiej. Władze miejskie planowały skorelowanie kolejnego wniosku o zmianę nazwy miasta z wejściem w życie ustawy o nowych dowodach osobistych, w których nie będzie adresu – pozwoliłoby to uniknąć kłopotów i kosztów związanych z wyrabianiem przez mieszkańców nowych dowodów.
Ze względu na zmianę przepisów, zgodnie z którymi od 2015 nie jest wymagana zmiana praw jazdy i dokumentów rejestracyjnych pojazdów w przypadku zmiany nazwy miejscowości, Ministerstwo Administracji i Cyfryzacji przeanalizowało ponownie koszty związane z wprowadzeniem zmiany nazwy miasta i uznało, że wprowadzenie takiej zmiany jest zasadne. Rada miasta przyjęła 25 czerwca 2015 kolejną uchwałę, pozytywnie opiniując zmianę nazwy gminy o statusie miasta Stargard Szczeciński na Stargard, siedzibę tejże gminy na Stargard oraz siedzibę powiatu stargardzkiego na Stargard. W konsekwencji 28 lipca 2015 Rada Ministrów przyjęła rozporządzenie w sprawie zmiany nazwy gminy i jej siedziby na Stargard. Rozporządzenie weszło w życie 1 stycznia 2016 roku. Formalnie sama zmiana nazwy miasta nastąpiła osobnym rozporządzeniem w sprawie ustalenia, zmiany i zniesienia urzędowych nazw miejscowości.

## Symbole miasta
- Herb – w obecnej formie uchwalony przez Radę Miejską w 1913 roku, choć stary herb był w użyciu aż do zakończenia II wojny światowej. Tarcza herbowa jest podzielona na dwa pola w słup. W prawym polu znajduje się gryf pomorski, nawiązujący do łączności z księstwem pomorskim i Pomorzem, na lewym zaś błękitna wstęga symbolizująca rzekę Inę, która przepływa przez miasto. Herb jest najważniejszym elementem wizualnym tożsamości historycznej miasta, który stanowi o ciągłości tradycji jego mieszkańców. W związku z obowiązującym Systemem Identyfikacji Wizualnej Miasta Stargard[90] herb wykorzystywany jest tylko przez Urząd Miejski w korespondencji urzędowej, natomiast logo pełni funkcję promocyjną.

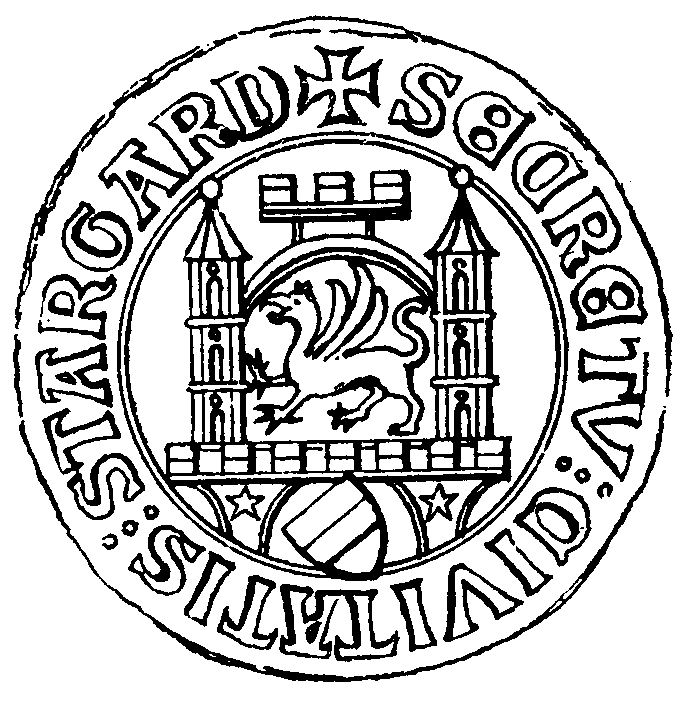
Średniowieczna pieczęć miasta

- Flaga – o stosunku wysokości do długości 2/5, składa się z poziomych pasów w układzie równoległym. Dwa pasy skrajne w kolorze błękitnym, dwa pasy wewnętrzne w kolorze czerwonym, pas środkowy w kolorze białym. Z lewej strony flagi umieszczony jest herb o wysokości nie większej niż 7/10 szerokości płata. Projekt flagi wykonał stargardzki artysta plastyk Piotr Kosmal[91]. Przed wojną Stargard posługiwał się czerwono-białą flagą z dwutarczowym herbem[92]
- Baner – baner stanowi prostokąt o stosunku wysokości do długości 5/2 i składa się z pionowych pasów w układzie równoległym. Dwa pasy skrajne w kolorze błękitnym, dwa pasy wewnętrzne w kolorze czerwonym, pas środkowy w kolorze białym. Pośrodku górnej połowy banera umieszczony jest herb Miasta Stargardu[91].
- Logo – jest spójnym symbolem z ogólnymi założeniami strategii marki. Podstawowe cechy to „szczęście” i „bezpieczeństwo”. Konstruując logo, świadomie nawiązano nie tylko do sloganu promocyjnego, ale również do gwiazdy – historycznego symbolu miasta, używanego od XIII wieku na miejskich pieczęciach i monetach. Przeprowadzone badania wśród mieszkańców wykazały, że spośród kilku koncepcji znaku, poniższa forma najsilniej komunikuje podstawowe cechy marki miasta[90].
- Nazwa marki i slogan promocyjny – nazwa marki ma za zadanie wyróżniać się od innych. W przypadku Stargardu Szczecińskiego pojawił się istotny problem techniczny z określeniem „Szczeciński”. Przeprowadzone badania marketingowe wykazały dużą atrakcyjność historycznej (skróconej) nazwy miasta dla potencjalnych turystów z Polski, jak i ciekawe jej skojarzenia wśród cudzoziemców, związane z angielskim znaczeniem wyrazu „star”, czyli gwiazdą. W wyniku konsultacji z firmami doradczymi i po przeprowadzeniu dyskusji społecznej, zdecydowano się promować markę za pomocą nazwy „Stargard”, w której wyróżniono cząstkę „Star”, wzmacniając wymowę sloganu[90].

Szukając właściwego sloganu, który komunikowałby szczególne walory miasta, jak i pozytywnie nastrajał potencjalnych nowych mieszkańców, wybrano hasło „Stargard. Pod szczęśliwą gwiazdą”. Slogan ten najpełniej oddaje obecną sytuację miasta. Komunikuje bezpieczeństwo i spokój. Ponadto odwołuje się do cząstki „Star”, która nie tylko dla cudzoziemców, ale i coraz szerszej grupy Polaków oznacza gwiazdę. Nawiązuje również do hasła promującego atrakcje turystyczne Stargardu, które brzmi: „Stargard. Gwiazdozbiór Gotyku”.
- Hejnał – został ustanowiony w 2000 roku[94], skomponowany na trąbkę przez Waldemara Cieśloka. Jest on codziennie o godzinie 12:00 odtwarzany z fasady frontowej ratusza.
- Patron – patronem miasta został ustanowiony 2003 roku (w 760 rocznicę nadania praw miejskich) święty Jan Chrzciciel[95]
- Święto – święto miasta obchodzone jest 24 czerwca, w rocznicę nadania Stargardowi w 1243 roku praw miejskich. W mieście obchodzony jest także 5 marca w rocznicę zdobycia Stargardu przez wojska radzieckie (1945 r.)[96].

## Architektura

### Rozwój urbanistyczny

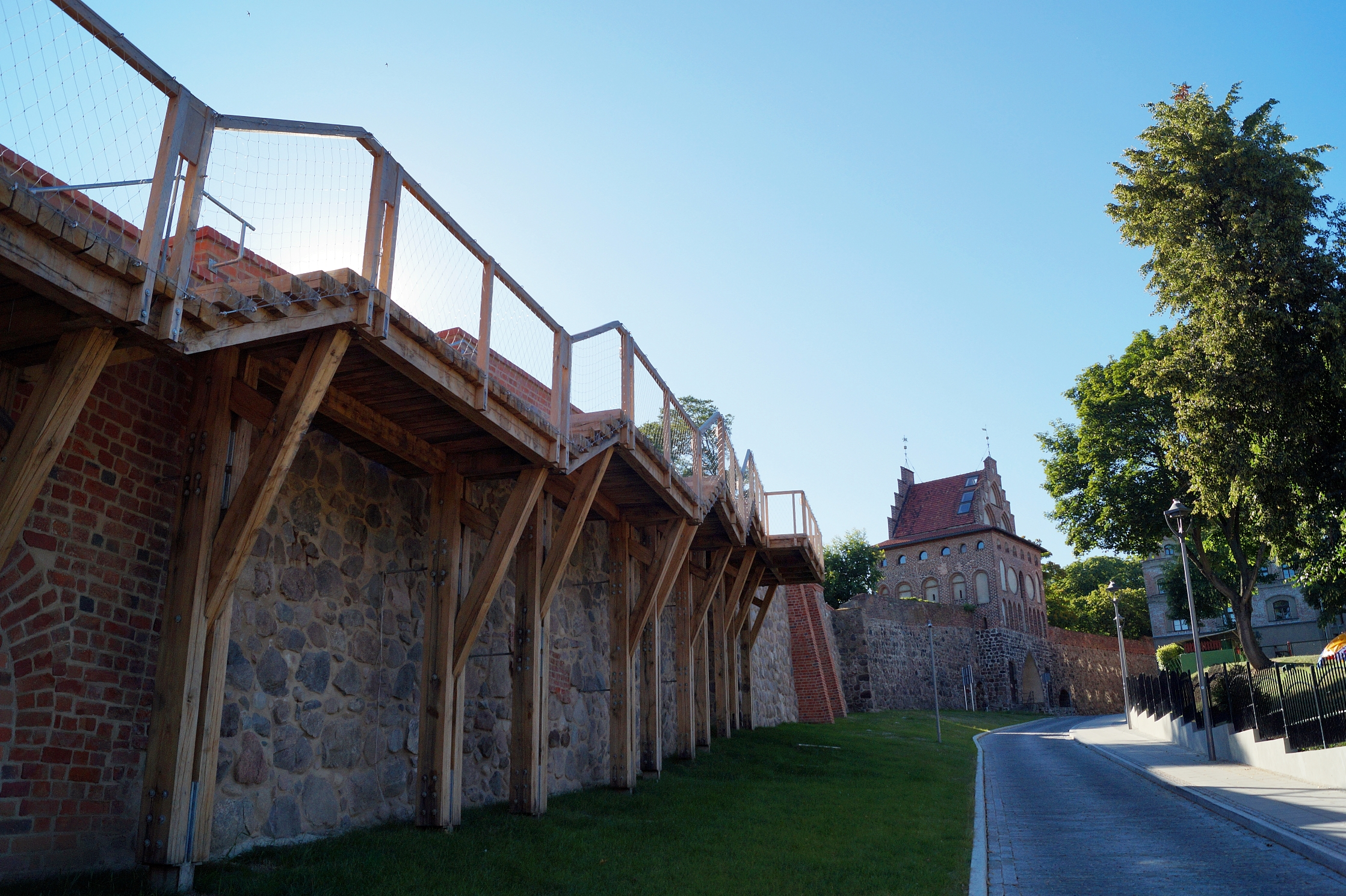
Mury obronne, XIII/XIV, XV

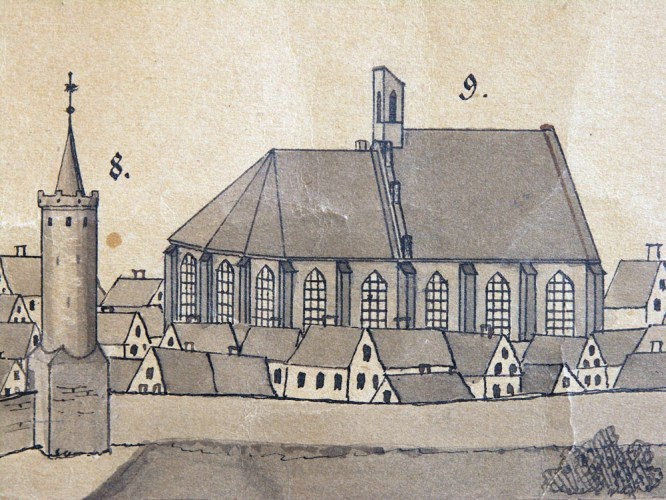
Panorama Stargardu z kościołem Augustianów 2 poł. XVIII w.

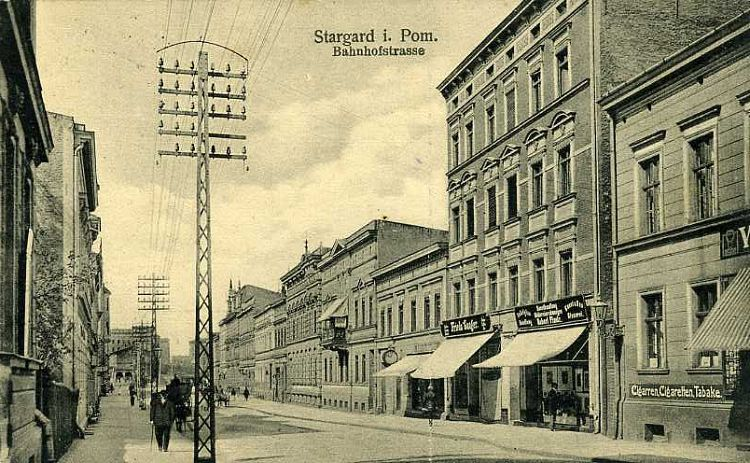
Ul. Wyszyńskiego, 1930

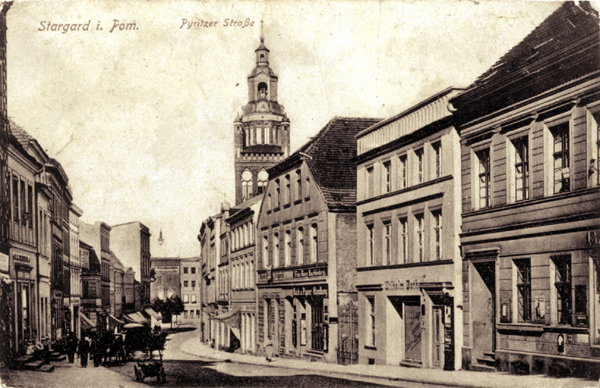
Obecna ul. Mieszka I, w głębi kolegiata NMP

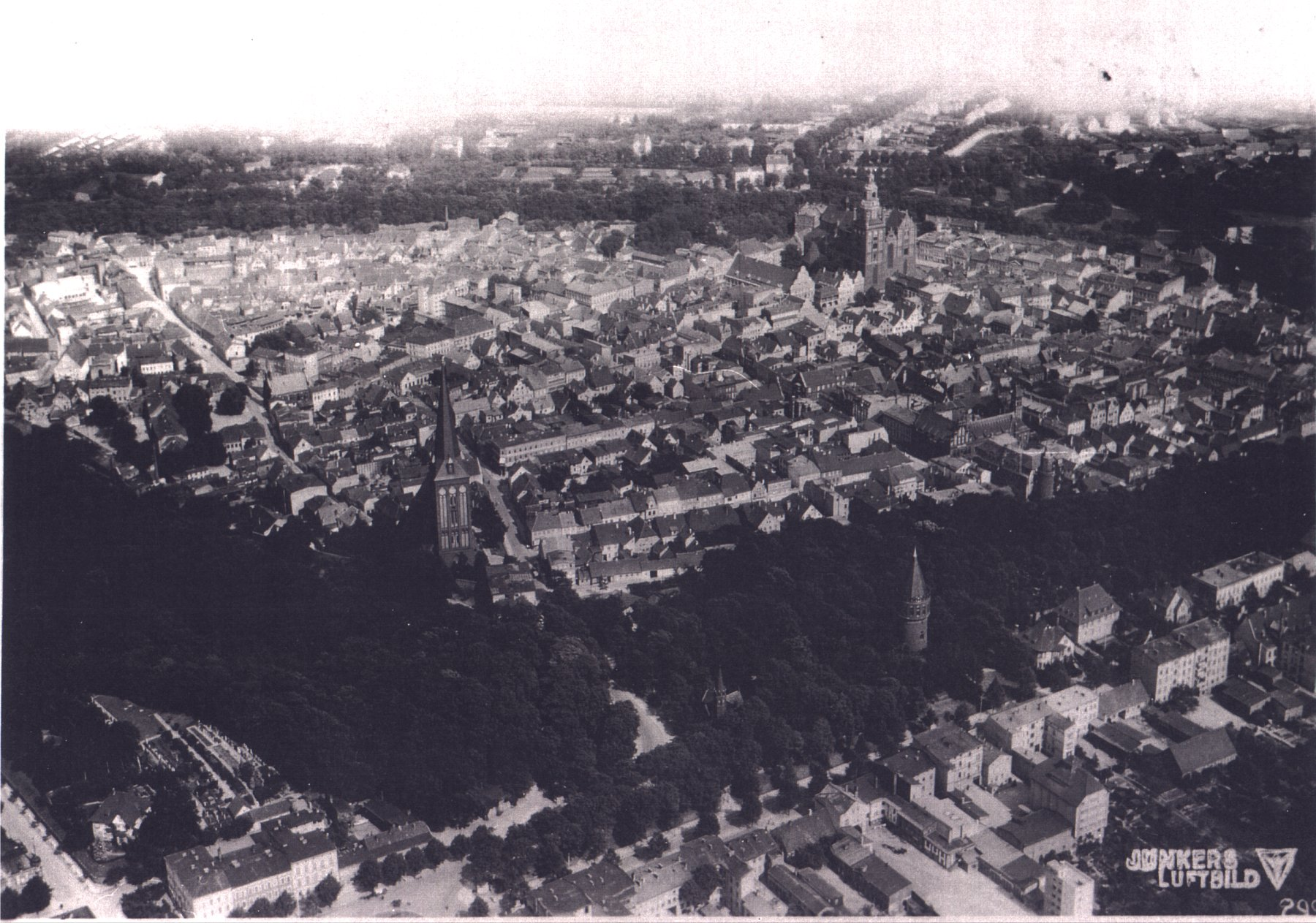
Stare Miasto, 1931, zdjęcie lotnicze

Najstarszym trwałym elementem struktury przestrzennej Stargardu jest grodzisko w Osetnie, położone około 1,5 km na południowy zachód od późniejszego miasta, wśród podmokłych łąk szerokiej w tym miejscu doliny Iny. Duży gród o średnicy 200–300 m, dziś prawie nieczytelny w terenie, stanowił miejsce schronienia dla mieszkańców pobliskich nieobronnych osad w Strachocinie, Ulikowie i Stargardzie. Najpóźniej w połowie X wieku gród został opuszczony wskutek utworzenia nowego ośrodka na terenie dzisiejszego miasta – być może wówczas powstała nazwa Zitarigroda (Stargard, stary gród), która pojawiła się w źródłach po raz pierwszy w roku 1124.
Drugi stargardzki gród wzniesiono na przełomie IX i X wieku na sztucznie wyrównanym terenie, otoczonym od wschodu i północy skręcającą tu dawniej Iną, w pobliżu przeprawy przez rzekę oraz istniejącej tu od początku IX wieku nieobronnej osady. Najstarsze umocnienie grodu stanowi wał ziemno-drewniany, zastąpiony w X–XII wieku konstrukcją skrzyniową wypełnioną głazami. Gród funkcjonował od 1295 roku, gdy książę przekazał jego obszar miastu. Pozostałością grodu jest dziś wzniesienie w sąsiedztwie Baszty Białogłówki przy północno-wschodnim narożu Starego Miasta. Położona między grodem i Małą Iną osada przejęła rolę podgrodzia. Wzdłuż moszczonych drewnem ulic stały drewniane chaty, a całość terenu otoczona była wałem z palisadą. Pod koniec XII wieku na wzgórzu po zachodniej stronie Małej Iny osiedlili się joannici. Wokół domu zakonnego powstała wkrótce osada, rozwijająca się w kierunku wschodnim, ku położonemu bezpośrednio nad rzeką placowi targowemu. Niezabudowany jeszcze teren pomiędzy osadą i targowiskiem zajął wkrótce klasztor Augustianów. W ten sposób w północnej części późniejszego Starego Miasta powstał rozciągnięty w poprzek Iny zespół osadniczy, którego osią była wiążąca wszystkie człony, biegnąca z zachodu na wschód, droga handlowa ze Szczecina do Chociwla i dalej przez Białogard nad brzeg Bałtyku.
Przypływ ludności, jaki nastąpił po nadaniu Stargardowi praw miejskich, pociągnął za sobą dalsze powiększenie zabudowanego obszaru. Warunki fizjograficzne dopuszczały rozwój terytorialny jedynie w kierunku południowym od istniejącego już zespołu osad. Ostateczne granice miasta musiały być ustalone do końca XIII wieku, kiedy przystąpiono do wznoszenia murów obronnych. Średniowieczny Stargard otoczony był od południowego wschodu, wschodu i częściowo północy głównym korytem Iny, a ku zachodowi wspinał się na wydłużone wzgórze górujące nad doliną. Różnica poziomów między punktem położonym najwyżej (Rondel, obok kościoła św. Jana) a miejscem najniższym (Brama Młyńska) wynosi ok. 20 m. Przez obszar objęty murami przepływa Mała Ina, dzieląc go na dwie nierówne części. Do 1945 roku w planie Starego Miasta widoczne były ślady osadnictwa przedlokacyjnego w postaci ciągu obecnych ulic Bolesława Chrobrego i Gdańskiej wraz z szeregiem poprzecznych uliczek oraz bardziej regularna siatka bloków zabudowy wytyczonych po 1253 roku.
Już w XIV wieku poza zasięgiem obwarowań powstały dwa przedmieścia zwane Wik (niem. Wiek) i Kępa (niem. Werder). W XV wieku istniały także dwa mniejsze przedmieścia wschodnie, przy drodze do Chociwla i zachodnie – św. Jobsta, które nazwę wzięło od kaplicy i szpitala położonego w tym rejonie. Mieszkańcy przedmieść posiadali własny samorząd, w przypadku Kępy utrzymany aż do początku XIX wieku, a ich głównym zajęciem było rolnictwo i ogrodnictwo. Wśród zabudowy przedmieść obok domów mieszkalnych znajdowały się liczne budynki gospodarcze. Każda z tych osad posiadała własną kaplicę: Wik i Kępa – kaplicę św. Gertrudy, przedmieście wschodnie – kaplicę św. Jakuba. Przed Bramą Pyrzycką zgrupowane były szpitale i związane z nimi kaplice trzech instytucji dobroczynnych: św. Ducha, św. Jerzego oraz przytułku dla ubogich.
Kształt przestrzenny, jaki uzyskało miasto do końca XV wieku, przetrwał bez większych zmian do pierwszej połowy XIX wieku. W 1625 roku rejestr podatkowy wykazywał 780 domów w obrębie murów, 105 na Kępie i 75 na Wiku. Przez wiele stuleci nie ulegała również zmianom sieć dróg: szlak ze Szczecina prowadził do miasta przez Bramę Świętojańską, a opuszczał je Bramą Wałową, rozgałęziając się następnie w kierunku Chociwla i Suchania. Drogi do Pyrzyc i Skalina biegły od Bramy Pyrzyckiej.
Dopiero w 1845 roku przebito w murach przejazd w kierunku Suchania (tzw. Nowa Brama). Budowa linii kolejowej wraz z dworcem w odległości około 1 km na zachód od Starego Miasta spowodował szybki rozwój Przedmieścia Jobsta. Powstało tam wiele domów mieszkalnych, a głównie Jobststraße (obecnie ulice Stefana Czarnieckiego i marsz. Józefa Piłsudskiego) wzniesiono też kilka budynków urzędowych, wodociągową wieżę ciśnień i niewielki neogotycki kościół (obecnie cerkiew pw. śś. Piotra i Pawła). Na północ od Starego Miasta skupiły się zakłady przemysłowe, poprowadzono tam bocznice kolejowe i zlokalizowano stację Stargardzkiej Kolei Wąskotorowej. Na wschód od Kępy powoli wzrastało nowe przedmieście przy szosie do Suchania. W okresie międzywojennym nastąpił dalszy rozwój przestrzenny miasta w kierunku zachodnim. Za torami kolejowymi przy drodze do Szczecina w wyniku planowanych działań urbanistycznych zbudowano tzw. osiedle miejskie, złożone z domów dwu- i wielorodzinnych w otoczeniu zieleni, z podstawowymi obiektami usługowymi i socjalnymi.
Szybki wzrost liczby mieszkańców po II wojnie światowej postawił przed polskimi urbanistami zadanie wydatnego zwiększenia zasobów mieszkaniowych. Po wyczerpaniu możliwości remontów i adaptacji istniejących budynków sięgnięto po rozwiązanie rozpowszechnione w owym czasie w całym kraju – wznoszenie zespołów typowych bloków mieszkalnych. Zabudowa tego typu powstała przy dzisiejszych ulic: Wyszyńskiego, Piłsudskiego oraz zbudowano kilka dużych osiedli m.in. os. Zachód, os. Pyrzyckie, os. Letnie.
Zagospodarowanie Starego Miasta stanowiło odrębny problem urbanistyczny i konserwatorski. Niemal całkowicie zniszczenie budynków mieszkalnych, z zachowanymi w różnym stanie monumentalnymi zabytkami architektury gotyckiej, przemawiało za przyjęciem zasady odbudowy wybranych, najcenniejszych obiektów, a nie rekonstrukcji całego zespołu. Przygotowany projekt przewidywał zachowanie historycznej siatki ulic oraz rekonstrukcję i wyeksponowanie budowli zabytkowych. Nowe budynki o ograniczonej liczbie kondygnacji i spadzistych dachach dostosowane były do skali miasta. Zgodnie z powyższymi założeniami zrealizowano tylko wznoszoną w pierwszym etapie zabudowę w zachodniej części Starówki. Na wyglądzie wschodnich kwartałów Starego Miasta odcisnęły piętno tendencje do powiększania gęstości zaludnienia i zbudowano 5 dziesięciopiętrowych wieżowców z tzw. wielkiej płyty. Efektem jest zniekształcenie sylwetki miasta i zatarcie przebiegu niektórych dawnych ulic.

### Zabytki

#### Stare Miasto

Plan Starego Miasta

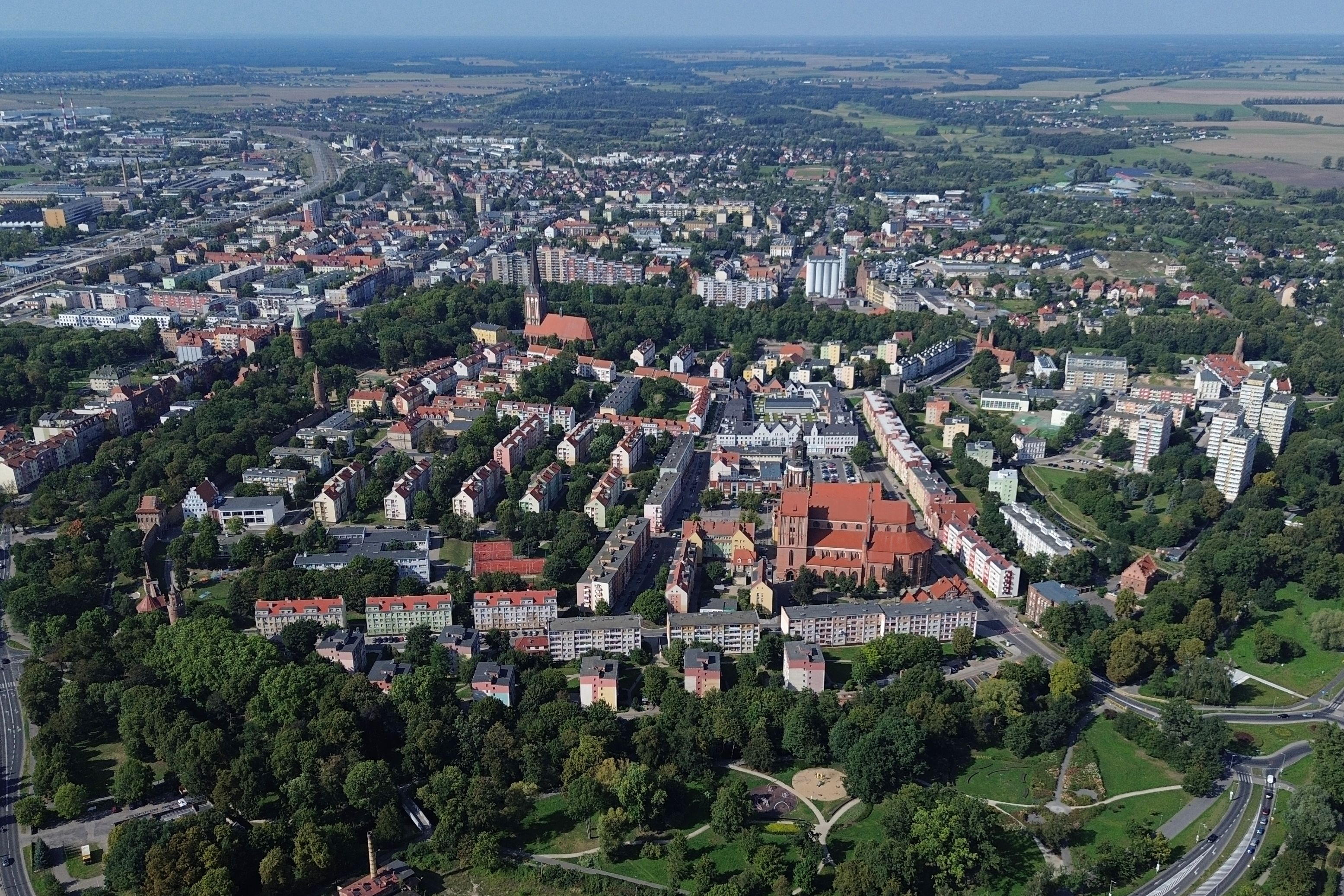
Stare Miasto (widok od strony południowej)

Na terenie Starego Miasta i w jego okolicy znajdują się 22 zabytki. Zespół ten ma wielką wartość zarówno z uwagi na wysoką rangę artystyczną poszczególnych obiektów, jak i wobec faktu, że na obszarze Starego Miasta zachowały się w niewiele zmienionym stanie prawie wszystkie architektoniczne dominanty z najświetniejszego okresu jego dziejów. Panującym tu stylem jest późny gotyk, w mniejszej części barok. Przeważającym materiałem budowlanym jest duża średniowieczna cegła, nadająca najczęściej nietynkowanym elewacjom charakterystyczną, ciemnoczerwoną barwę. 17 września 2010 roku stargardzkie zabytki Starego Miasta: Kolegiata Najświętszej Marii Panny Królowej Świata oraz system fortyfikacji miejskich z basztami i bramami rozporządzeniem Prezydenta RP zostały uznane za pomnik historii. Pomimo znacznych zniszczeń wojennych, w mieście zachowało się wiele zabytków.
- Kościoły:
  - Kolegiata pw. NMP Królowej Świata – jeden z najcenniejszych zabytków Pomorza Zachodniego[112]. Pochodzi z XIII wieku, zbudowany w stylu gotyckim przez Heinricha Brunsberga, najwyżej sklepiony kościół w Polsce (32,5 m)[113][114].
  - Kościół św. Jana – pochodzi z XV wieku, kościół ten posiada jedną z najwyższych wież na Pomorzu Zachodnim (99 m), posiada jedyne na Pomorzu sklepienie kryształowe, znajduje się w nim największy na Pomorzu i jeden z największych w Polsce średniowiecznych dzwonów (3,5 t).
- Ratusz – największy wśród średniowiecznych na Pomorzu Zachodnim, zbudowany w XIII wieku, przebudowany w XV.
- System obwarowań miejskich – pochodzący z II połowy XIII wieku, stanowiły najpotężniejszy system obronny na Pomorzu[115][116]:
  - Brama Pyrzycka – brama miejska uznawana za najpiękniejszą na Pomorzu, zbudowana pod koniec XIII wieku.
  - Brama Wałowa – jedyna brama na Pomorzu, która stylowo łączy gotyk z renesansem, na bramie znajduje się jedyny na Pomorzu wykusz latrynowy, została zbudowana pod koniec XIII wieku.
  - Brama Młyńska – jedyna w Polsce i jedna z dwóch na świecie brama położona nad korytem rzeki, wzniesiona w połowie XV wieku.
  - Brama Świętojańska, obecnie neogotycki tunel z końca XIX wieku, który miał stanowić podstawę dla monumentalnego pomnika Bismarcka[potrzebny przypis].
  - Baszta Morze Czerwone – najokazalsza i największa baszta miejska w Polsce (34 m), zbudowana przełomie XV i XVI wieku[117].
  - Baszta Tkaczy, zwana także Lodową, wzniesiona w połowie XV wieku. Jej wysokość to 31 m.
  - Baszta Jeńców – zbudowana na przełomie XV i XVI w. Wysokość: 13 m.
  - Baszta Białogłówka pochodzi z początku XV wieku.
  - Basteje przy Baszcie Tkaczy, przy Prochowni i przy Baszcie Jeńców – jedyne tego typu budynki na Pomorzu, zbudowane w XVI wieku.
  - Arsenał – stanowi unikat na Pomorzu, ponieważ w żadnym z miast nie zachowała się budowla o podobnym przeznaczeniu.
- pałac, ob. dom kultury, ul. Portowa 3, pocz. XX, nr rej.: A-8 z 19.06.1999.

Zabytki Stargardu, które do 29.10.2019 r. znajdowały się na Europejskim Szlaku Gotyku Ceglanego.

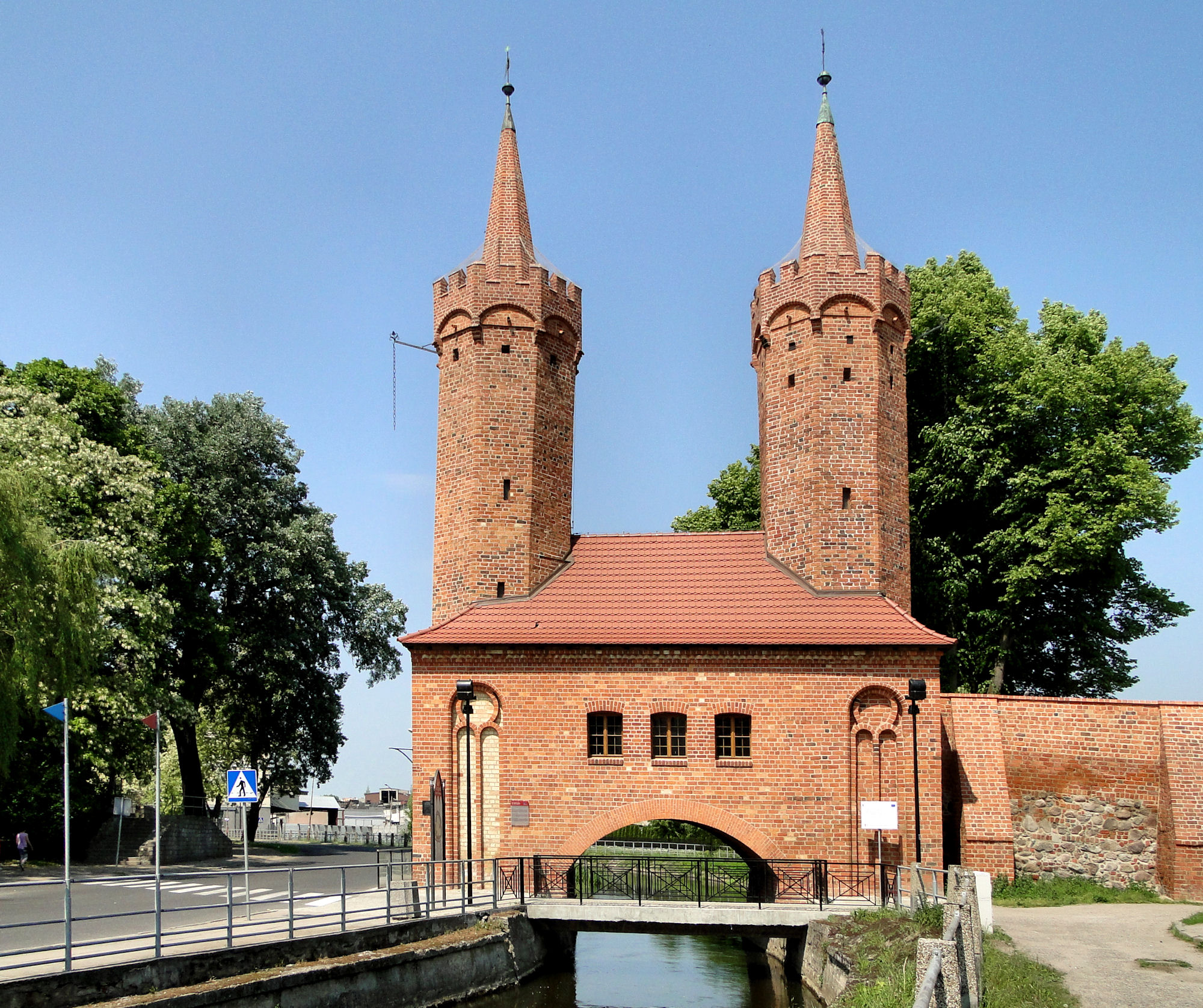
Brama Młyńska
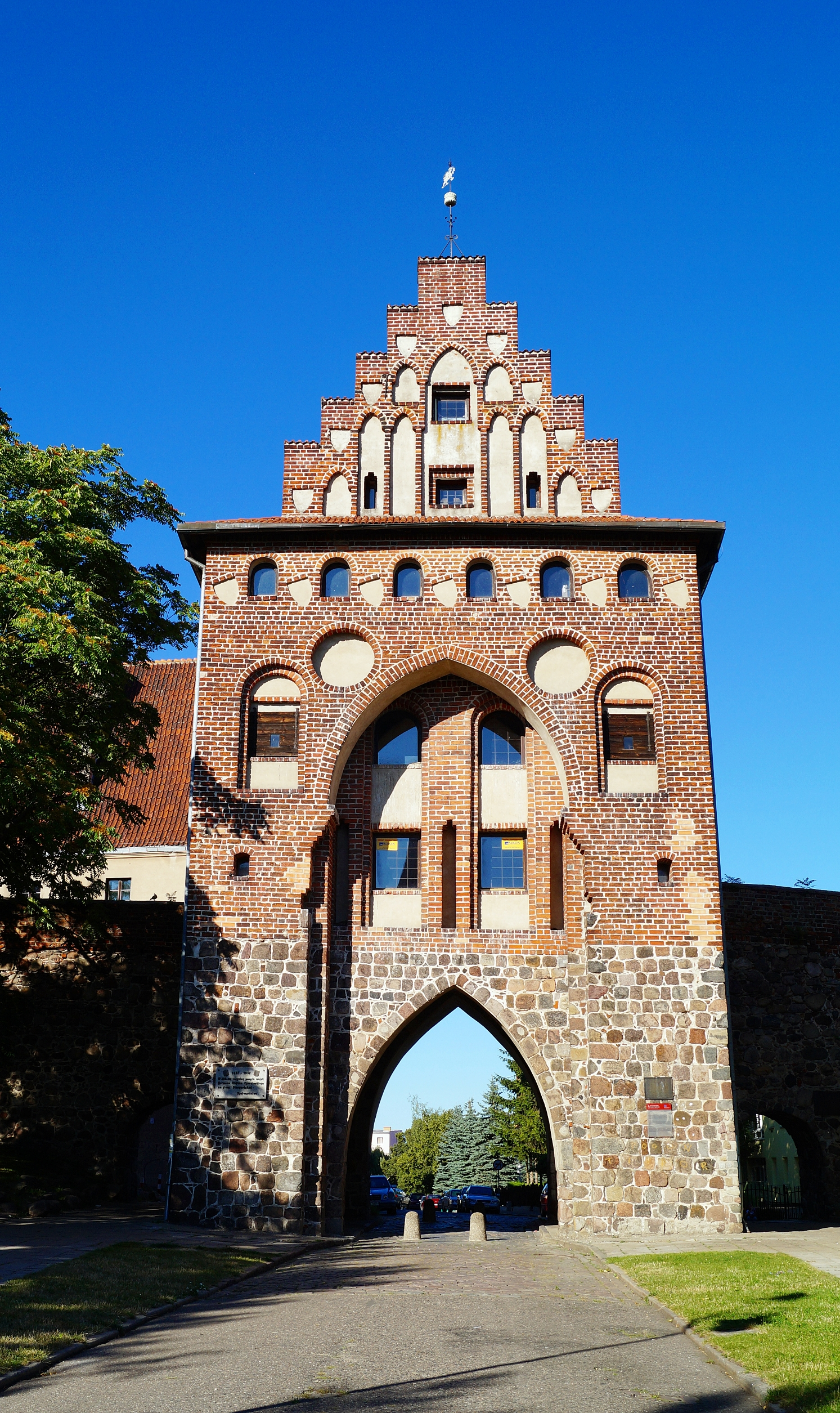
Brama Pyrzycka
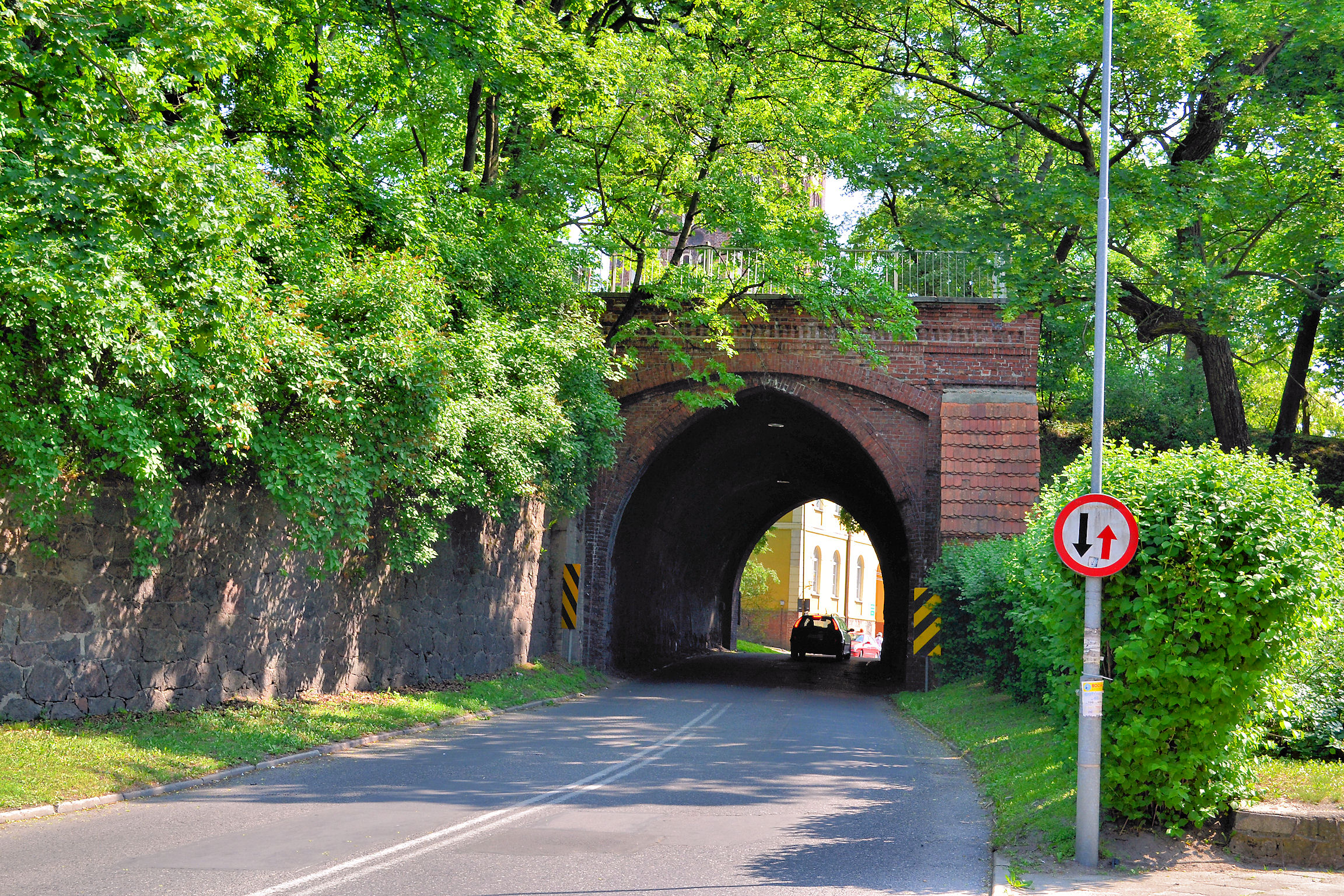
Brama Świętojańska
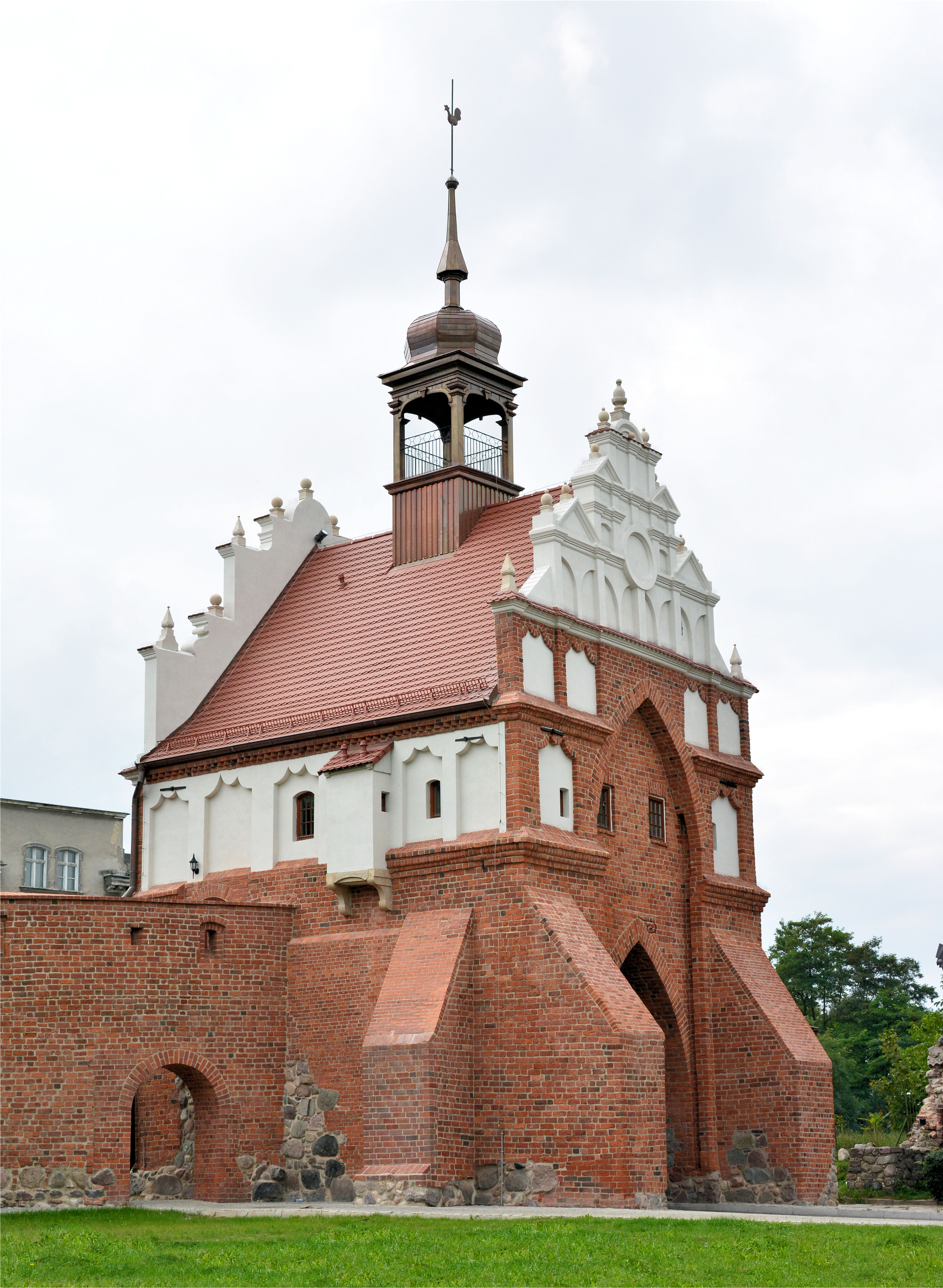
Brama Wałowa
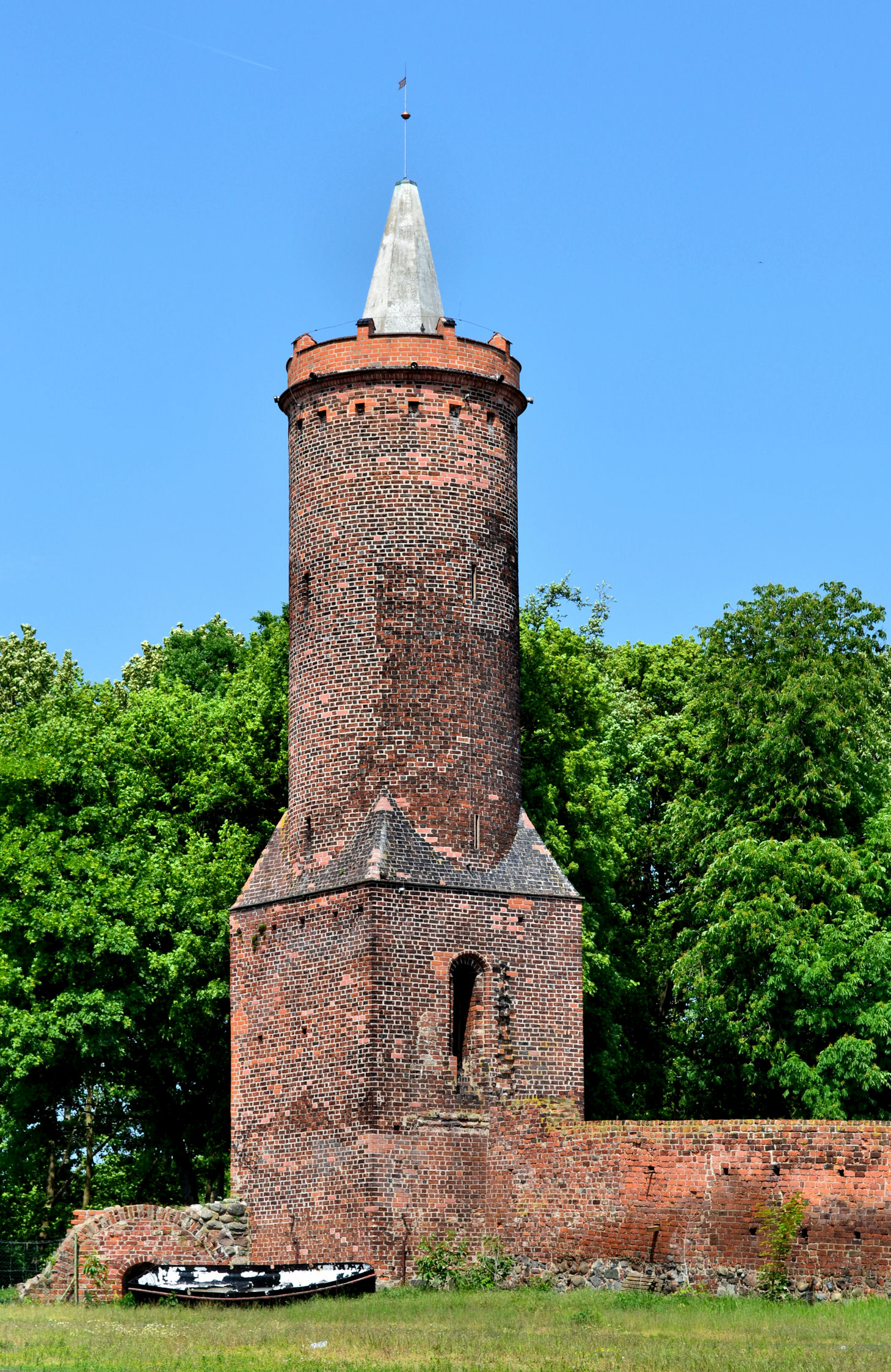
Baszta Białogłówka
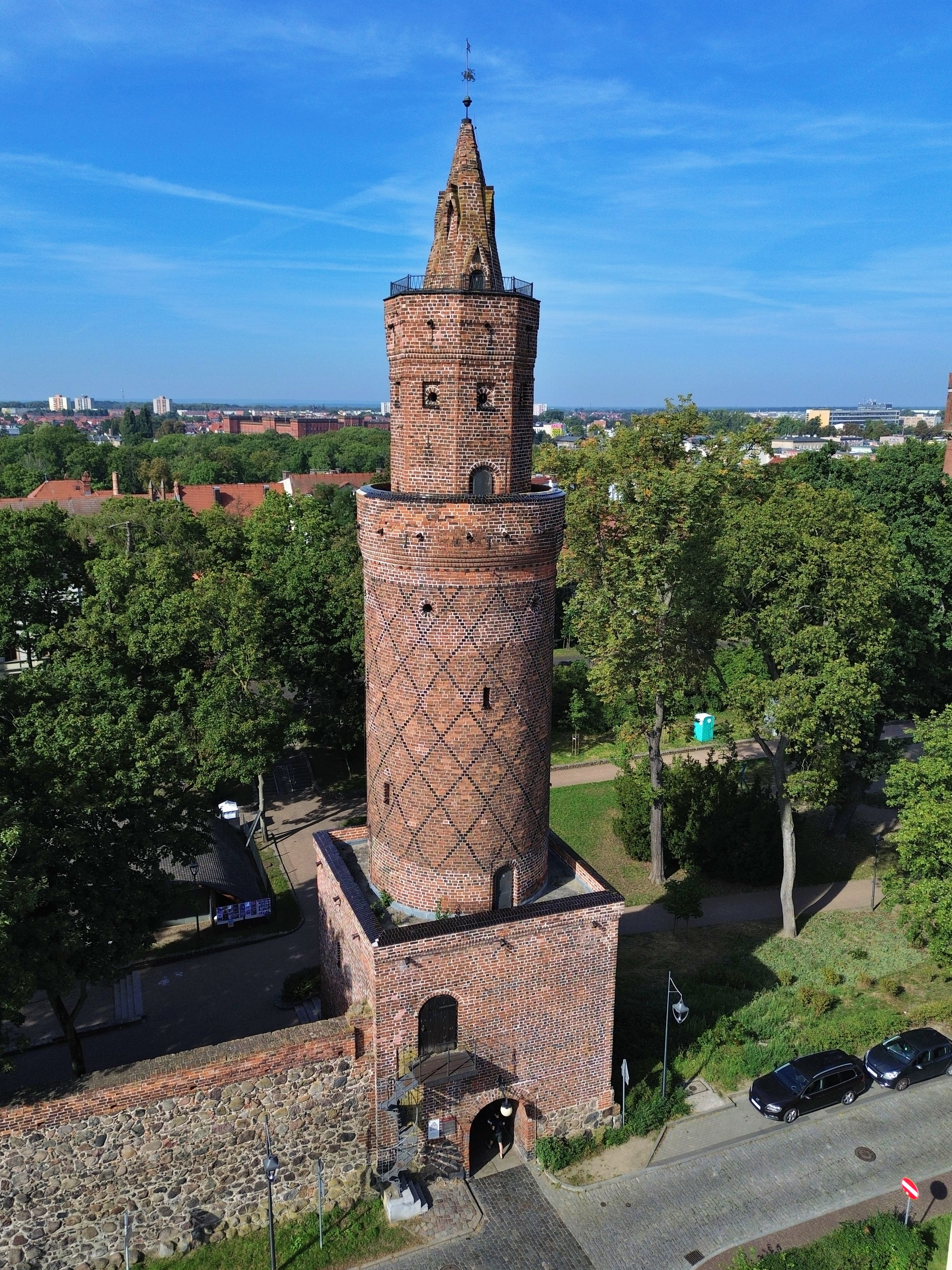
Baszta Morze Czerwone
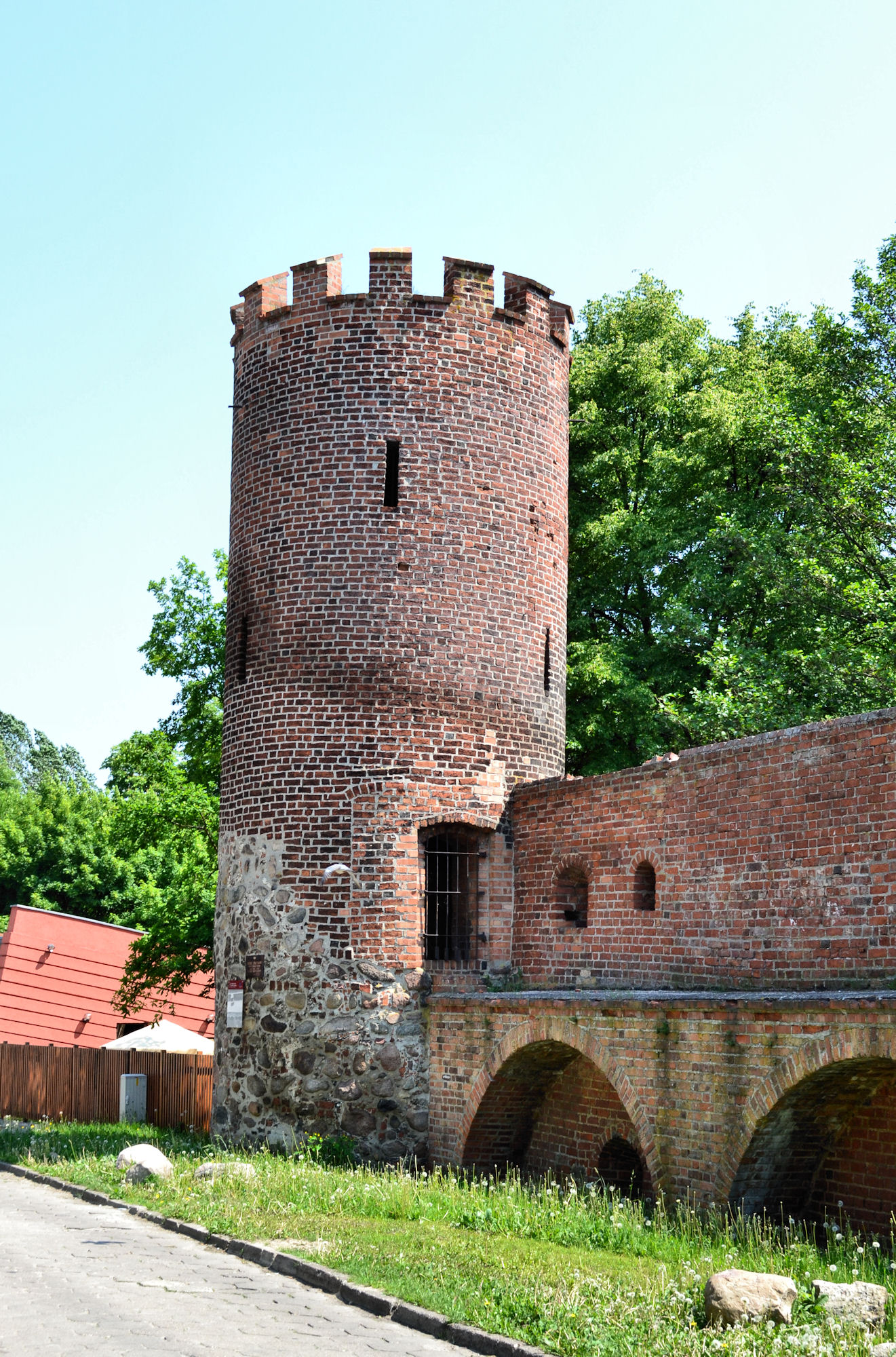
Baszta Jeńców
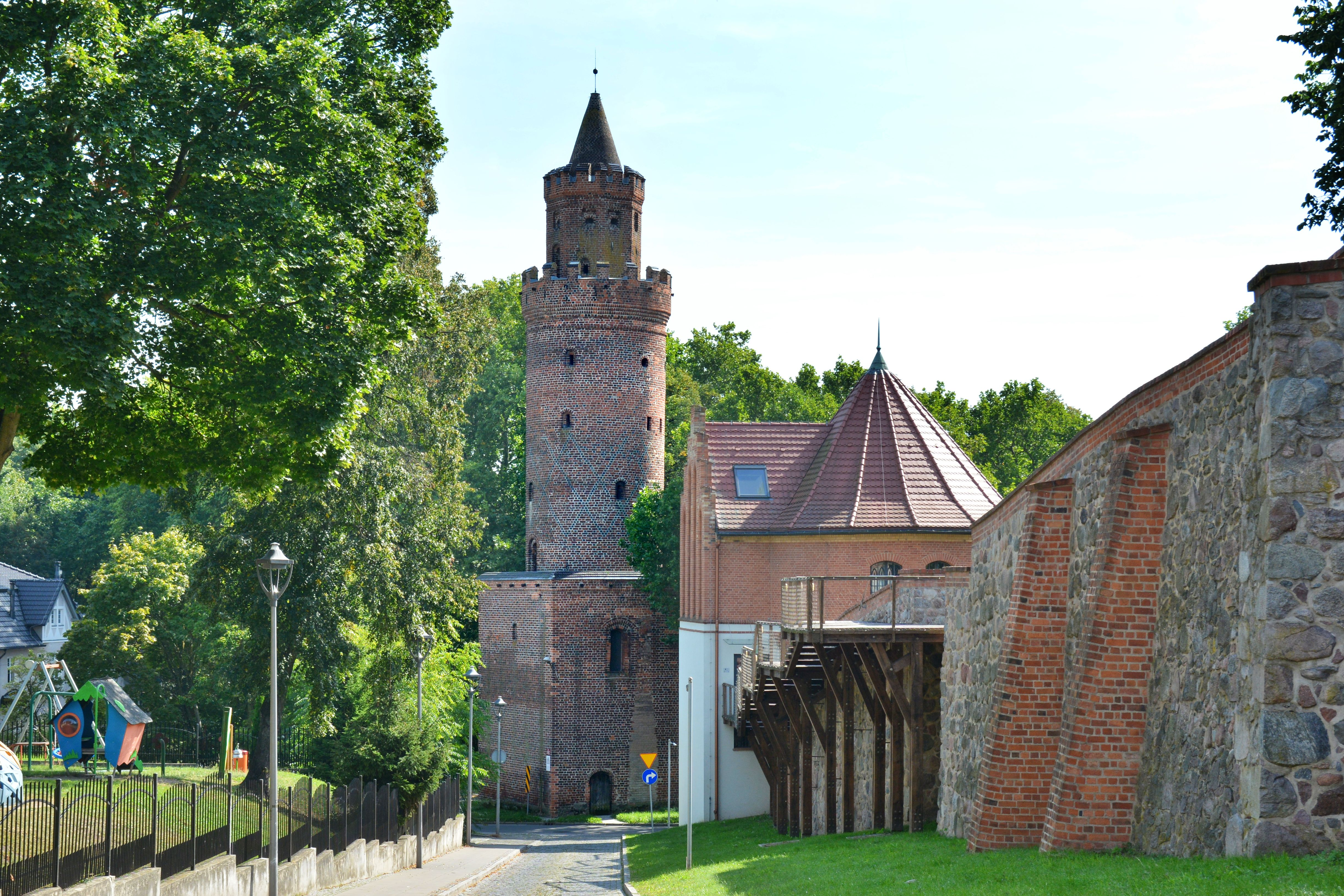
Baszta Tkaczy i basteja

#### Pozostałe obiekty
- Krzyż pokutny – powstały w 1542 roku, największy krzyż pokutny w Polsce
- Wieża ciśnień – największy wodozbiór w Polsce (67 m)
- Czerwone Koszary – największy kompleks koszarowy na Pomorzu
- Kościół św. Krzyża – wzniesiony w XV wieku, położony w Kluczewie
- Najstarszym obszarem zieleni wysokiej jest Park Chrobrego.

### Pomniki
Na terenie miasta znajduje się kilkanaście pomników, obelisków, kamieni i tablic pamiątkowych. Najliczniej reprezentowane są pomniki powojenne, zachowało się też kilka monumentów z okresu międzywojennego (głównie na Cmentarzu Jeńców Wojennych). Najstarszym pomnikiem jest Krzyż Pokutny. Pochodzi z 1542, wykonany został przez Hansa Billekego, jako zadośćuczynienie za zabójstwo w tym miejscu jego krewnego Wawrzyńca Madera

## Gospodarka

### Historia
Na rozwój przemysłu w Stargardzie w połowie XIX wieku wpływ miała budowa linii kolejowej łączącej Stargard ze Szczecinem i dalej do Berlina (1843–1846) oraz linii do Poznania (1848). Zakłady przemysłowe lokalizowane były na północy i północnym wschodzie miasta, gdzie miały łatwy dostęp do bocznic kolejowych. Pierwszym ważnym zakładem była wytwórnia koniaków i likierów kupca F.J. Mampego (1835), zaś pierwszym zakładem stworzonym po budowie linii kolejowej była gazownia (1856), która zaczęła oświetlać miasto lampami. W roku 1858 otworzono Warsztaty Remontowe Urządzeń Kolejowych (późniejsze Zakłady Naprawcze Taboru Kolejowego), przy Garbestraße (dzisiejsza I Brygady). Pierwszą załogę stanowiło 111 osób, tj. prawie 7% ogółu mieszkańców ówczesnego miasta. W rok później kupiec Meisner uruchomił fabrykę papy smołowej i asfaltu, w której w 1869 wynaleziono i opatentowano papę bitumiczną. W późniejszym czasie w szybkim tempie otwierano wiele zakładów i przedsiębiorstw, oto niektóre z nich:
- Cukrownia Kluczewo (1889)
- Rzeźnia miejska (1897)
- sieć wodno-kanalizacyjna (1897)
- Nowy wielki młyn (1922)
- warsztaty naprawcze sprzętu rolniczego (przed 1939)

Po wojnie potrzeba pożywienia dla nowo przybyłych osadników sprawiła, że już w 1945 uruchomiono piekarnię i mleczarnię. Także w tym roku uruchomiono już ZNTK Stargard i Zakład Sprzętu Motoryzacyjnego. Silnie rozwijająca się gospodarka i potrzeby ludności sprawiły, że od lat 50. i 60. XX wieku otwierano zakłady:
- 1948 Cukrownia „Kluczewo”

- 1950 Zakład Mleczarski
- 1951 Zakłady Urządzeń Mechanicznych Przemysłu Terenowego (ZUM)
- 1952 Rejon Sieci Energetycznych
- 1961 Miejskie Przedsiębiorstwo Gospodarki Komunalnej – wprowadził na trasę 3 linie autobusowe
- 1967 Bacutil – zakład produkujący paszę dla zwierząt
- 1971 – zakład mechanizmów samochodowych „Polmo”
- 1971 ZPD „Luxpol” – pierwszy w regionie zakład przemysłu dziewiarskiego
- 1975 Przedsiębiorstwo Energetyki Cieplnej zaopatrujące mieszkańców w ciepłą wodę i ogrzewanie
- 1985 Dworzec autobusowy PKS

### Lata 1990–2022
Stargard stanowi regionalny ośrodek równoważenia rozwoju z wyraźną przewagą przemysłu lekkiego. Jest ośrodkiem gospodarczym i przemysłowym, w którym udział ma przemysł spożywczy (cukrowniczy, mleczarski, cukierniczy) i maszynowy (produkcja taboru kolejowego, produkcja maszyn przeładunkowych, produkcja elementów napędowych maszyn). W ramach rozbudowy, rewitalizacji i modernizacji miasta w latach 1990–2020 wykonano wiele inwestycji, przedsięwzięć.

#### Rozbudowa, modernizacja, rewitalizacja 1990–2022
W latach 80. rozpoczęła się budowa Szkoły Podstawowej nr 11 (na osiedlu Zachód), 1 września 1988 r. przyjęła pierwszych uczniów. W tym samym czasie trwała budowa wielofunkcyjnego obiektu widowiskowo-sportowego, który ostatecznie został oddany do użytku w 1988 r. Powstały nowe osiedla mieszkaniowe Żeromskiego (1984–1988), Letnie (1985–1988), Osiedle Pyrzyckie (1988), bloki wybudowane przez Stargardzkie Towarzystwo Budownictwa Społecznego przy ulicy Przedwiośnie (1990–1992), osiedle w dzielnicy Kluczewo-Lotnisko (1995–2000), przy ulicy Limanowskiego i Wojska Polskiego oraz bloki wojskowe przy ulicy Przedwiośnie (1988–1990). W 1993 r. oddano do użytku nowoczesną oczyszczalnię ścieków i przyłączono do miasta tereny poradzieckiego lotniska w Kluczewie. W 1999 r. rozpoczęto budowę nowej trybuny hali sportowej przy ulicy I Brygady. W 2001 r. zafunkcjonował w mieście obiekt handlowy hipermarket Kaufland, a w 2002 r. hipermarket Tesco na obrzeżach miasta. W mieście są cztery markety Netto, pięć Biedronek i sklep sieci Piotr i Paweł oraz dwa sklepy Lidl.
W latach 2000–2003 w obrębie ulic Wyszyńskiego, Czarnieckiego i Piłsudskiego powstały inwestycje handlowe: centrum handlowe Rondo, centrum handlowe Zodiak (wcześniej było tu targowisko), Berti oraz centrum handlowe 2000. W 2003 r. władze Stargardu otworzyły przy drodze krajowej nr 10 na pow. 150 ha Stargardzki Park Przemysłowy. Natomiast na terenie byłego Lotniska Kluczewo utworzono drugi park przemysłowy – Park Przemysłowy Nowoczesnych Technologii, na terenie którego funkcjonowały na rok (2010) dwie fabryki. W 2005 r. otwarto stargardzką geotermię za łączną kwotę ponad 34 mln zł, w inwestycji brali udział Amerykanie, Francuzi i Niemcy. Gorąca woda o temperaturze 90 °C jest pobierana z głębokości 2670 metrów. W kolejnych latach w mieście powstało wiele fabryk, przede wszystkim firm Bridgestone i Cargotec. 31 lipca 2006 Koncern Bridgestone podpisał z miastem umowę na budowę fabryki opon na terenie byłego radzieckiego lotniska w Kluczewie. W 2008 r. rozpoczęła się budowa kompleksu boisk na osiedlu Zachód, w ramach rządowego programu „Moje boisko – Orlik 2012”. 1 czerwca 2009 podpisano umowę na inwestycję na terenie Stargardzkiego Parku Przemysłowego z belgijską firmą Van Heyghen Staal. W roku 2009 zakończyła się budowa południowej obwodnicy Stargardu, będącej częścią drogi ekspresowej S10.
W sierpniu 2010 r. obok fabryki Bridgestone działalność rozpoczęła fabryka maszyn przeładunkowych fińskiego koncernu Cargotec. Na terenie Stargardu utworzono podstrefę Pomorskiej Specjalnej Strefy Ekonomicznej, o łącznej powierzchni 208,4 ha. 64,93% mieszkańców aktywnych zawodowo jest zatrudnionych w usługach, 33,36% w przemyśle, 1,72% w rolnictwie. Zgodnie z planem rewitalizacji miasta z 2010 r. głównymi pracodawcami Stargardu były:
- spółki miejskie (Miejskie Przedsiębiorstwo Gospodarki Komunalnej Sp. z o.o., Przedsiębiorstwo Energetyki Cieplnej Sp. z o.o., Stargardzkie Towarzystwo Budownictwa Społecznego Sp. z o.o.)
- zakłady przemysłu spożywczego (Cukrownia Kluczewo Sp. z o.o., Rarytas Sp. z o.o., Starco Zakład Mleczarski Sp. z o.o.)
- zakłady przemysłu gumowego (Bridgestone Stargard Sp. z o.o., Stargum Zakład Przemysłu Gumowego Sp. z o.o.)
- zakłady produkcji środków transportu („Cargotec” – Sp. z o.o.; Przedsiębiorstwo Transportu i Maszyn Drogowych Trans-Masz S.A., Zakład Pojazdów Szynowych Sp. z o.o.)
- zakłady przemysłu maszynowego (Z.U.M.-Stargard Sp. z o.o., Backer OBR Sp. z o.o. Zakład w Stargardzie, Klippan Safety Sp. z o.o.),
- zakłady remontowo-budowlane (Przedsiębiorstwo Napraw Infrastruktury Sp. z o.o., Przedsiębiorstwo Remontowo – Budowlane Maxbud Sp. z o.o.),
- Przedsiębiorstwo Robót Mostowych Mostar Sp. z o.o., Stargardzkie Przedsiębiorstwo Budowlane Marbud Sp. z o.o.
- zakład wyrobów szczotkarskich (Stargard Borst Sp. z o.o.)

W 2007–2013 została przeprowadzona rewitalizacja Ratusza Miejskiego. W marcu 2012 r. między ulicami Kazimierza Wielkiego i Chrobrego została oddana Galeria Handlowa Starówka z pierwszymi sklepami takich sieci jak np. Empik, Orsay czy H&M. W latach 2013–2015 realizowana była inwestycja nowego budynku Komendy Powiatowej Policji. 18 stycznia 2014 r. został oddany i poświęcony pomnik pamięci ofiar katastrofy polskiego Tu-154M w Smoleńsku z 10 kwietnia 2010. W tym samym roku nastąpiła budowa kompleksu boisk Orlik 2012 przy ulicy Limanowskiego obok Gimnazjum nr 2. Powstało także euroboisko przy ulicy Ceglanej i boiska wielofunkcyjne na osiedlach Pyrzyckim i na Lotnisku przy ul. Tańskiego oraz zakończyła się częściowa renowacja stadionu Błękitnych Stargard, gdzie wykonano pierwszą na stargardzkim stadionie zadaszoną trybunę. W 2015 r. rozpoczęła się inwestycja budowy 100 mieszkań nowoczesnego i kameralnego kompleksu Stella Park, została zakończona w 2017 r. W 2016 r. zaczęła powstawać inwestycja na terenie byłych Stargardzkich Zakładów Chemii Gospodarczej Pollena nowoczesnego Osiedla Królewskiego. W 2017 r. rozpoczęła się budowa gmachu dla stargardzkiego sądu przy ulicy Okrzei. W tym samym roku była prowadzona przebudowa i remont ulicy Wieniawskiego na osiedlu Chopina, została zakończona we wrześniu. W 2017 r. rozpoczęły funkcjonowanie restauracje McDonald’s i KFC.
W 2018 r. Aleja Żołnierza w Stargardzie została gruntownie przebudowana na odcinku od placu Słonecznego do ulicy 9 Zaodrzańskiego Pułku Piechoty. W tym samym roku rozpoczęła się rewitalizacja starych budynków. W 2018 r. w miejscu pawilonów handlowych został oddany do użytku duży parking przy Galerii Handlowej Starówka. W 2018 r. pomiędzy ul. Szczecińską i 11 Listopada miała początek budowa czterech budynków mieszkalno– handlowo–usługowych jako Osiedle Centrum z planowanym końcowym terminem koniec 2021 r. W 2018 r. rozpoczęła się rewitalizacja głównego budynku Klubu Wojskowego. 31 października 2018 r. w działającym Parku Przemysłowym Nowoczesnych Technologii w Stargardzie przy ul. Metalowej zostały oficjalnie otwarte dwie nowe hale, w jednej produkuje Klippan Safety Polska przeniesiony z ul. Nasiennej, w drugiej nowy w Stargardzie Andrenplast. 11 listopada 2018 r. z okazji setnej rocznicy odzyskania przez Polskę niepodległości został odsłonięty pomnik Stargardzianie Ojczyźnie.
W styczniu 2019 r. zakończono inwestycję w Stargardzie – Zintegrowane Centrum Przesiadkowe. Inwestycja zintegrowała cały transport zbiorowy, busowy, autobusowy i komunikację miejską. W ramach ZCP powstał parking dla ok. 50 samochodów oraz zadaszony postój dla rowerów. Centrum przy ulicy Towarowej poświęcone jest zmarłemu prezydentowi Stargardu Sławomirowi Pajorowi i otrzymało jego imię. W tym samym roku rozpoczął się remont stacji i wiaduktów w Stargardzie. Remont prowadzony jest w ramach modernizacji linii z Poznania do Szczecina. Remont obejmie także cztery wiadukty nad ulicami: Stefana Wyszyńskiego, Składową, Księcia Bogusława IV i Marii Konopnickiej. W kwietniu 2019 r. otwarty został nowy parking w centrum Stargardu, miejsca parkingowe wyznaczono na byłej pętli autobusowej przy placu Wolności, obok Stargardzkiego Centrum Kultury. 24 kwietnia 2019 r. odbyło się otwarcie nowej, większej fabryki skandynawskiej firmy Specma, która związana ze Stargardem od 2013 roku spółka przeniosła się z ulicy Stralsundzkiej na prostopadłą do niej ulicę Przemysłową. W tym samym roku rozpoczął się remont na odcinku od ulicy Kazimierza Wielkiego do Grodzkiej. W maju 2019 r. rozpoczęła się gruntowna modernizacja pływalni OSiR przy ul. Szczecińskiej, która ma potrwać półtora roku. Inwestycja wykonywana jest przez firmę Erbud z Warszawy za 38 mln 893 tys. zł brutto. Zajęcia z pływalni odbywają się na obiektach zamiennych w Stargardzie. We wrześniu 2019 r. zakończono inwestycję w Stargardzkim Parku Przemysłowym Nowoczesnych Technologii, działającym przy ulicy Metalowej Lidl Centrum Dystrybucji. W październiku 2019 r. został oddany blok, w którym zamieszkali wojskowi z garnizonu Stargard.
W 2020 r. rozpoczęła się rewitalizacja Książnicy Stargardzkiej. Inwestycja warta jest 8 milionów złotych, dofinansowana z Regionalnego Programu Operacyjnego Województwa Zachodniopomorskiego w wysokości prawie 4 mln zł. Projekt ma być zrealizowany w 2022 roku. Rozpoczęła się także budowa inwestycji Osiedla Parkowego przy ulicy Gdyńskiej, gdzie przed laty w tym miejscu działało tam Technikum Rolnicze. W marcu 2020 r. wykonano drogę dla pieszych i rowerzystów wzdłuż jednostki wojskowej, łącząca osiedle Letnie z aleją Żołnierza, została oświetlona osiemnastoma słupami oświetleniowymi z energooszczędnymi oprawami LED. Rozpoczął się remont ulic Pierwszej Brygady i Konopnickiej. W 2020 r. w ramach procesu modernizacji miasta była budowana i jest dalej rozbudowywana ulica Metalowa.
W maju 2020 r. rozpoczęła się rewitalizacja kompleksowa zabytkowego kościoła pw. NMP Królowej Świata – kolegiaty mariackiej w Stargardzie. W czerwcu 2020 r. rozpoczęła się budowa minironda u zbiegu ul. Miłej z ul. Powstańców Warszawy na osiedlu Pyrzyckim (planowane oddanie 18 września 2020), jednocześnie trwa budowa nowej drogi, przedłużenie ul. Powstańców Warszawy. W planach jest rondo u zbiegu ulicy Krzywoustego, obwodnicy Staromiejskiej, ulicy Staszica. W 2020 na granicy Stargardu i Lipnika rozpoczęły się prace, gdzie powstaje park handlowo-usługowy przy dawnej drodze krajowej nr 10, na wyjeździe ze Stargardu w kierunku Szczecina. Dwie duże hale postawiono obok hipermarketu Tesco i marketu budowlanego Bricomarche. W jednej z nowych hal ma swoją siedzibę Castorama, która została przeniesiona z ulicy Kościuszki w Stargardzie, ostatecznie kompleks handlowy został otwarty w 2022.
5 października 2021 otwarta została AquaStar po przebudowie pływalni miejskiej przy ulicy Szczecińskiej w Stargardzie. Obiekt zyskał funkcje aquaparku i nową nazwę – AquaStar. W roku 2022 ruszyła rozbudowa centrum handlowego, to drugi etap budowy kompleksu handlowo-usługowego przez firmę Europrojekt Gamma Saller Polbau Sp. z o.o. Sp. k., którą realizuje firma Erbud, ma tam powstać sześć sklepów i supermarket Netto. W lipcu 2022 były dalej prowadzone prace rozbiórkowe, remontowe, modernizacyjne przy wiadukcie przy ulicy Stefana Wyszyńskiego, wiadukcie przy ulicy Konopnickiej/Pierwszej Brygady oraz przy ulicy Bogusława IV. Przebudowa 4 wiaduktów kolejowych w Stargardzie jest prowadzona w ramach dużej modernizacji linii kolejowej Poznań – Szczecin-Dąbie.
W 2022 w rejonie ulicy Barnima trwa budowa parkingu Park&Ride, który na początku 2023 został otwarty i dysponuje 300 miejscami postojowymi dla samochodów, stojaki na rowery, parking dla autobusów. Kompleks ten to nowa infrastruktura w tym chodniki, ścieżka rowerowa i dogodne połączenie dla pieszych z dworcem kolejowym.

### Handel

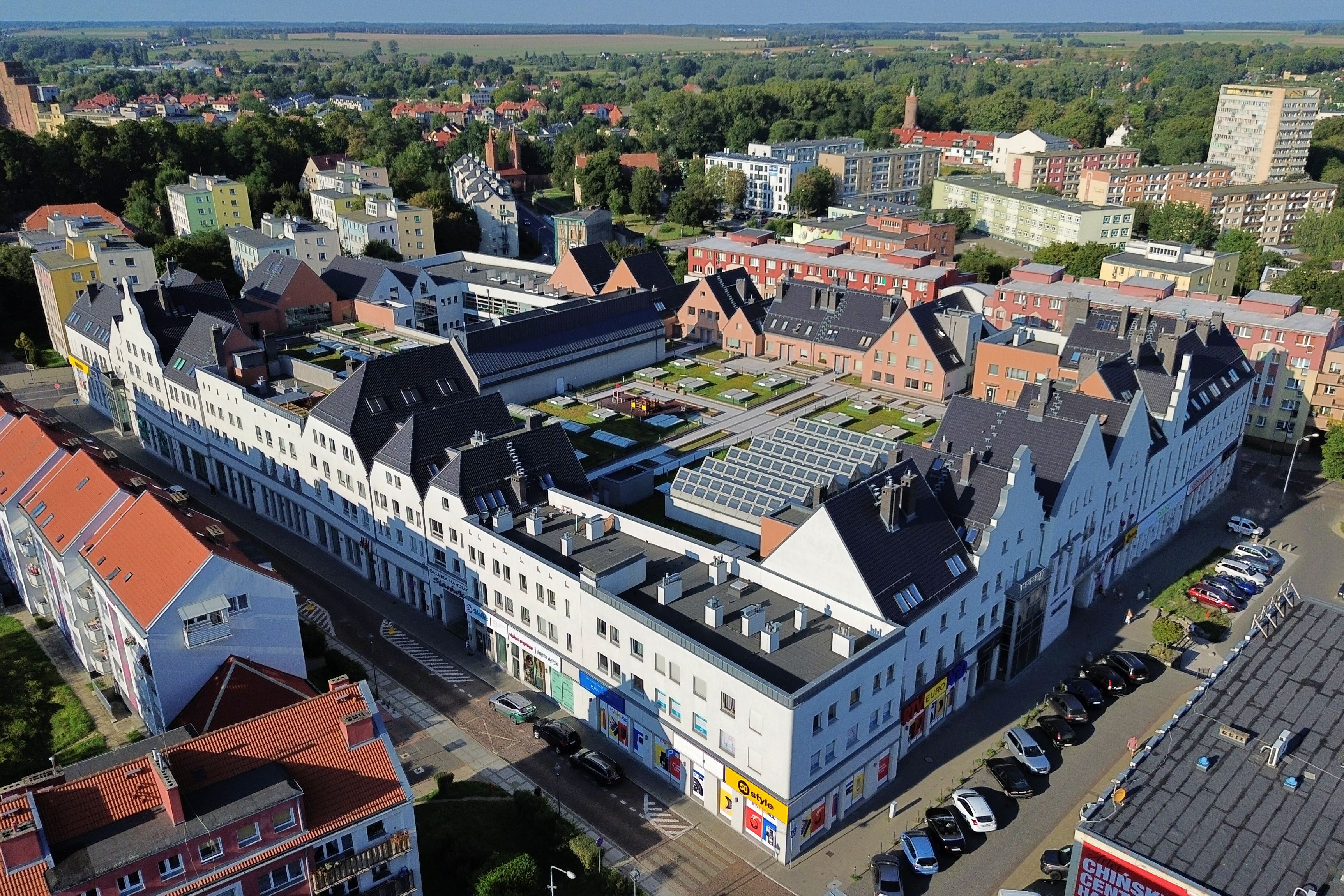
Galeria Handlowa "Starowka"

Największym skupiskiem usługowym jest ulica Wyszyńskiego i jej otoczenie. W mieście istnieją cztery targowiska: przy ul. Reja (największe – 113 stałych miejsc targowych), Płatnerzy, Szczecińskiej i na os. Zachód. Pierwszym otwartym w Stargardzie sklepem wielkopowierzchniowym był w 2001 roku Kaufland, pierwszy sklep tej sieci w Polsce. Obecnie na terenie miasta działa 6 supermarketów elektronicznych oraz 4 supermarkety z materiałami budowlanymi i dekoracyjnymi. Największe centra handlowe położone są w śródmieściu: CH 2000, CH Rondo, CH Zodiak, CH Metro. Najstarszym domem handlowym jest Milenium zbudowane w 1966 w tysięczną rocznicę chrztu Polski. Największym obiektem handlowym w mieście jest otwarta w marcu 2012 roku Galeria Starówka wraz ze szczytowymi kamienicami, wybudowanymi na przedwojennych fundamentach. Od XII wieku do początku XX wieku centrum handlu było Stare Miasto. Na terenie miasta znajdowało się kilka targów, najważniejszy był Rynek Staromiejski (Markt), Rynek Drzewny (Holzmarkt, ob. Łokietka), Rynek Solny (dzisiejsza ul. Grodzka) oraz Rynek Mięsny (plac pomiędzy ratuszem a kościołem Mariackim). Wraz z rozwojem miasta usługowe centrum przesunęło się na zachód w okolice pl. Wolności i ul. Wyszyńskiego. W roku 2022 usytuowany na granicy Stargardu i Lipnika rozpoczął działalność kompleks usługowo-handlowy, w tym firmy: Sizeer, 4F, Cukiernia Sowa, CCC, Smyk, Deichmann, Pepco, Sinsay, Cropp, Tedi, Media Expert, HalfPrice, House i Castorama.

## Transport

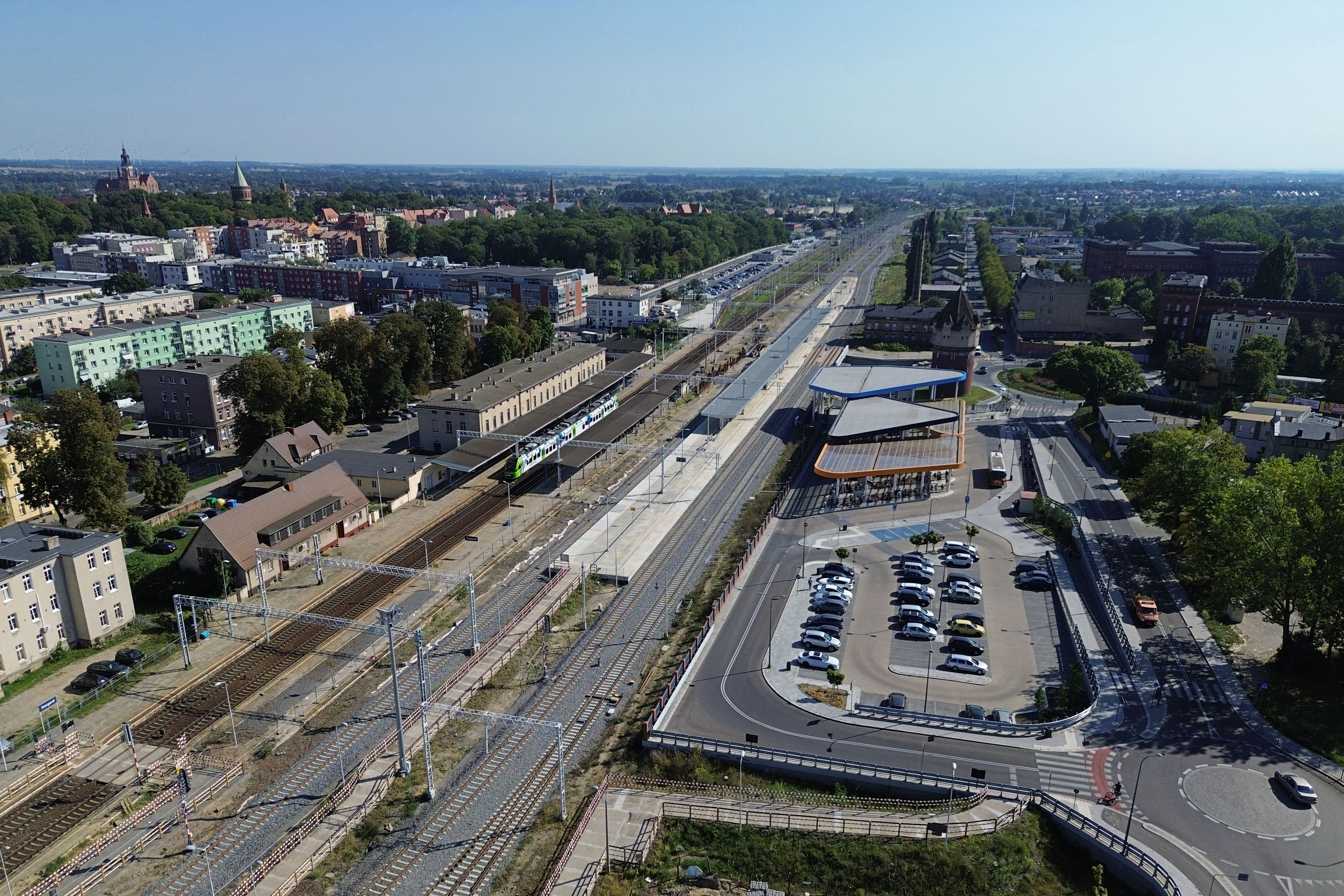
Stacja kolejowa oraz Zintegrowane Centrum Przesiadkowe w Stargardzie

Stargard jest usytuowany w tzw. bramie wjazdowej do zespołu wielkomiejsko-portowego Szczecina. Spełnia funkcję dużego węzła komunikacyjnego. Przecinają się tu ważne drogi kołowe i kolejowe.

### Transport drogowy
- droga krajowa nr 10, planowana droga ekspresowa S10 (Lubieszyn) – Szczecin – Stargard – Piła – Bydgoszcz – Toruń – Płock – (Warszawa)
- droga krajowa nr 20 Stargard – Chociwel – Szczecinek – Kościerzyna – Gdynia – (Gdańsk)
- droga wojewódzka nr 106 Pyrzyce – Stargard – Maszewo – Nowogard – Golczewo – (Kamień Pomorski)

W 1998 oddano do użytku Południowe Obejście Starego Miasta, gdzie krzyżują się wszystkie ważne drogi. Stworzenie tzw. małej obwodnicy Stargardu odciążyło od ruchu Stare Miasto i cenne zabytki. 28 maja 2008 ruszyła budowa południowej obwodnicy miasta, która zakończyła się 21 grudnia 2009. Obwodnica weszła w skład drogi ekspresowej S10.
W jej ciągu powstały trzy węzły: Stargard Szczeciński Zachód, Stargard Szczeciński Centrum, Stargard Szczeciński Wschód, by ostatecznie otworzyć ją 21 grudnia 2009. Koszt budowy obwodnicy wyniósł 351,1 mln zł.

### Transport kolejowy
Pierwsze połączenie kolejowe miasto uzyskało w 1846, kiedy to 1 maja na stację w Stargardzie wjechała lokomotywa ciągnąca pociąg ze Szczecina. 4 marca 1846 została wydana koncesja na budowę Kolei Stargardzko-Poznańskiej (wówczas Kolei Starogrodzko-Poznańskiej). Całość linii oddano do użytku 9 sierpnia 1848 roku. Wiosną 1857 rozpoczęto budowę linii Stargard-Koszalin, którą oddano do użytku 1 czerwca 1859. Tym samym powstał pierwszy na Pomorzu węzeł kolejowy. Po budowach dla celów ogólnopaństwowych zaczęto budować linie regionalne (drugorzędne); 31 sierpnia 1882 otwarto linię do Kostrzyna, a następnie 1 września 1895 linię do Piły, przez Ulikowo. Dopełnieniem kolei krajowych i regionalnych były koleje wąskotorowe; pierwszy odcinek przez Starą Dąbrowę do Ińska otwarto 14 stycznia 1895, ostatni odcinek oddano do użytku 15 listopada 1910, całość kolei mierzyła blisko 120 km.
- Linia kolejowa nr 202 Stargard Szczeciński – Koszalin – Słupsk – Gdańsk
  - Linia kolejowa nr 403 Ulikowo pod Stargardem – Piła
- Linia kolejowa nr 351 Szczecin – Stargard Szczeciński – Krzyż Wielkopolski – Poznań
- Linia kolejowa nr 411 Stargard Szczeciński – Pyrzyce – Siekierki linia niezelektryfikowana, obecnie nieczynna, częściowo nieprzejezdna
- Linia Stargard Szcz. Wąsk. – Łobez Wąsk. Stargard Szczeciński Wąskotorowy – Dobra Nowogardzka – Łobez linia wąskotorowa, Stargardzka Kolej Wąskotorowa, obecnie nieczynna, częściowo rozebrana

W planach do realizacji jest uruchomienie miejskiej linii kolejowej, która połączyłaby centrum miasta z Kluczewem. Od 2020 prowadzona jest przebudowa 4 wiaduktów kolejowych w ramach dużej modernizacji linii kolejowej Poznań – Szczecin-Dąbie

### Transport autobusowy

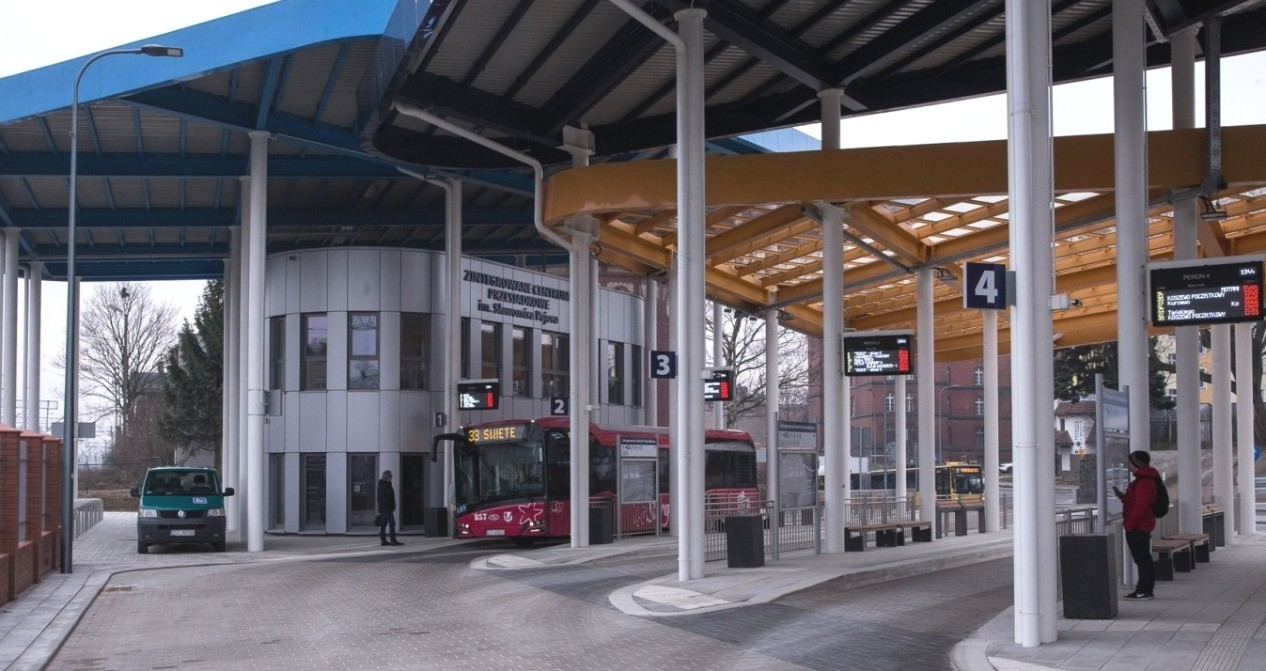
Zintegrowane Centrum Przesiadkowe w Stargardzie

Transportem pasażerów z obszaru powiatów stargardzkiego, choszczeńskiego, goleniowskiego i pyrzyckiego oraz miasta Szczecin zajmują się głównie prywatni przewoźnicy. Stargard posiada bezpośrednie połączenia busowe m.in. ze Szczecinem, Choszcznem, Pyrzycami, Reczem, Nowogardem, Maszewem, Chociwlem, Ińskiem i Dobrzanami. Stargard posiadał PKS, który został utworzony w sierpniu 1945 r. Przy zajezdni autobusowej przy Gdańskiej znajduje się stacja benzynowa oraz Okręgowa Stacja Kontroli Pojazdów należące do PKS Stargard. Od 1985 r. funkcjonował dworzec autobusowy PKS, który znajdował się przy ul. Szczecińskiej 10. W 1996 zatrudniano 260 osób. Przedsiębiorstwo posiadało wówczas 90 autobusów, którymi obsługiwano 293 kursy dziennie na 228 liniach, przewożąc rocznie ponad 4 mln pasażerów. W obecnej formie przedsiębiorstwo funkcjonuje od 8 grudnia 2000, kiedy to podczas prywatyzacji pracowniczej stworzono spółkę prawa handlowego. Stargardzki PKS miał połączenia ze Szczecinem, Wałczem, Piłą, Bydgoszczą, Toruniem, Włocławkiem, Płockiem, Ciechanowem, Ostrołęką, Łomżą i Białymstokiem. Dworzec w 2014 r. został zlikwidowany, w 2015 nastąpiła rozbiórka budynku.
W 2019 r., na miejscu dawnego dworca autobusowego, zakończono budowę nowoczesnego Zintegrowanego Centrum Przesiadkowego. Była to największa inwestycja w historii miasta (koszt: 25 mln złotych). W Centrum Przesiadkowym zatrzymują się autobusy komunikacji miejskiej oraz busy prywatnych przewoźników. W przyszłości Centrum uzyska bezpośrednie połączenie ze znajdującym się nieopodal dworcem kolejowym.

### Transport lotniczy
Najbliższy międzynarodowy port lotniczy znajduje się w Goleniowie, 35 km od Stargardu. Na terenie miasta znajdowało się byłe poradzieckie (Lotnisko Kluczewo), które sukcesywnie było i jest przekształcane w park przemysłowy – Park Przemysłowy Nowoczesnych Technologii. Budynki po radzieckim garnizonie wojskowym przekształcone zostały w osiedle mieszkaniowe (Osiedle Lotnisko).

### Transport wodny
Przez setki lat rzeka Ina na odcinku od Stargardu w górę aż do ujścia w Inoujściu była żeglowna. W latach 60. XX wieku na zlecenie Okręgowego Zarządu Wodnego w Szczecinie opracowano projekt przywrócenia ruchu pasażerskiego i towarowego na Inie. Jednak już w grudniu 1966 pomysł ten zarzucono całkowicie ze względu na brak zainteresowania podmiotów gospodarczych tym środkiem transportu. Obecnie rzeka wykorzystywana jest jedynie jako szlak kajakowy. Przez Inę przebiega szlak kajakowy, prowadzi on od Recza przez Stargard i Goleniów aż do ujścia do Domiąży. Obecnie planuje się zagospodarowanie odcinka Iny do celów turystycznych wraz z budową przystani kajakowej, stanowisk wodnych, miejsc biwakowych i ogniskowych.

### Komunikacja miejska
Komunikacja miejska w Stargardzie zaczęła funkcjonować w latach 20. XX wieku, kiedy na trasę wyjechały autobusy łączące latem miasto z Jeziorem Miedwie. W 1927 roku przedsiębiorca Jensen uruchomił w mieście linię autobusową łączącą dworzec z Rynkiem i koszarami. W latach 30. komunikację miejską obsługiwała firma Stadtomnibus Stargard i. Pom. Powrót powojenny nastąpił w 1961, kiedy powstało Miejskie Przedsiębiorstwo Gospodarki Komunalnej, które w ramach swojej działalności zajmowało się transportem miejskim zarówno jako organizator, jak i przewoźnik. MPGK posiadało 6 autobusów marki San. W latach 1971–1990 transportem miejskim zajmowało się Wojewódzkie Przedsiębiorstwo Komunikacji Miejskiej Szczecin. W tym okresie wymieniono tabor na Autosany H9-35 oraz Jelcze PR110 i M11.
Wraz z wejściem ustawy o samorządzie 8 maja 1990 powstał Miejski Zakład Komunikacji w Stargardzie, który jest jednostką budżetową miasta. MZK w 1993 wprowadził do obsługi połączeń miejskich autobusy przegubowe Ikarus 280, a w 2000 pierwsze autobusy niskopodłogowe. Wraz z otwarciem hipermarketu Tesco powstały dwie niezależne od miasta linie bezpłatne obsługiwane przez PKS Stargard; obecnie już nie funkcjonują. Aktualnie w Stargardzie kursuje 19 linii autobusowych. Linie obsługują mieszkańców Stargardu i okolicznych miejscowości: Kobylanka, Żarowo, Sowno, Witkowo, Strzyżno, Kurcewo, Grzędzice, Lipnik, Zieleniewo (Jezioro Miedwie), Morzyczyn, Reptowo, Klępino, Małkocin, Storkówko, Koszewo, Koszewko i innych.

## Turystyka

### Szlaki piesze
Głównymi elementami stanowiącymi o rozwoju turystyki są zabytki Starego Miasta oraz przyrodnicze otoczenie miasta (Planty, jezioro Miedwie, rzeka Ina).
Na terenie miasta wytyczono trzy piesze szlaki turystyczne:
- Stargardzki Szlak Staromiejski Stargard – Klejnot Pomorza – żółty biegnie po okręgu stargardzkich plant oraz przechodzi przez Rynek Staromiejski. Trasa ma długość ok. 3 km i można ją zacząć z dowolnego miejsca
- Szlak Anny Jagiellonki –  niebieski został nazwany dla uczczenia Anny Jagiellonki, która w dniu 2 lutego 1491 wraz z orszakiem wyruszyła ze Stargardu do Szczecina w celu ożenku z Bogusławem X, jego długość to 35,2 km (3 km na terenie miasta)
- Szlak im. Hetmana Stefana Czarnieckiego –  czerwony nazwa szlaku upamiętnia pobyt wojsk polskich pod dowództwem hetmana, w tej okolicy. Łączna długość to 62,5 km (w granicach miasta 4 km).

Od roku 2006 do dnia 29.10.2019 r. Stargard leżał na Europejskim Szlaku Gotyku Ceglanego.
W 2023 roku na obszarze miasta rozmieszczono figurki stargardzkich gryfików, uznawane za odpowiednik wrocławskich krasnali.
Informacji turystycznej można zasięgnąć w Centrum Informacji Turystycznej przy Rynku Staromiejskim oraz w oddziale PTTK.

### Szlaki rowerowe
- Stargard – Lubowo – Rogowo – Żarowo – Grzędzice – Stargard[232]
- Stargard – Lipnik – Zieleniewo – Grzędzice – Stargard[233]
- Stargard – Kunowo – Giżynek – Stargard[233]
- Stargard – Klępino – Grabowo – Kiczarowo – Stargard[234]

### Punkty widokowe
- Baszta Morze Czerwone (punkt czynny w sezonie letnim)
- ul. Morska (granica administracyjna miasta)
- Wieża Kolegiaty Najświętszej Marii Panny Królowej Świata, otwarta 24 czerwca 2006

### Hotele
Od najstarszych wieków Stargard położony był na skrzyżowaniu ważnych szlaków komunikacyjnych, a więc funkcjonowanie w mieście hoteli czy zajazdów było niejako koniecznością. Do 1945 roku istniało w Stargardzie kilkadziesiąt tego typu obiektów, w tym:
- Przy Bahnhofstraße: Hotel Pommerscher Hof – pod №10, Kaiser Hof – pod №5
- Przy Adolf Hitler Platz: Gasthof Drei Kronen – pod №2
- Przy Johannisstraße: Gasthaus Zum Groβen Kurfürst – pod №6
- Przy Rynku Staromiejskim: Hotel Nordischer(Norddeutscher) Hof – pod №10
- Przy Große Mühlenstraße – Gasthaus Fischer – pod №12, Gasthaus Schliebener – pod №15, Gasthaus Kuppermann – pod №18
- Przy Barnimstraße: Hotel Deutsches Haus – pod №8a
- Przy Poststraße: Hotel Prinz von Preuβen – pod №4-5
- Przy Jägerstraße: Gasthof Schwarzer Adler – pod №42, Gasthof Schultz – pod №45
- Przy Königstraße: Gasthof Mielke – pod №7, Gasthof Paasch – pod №38, Gasthof Hubert – pod №45
- Przy Heiliggeiststraße: Gasthof Fellberg – pod №20
- Przy Hindenburgstraße: Gasthof Hindenburghallen – pod №3, Gasthof Hellwig №20
- Przy Luisenstraße: Gasthof Frenz – pod №5; Gasthof Braunes Reh – pod №8; Gasthof Braunes Roβ – pod №11

We współczesnym Stargardzie funkcjonuje 8 hoteli. Najwyżej sklasyfikowanymi są: otwarty w 2000 roku Hotel Restauracja Mały Młyn, przy ul. Gdańskiej 5 (40 miejsc noclegowych), otwarty w 2008 roku Hotel Restauracja Spichlerz, przy Czarnieckiego 10, dysponujący 65 miejscami otwarty w 2012 roku – Hotel Grodzki Business & Spa przy ulicy Grodzkiej 3, oraz najmłodszy - Hotel Kyriad Stargard - wszystkie trzy po trzy gwiazdki. Dwie gwiazdki posiadają Hotel 104 (dawny Inwit) zbudowany w 1988 roku przy hali sportowej Spójni, ul. I Brygady 1 (dysponuje 53 miejscami). Jedną gwiazdkę posiadają: najstarszy w mieście Hotel PTTK, przy ul. Kuśnierzy 5 funkcjonujący od lat 60. XX w., posiada 30 miejsc noclegowych, oraz Hotel Lord, przy ul. Łąkowej 6 dysponujący 62 miejscami noclegowymi. Niższy standard oferuje Hotel Granitex, ul. Lotników 51a (50 miejsc). Łączna liczba miejsc noclegowych w hotelach wynosi 404. Na terenie miasta znajduje się także internat wojskowy Huzar na os. Hallera 11, noclegownia Weryk, przy ul. Niepodległości, Bursa Szkolna, przy pl. Majdanek oraz dwie kwatery prywatne. W 2010 z noclegów w stargardzkich hotelach skorzystało 21 812 osób, w tym 5502 turystów zagranicznych.

### Piętnasty południk
Stargard jest położony dokładnie 15 stopni na wschód od południka zerowego, przebiegającego przez przedmieście Londynu Greenwich. Stanowi to dokładnie 1 godzinę różnicy między astronomicznym czasem londyńskim a środkowoeuropejskim, przyjętym w Polsce i w krajach sąsiednich. Taki umowny przebieg południków i wynikający z niego podział świata na strefy czasowe obowiązuje od 1884 roku.
Fakt położenia Stargardu na 15 południku długości geograficznej wschodniej upamiętnia kamienny obelisk znajdujący się przy ulicy Szczecińskiej nieopodal Rondo 15. Południk. Obelisk ustawiony został przez Niemców prawdopodobnie w okresie międzywojennym. W późniejszych latach uległ on dewastacji, ale dzięki staraniom służb miejskich i członków PTTK, wiosną 1996 roku został odremontowany. Przez Pomorze Zachodnie prowadzi trasa wycieczkowa szlakiem 15 południka. Wiedzie ona od Trzęsacza nad Morzem Bałtyckim przez Stargard do Trzcinnej koło Myśliborza.

## Zieleń miejska

### Parki
- Park Chrobrego obejmuje tereny od bramy Portowej, aż do bramy Pyrzyckiej, z amfiteatrem i aleją Słowiczą. Park ten stanowi najbardziej atrakcyjny teren do spacerów i wypoczynku. Znajduje się tu neogotycki kościół (ob. cerkiew), oraz wieża ciśnień. Wchodzi w skład plant stargardzkich. Znajdują się tu dwa pomniki przyrody: klon jawor o średnicy 3,03 m oraz buk zwyczajny o średnicy 4,47 m[250].
- Park pomiędzy Szosą Maszewską a ul. Wiśniową
- Park przy Technikum Rolniczym
- Park Zamkowy d. Volks-Park położony jest na terenach od bramy Portowej do rzeki Iny, w sąsiedztwie najstarszej części miasta, gdzie zlokalizowane było grodzisko. Teren parku jest objęty nadzorem Wojewódzkiego Konserwatora Zabytków. Jest częścią plant stargardzkich

- Park Piastowski położony jest obok murów miejskich na odcinku od bramy Pyrzyckiej do bastei. Uroku dodaje parkowi ciekawe ukształtowanie terenu oraz obecność rzadko spotykanych okazów flory. Wchodzi w skład plant stargardzkich.
- Park Popiela d. Bismarck Pl. stanowi przedłużenie ciągu zieleni, opasującej Stare Miasto poniżej parku Piastowskiego aż do koryta rzeki Iny. Na jego obszarze spotykamy 32 gatunki drzew w wieku od 100 do 200 lat.
- Park podworski w Kluczewie
- Park w Burzykowie
- Park Jagielloński d. Blücher Pl. znajduje się po południowej stronie rzeki Iny, w porównaniu do innych parków jest najniżej położony, tj. 19–20 m n.p.m. W parku tym niekorzystne zmiany po wybudowaniu „małej obwodnicy”, która wprowadziła hałas spowodowany przez ruch pojazdów. Znaleźć można tu sześć pomników przyrody: trzy wierzby Salix L, z czego największa posiada średnicę 4,16 m oraz trzy dęby szypułkowe.
- Park 3 Maja d. Goethe-Park, Park 3 Maja został urządzony na terenie dawnego, starego cmentarza. Park posiada utwardzone alejki, ławki, piaskownice i chętnie wykorzystywany jest jako miejsce rekreacji.
- Park Stefana Batorego (pomiędzy ulicami Kościuszki i Spokojną) park został urządzony w latach 1970–1975 na terenie wcześniejszego nowego cmentarza (Neuer Friedhof) z połowy XIX wieku. Przedłużeniem parku za ul. Kościuszki jest cmentarz Komunalny.
- Park podworski na Giżynku
- Park Panorama (pomiędzy ulicami Na Grobli i Grunwaldzką) teren został urządzony w latach 1996–2000, kiedy to odtworzono alejki według starych założeń parkowych, oświetlono ciągi piesze, ustawiono ławki, zbudowano plac zabaw dla dzieci oraz park linowy.

### Pomniki przyrody
Na terenie Stargardu znajduje się 19 pomników przyrody. Najliczniejszą grupę stanowią platany klonolistne występujące w grupie 11 drzew w Parku Popiela. Ponadto jako pomniki przyrody uznane są: klon jawor, klon zwyczajny i topola geldryjska w parku 3 Maja, dąb szypułkowy i wierzba biała z parku Jagiellońskiego oraz grab pospolity (park Zamkowy), topola czarna (ul. Sportowa) i wiąz szypułkowy (ul. Skarbowa).

### Cmentarze
- Stary Cmentarz Komunalny przy ul. Kościuszki został założony w 1910 przez Niemców i zajmuje powierzchnię ponad 18 ha. Teren jest zadrzewiony. Przy głównej alei rosną orzechy tureckie, zaś po południowej stronie sosna wejmutka (pinius stronus L.), pochodząca z Ameryki Południowej, ponadto występują tu także buki, dęby, wiązy, lipy, kasztanowce. W pobliżu bramy głównej znajduje się pomnik poświęcony pamięci niemieckich mieszkańców Stargardu.
- Nowy Cmentarz Komunalny na Giżynku został otwarty w 2002, a jego docelowa powierzchnia ma wynieść ponad 26 ha. Na terenie cmentarza powstał dom pogrzebowy z kaplicą, kolumbarium oraz budynek administracyjny.

- Cmentarz Komunalny w Kluczewie
- Cmentarz przykościelny w Kluczewie
- Cmentarz Międzynarodowy Jeńców Wojennych, został stworzony po I wojnie światowej i znajdują się tu prochy żołnierzy polskich, rosyjskich, niemieckich, jugosłowiańskich, włoskich, i innych poległych na ziemi stargardzkiej oraz w obozach jenieckich podczas dwóch wojen światowych.

Ponadto w przeszłości istniały:
- Cmentarz Żydowski – położony na terenie Bastionu Szubieniczego wzgórze Kalkenberg przy obecnej ulicy Andrzeja Struga.
- Cmentarz pomiędzy Bramą Wałową – cmentarz wojskowy z czasów napoleońskich, znajdował się pomiędzy Bramą Wałową a korytem Iny.
- Stary Cmentarz Ewangelicki – położony na terenie dzisiejszego parku 3 Maja.
- Nowy Cmentarz Ewangelicki – położony na terenie dzisiejszego parku Stefana Batorego.
- Burzykowo – Stary Cmentarz[256].

## Wspólnoty wyznaniowe
Do 1945 roku najliczniejszą grupą wyznaniową byli ewangelicy (94,8%). Do 1938 zamieszkiwała tu dość duża grupa Żydów, stanowiąca ok. 2,5% ogółu mieszkańców.
Żydzi posiadali dwie synagogi: Stara Synagoga, wzniesiona na początku XIX wieku, położona przy dzisiejszej ul. Mickiewicza oraz Nowa Synagoga zbudowana w 1913, zburzona w 1938, położona była w pobliżu Spichlerza. Posiadali także swój cmentarz na wzgórzu Kalkenberg (teren dzisiejszego Zespołu Szkół Katolickich). Miasto zamieszkiwali także katolicy (2%), dysydenci (0,5%), luteranie (0,1%) oraz nieliczne grupy baptystów, grekokatolików, wyznawców Kościoła niemieckokatolickiego oraz 5 osób o nieokreślonej religii.
Obecnie najliczniejszą grupę wyznaniową stanowią katolicy. W Stargardzie znajduje się kolegiata archidiecezji szczecińsko-kamieńskiej. W mieście istnieje 8 parafii, które wchodzą w skład dwóch dekanatów:
- Stargard Wschód:
  - Parafia św. Józefa
  - Parafia Najświętszej Maryi Panny Królowej Świata
  - Parafia Chrystusa Króla Wszechświata
- Stargard Zachód:
  - Parafia Świętego Ducha
  - Parafia Miłosierdzia Bożego
  - Parafia Najświętszego Serca Pana Jezusa
  - Parafia Świętego Krzyża
  - Parafia Przemienienia Pańskiego

W skład Dekanatu Wojsk Lądowych wchodzi Parafia wojskowa Matki Bożej Dobrej Rady na terenie jednostki w białych koszarach. Prócz parafii rzymskokatolickich, w Stargardzie działalność duszpasterską prowadzi także parafia polskokatolicka, użytkująca kościół Przemienienia Pańskiego (ul. Nadbrzeżna).
Znajdują się tu 2 cerkwie:
- greckokatolicka – pw. św. Jozafata Męczennika (ul. Młyńska)
- prawosławna (parafialna) – pw. Świętych Apostołów Piotra i Pawła (ul. św. Jana Chrzciciela).

W mieście istnieją następujące kościoły protestanckie:
- Kościół Adwentystów Dnia Siódmego – zbór przy ul. Brzozowej,
- Kościół Zielonoświątkowy – zbór przy ul. Robotniczej,
- Kościół „Chrystus dla Wszystkich” – zbór przy ul. Spokojnej.

W Stargardzie działalność kaznodziejską prowadzą 4 zbory Świadków Jehowy:
- Stargard–Centrum,
- Stargard–Południe,
- Stargard–Stare Miasto,
- Stargard–Zachód korzystające z Sali Królestwa (ul. Węgierska 11)[263][264]

## Kultura
Do najważniejszych placówek kulturalnych należą lub należały Stargardzkie Centrum Kultury, Młodzieżowy Dom Kultury, Stargardzki Dom Kultury Kolejarza, Książnica Stargardzka i Klub Wojskowy. W mieście istnieje obecnie jedno kino.
W 2021 roku przy ul. Bolesława Chrobrego 21 otwarto Stargardzkie Centrum Nauki FILARY, działające w strukturach SCK.
15 listopada 2006 otwarto nową salę kinowo-widowiskową, wówczas jedną z najnowocześniejszą sal tego typu w województwie.
W latach 80. XX wieku w mieście istniały trzy kina: „Ina”, Kino „Dar” oraz „Panorama” (w XIX-wiecznym pałacyku w Parku Panorama, ob. budynek w rękach prywatnych). Z powodu oddania do użytku nowej sali kinowej, kino „Ina” zostało zamknięte. Pierwszym kinem w przedwojennym Stargardzie było kino Capitol, zbudowane w 1938 roku, przy Bahnhofstraße (ob. ul. Wyszyńskiego), zaprojektowane przez Otto Wernera. Kino składało się z dwóch sal; widowiskowo-kinowej z 756 miejscami i małej kameralnej z 213 miejscami.
Największą miejską widownią przystosowaną do imprez artystycznych jest amfiteatr, położony na stromej skarpie w Parku Chrobrego. Został on zbudowany w latach 1977–1980 w ramach tzw. czynów społecznych przez mieszkańców miasta. Widownia może pomieścić 2500 osób. W mieście istnieje jedno muzeum z siedzibą przy Rynku Staromiejskim oraz w Bastei (znajduje się tam wystawa stała o historii miasta).
Imprezy i konkursy organizowane w Stargardzie o charakterze ponadlokalnym:
- Dni Stargardu (w tym Międzynarodowy Bieg Uliczny O Błękitną Wstęgę i Festyn Historyczny „W Krainie Gryfa”)
- Ogólnopolski Festiwal Młodych Talentów i Piosenki Ekologicznej
- Ogólnopolski Konkurs Piosenki Poetyckiej „O Złote Koło Młyńskie”
- Ogólnopolski Turniej Koszykówki Młodzików o Puchar Prezydenta Rzeczypospolitej Polskiej
- Ogólnopolskie Prezentacje Muzyki z Gwiazdą
- Ogólnopolski Festiwal Monodramów – „Ewenement”
- Ogólnopolski Rajd na Orientację „Trudy”
- Długodystansowy Rajd na Orientację „Jesienne Trudy”
- Międzynarodowy Festiwal Muzyki Gospel „Stargard Gospel Days”
- Festyn Motoryzacyjny św. Krzysztofa
- Wybory Miss Miedwia (Jezioro Miedwie)
- Stargardzka Jesień Teatralna
- OldTown Festival (dawniej: Zlot Fanów Fallouta)
- Turniej Tańca Towarzyskiego o Puchar Prezydenta Miasta Stargardu
- Stargardzkie Wieczory Poetyckie (prowadzone przez Marcina Ł. Makowskiego i Wojciecha Radocha)

Zespoły i grupy artystyczne nagradzane na konkursach krajowych i międzynarodowych:
- Grupa Taneczna „Aplauz”
- Chór Cantore Gospel[271]
- Nana (zespół został laureatem „Debiutów” na Krajowym Festiwalu Piosenki Polskiej w Opolu w 2005 roku[272].)
- Zespół wokalny „Rupaki”[273]
- Ava[274]
- Zespół Tańca Współczesnego „Pasja”,
- De Facto[275]
- Teatr „Krzywa Scena”[276].

W 2017 roku powołano do życia orkiestrę symfoniczną „Camerata Stargard” – na bazie zasobów ludzkich Szkoły Muzycznej I i II stopnia w Stargardzie, we współpracy z Filharmonią Szczecińską i przy wsparciu Miasta Stargard.

## Ochrona zdrowia

### Apteki
Przed 1945 rokiem w Stargardzie działało pięć aptek. Najstarsza z nich – Rats u. Loewen Apotheke (Pod Lwem) założona została w 1487, mieściła się w XVI-wiecznej kamienicy przy Poststraße 1 (u zbiegu dzisiejszych Grodzkiej i Mieszka I). W drugiej aptece Zum Goldenen Adler (Pod Złotym Orłem), znajdującej się w pobliżu, przy Rynku Staromiejskim 3 (w miejscu dzisiejszej restauracji „Ratuszowa”) znajdowała się Centralna Apteka Homeopatyczna. Kolejna apteka to Hornemann-Schwann Apotheke znajdująca się przy Großer Wall 15, u zbiegu dzisiejszych ulic Bolesława Chrobrego i Spichrzowej. Jedyną apteką, która przetrwała działania wojenne, była Apteka pod Złotą Gwiazdą (Apotheke zum Goldenen Stern) przy Bahnhofstraße 23 (obecnie Wyszyńskiego). Funkcjonowała od początku XX wieku. Wiosną 1945 uruchomiona została przez polskich osadników jako pierwsza w powiecie i jako Cefarm działała do 2006 roku.
W końcu 2000 roku było w Stargardzie łącznie 15 aptek. Obecnie w Stargardzie funkcjonuje 29 aptek, w tym dwa punkty apteczne oraz apteka szpitalna.

### Szpitale i przychodnie
W średniowieczu w Stargardzie funkcjonowały 4 ośrodki lecznicze (Szpital św. Ducha, Lazarety: św. Jerzego, św. Jobsta, oraz dla ubogich), a w 1820 w Bramie Świętojańskiej uruchomiono szpital dla obłąkanych. W latach 70. XIX wieku rozpoczęto budowy nowoczesnych szpitali, w południowej części miasta (Szpitale Karowa, Wilhelma, Jurgena, dla osób starszych). W 1878 roku do użytku oddano Szpital Möbiusa (obecnie stare skrzydło szpitala przy ul. Wojska Polskiego), który swoją budową nawiązuje do budownictwa sanatoryjnego. W 1910 otwarto dwa budynki z czerwonej cegły z przeznaczeniem na biuro i oddział męski. W 1937 roku istniały jeszcze dwa budynki Möbius Hospital – w miejscu obecnego parkingu obok kościoła św. Ducha.
W związku z tym, iż od XIX wieku Stargard pełnił funkcje miasta szpitalnego dla II Okręgu Wojskowego (teren od Rugii do Lęborka), w czasie wojny funkcję lazaretów ponadto pełniły Gimnazjum Groninga, Dom Bractwa Strzeleckiego, oraz dzisiejsze Starostwo Powiatowe, Zespół Szkół nr 1 oraz Gimnazjum nr 2.
W latach 80. XX wieku, w pobliżu os. Pyrzyckiego rozpoczęto budowę Szpitala Geriatrycznego, jednak upadek systemu spowodował zatrzymanie prac budowlanych, a w konsekwencji ich całkowite zarzucenie. Aktualnie w mieście funkcjonują dwa szpitale: Szpital Wielospecjalistyczny przy ul. Wojska Polskiego 27 i Szpital Rehabilitacyjny im. dr. Zbigniewa Petriego, które wchodzą w skład Samodzielnego Publicznego Wielospecjalistycznego Zakładu Opieki Zdrowotnej w Stargardzie.
W mieście funkcjonuje kilka przychodni m.in. Wojskowa SPL i poradnie Samodzielnego Publicznego Wielospecjalistycznego Zespołu Opieki Zdrowotnej, Medis. NZOZ Przychodnia medycyny rodzinnej, NZOZ KMW „Centrum Zdrowia”, „Przy Janie” NZOZ Przychodnia medycyny rodzinnej, WOMP-ZCLiP Przychodnia nr 5 NZOZ, Przychodnia NZOZ „Zachód”, Fam-med Sp. Z o.o. NZOZ, Przychodnia NZOZ „Magmed”, Ewa-Lek sp.j. NZOZ. Chmurowicz E., Kowalska E., Przychodnia Medycyny Rodzinnej NZOZ, Wojewódzki Ośrodek Medycyny Pracy – Zachodniopomorskie Centrum Leczenia i Profilaktyki. Przychodnia nr 4, Medis Andrzej Rybkiewicz Sp. z o.o., NZOZ Anna Południewska, Przychodnia „Zdrowym Być”, Centrum Medyczne Consilius.

## Edukacja

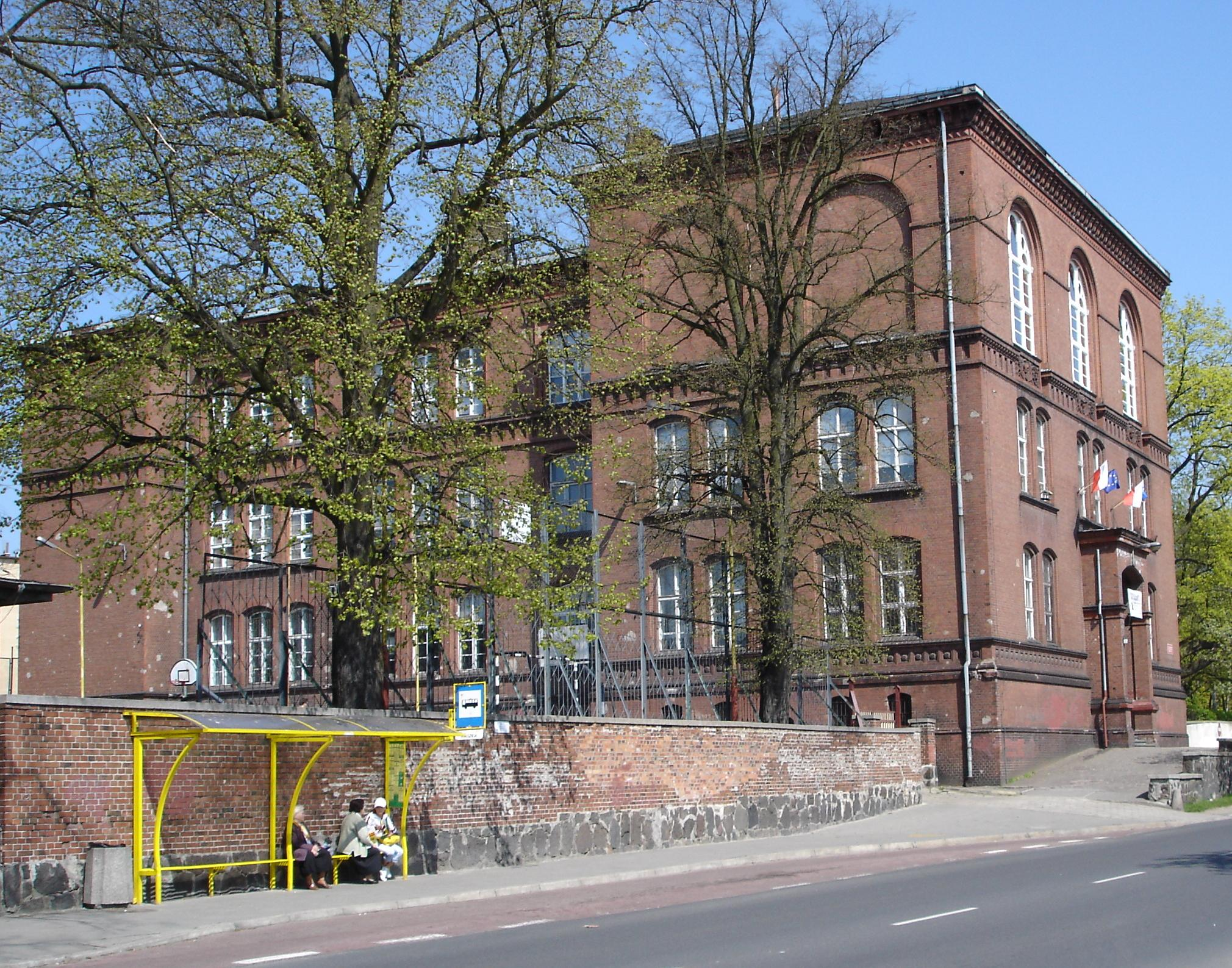
I Liceum Ogólnokształcące

W Stargardzie istnieje 9 szkół podstawowych, 15 państwowych szkół ponadgimnazjalnych w tym 6 szkół zawodowych, 6 liceów ogólnokształcących, 2 szkoły średnie zawodowe oraz Państwowa Szkoła Muzyczna I i II stopnia im. Witolda Lutosławskiego. Ponadto w mieście funkcjonują szkoły niepubliczne ponadgimnazjalne. Najstarszą szkołą średnią jest I Liceum Ogólnokształcące otwarte we wrześniu 1945 roku, mieszczące się w dawnym Collegium Groeningianum zbudowanym w 1882 r. W 1946 otwarto Zespół Szkół nr 1, a 1989 II Liceum Ogólnokształcące.
Pierwszą szkołą wyższą w mieście jest otwarta w 2005 roku Stargardzka Szkoła Wyższa Stargardinum. Wydział Przedsiębiorczości funkcjonuje w Zachodniopomorskiej Szkole Biznesu, uruchomionej w 1996 roku, a punkty dydaktyczne
Zachodniopomorski Uniwersytet Technologiczny (od 2000 roku) oraz Nauczycielskie Kolegium Języków Obcych (od 2001).
Na terenie miasta funkcjonują trzy żłobki (w tym dwa miejskie) oraz 15 przedszkoli (z czego 6 miejskich).

## Sport i rekreacja
Najstarszym klubem sportowym w polskim Stargardzie jest Kolejowy Klub Sportowy „Błękitni”.

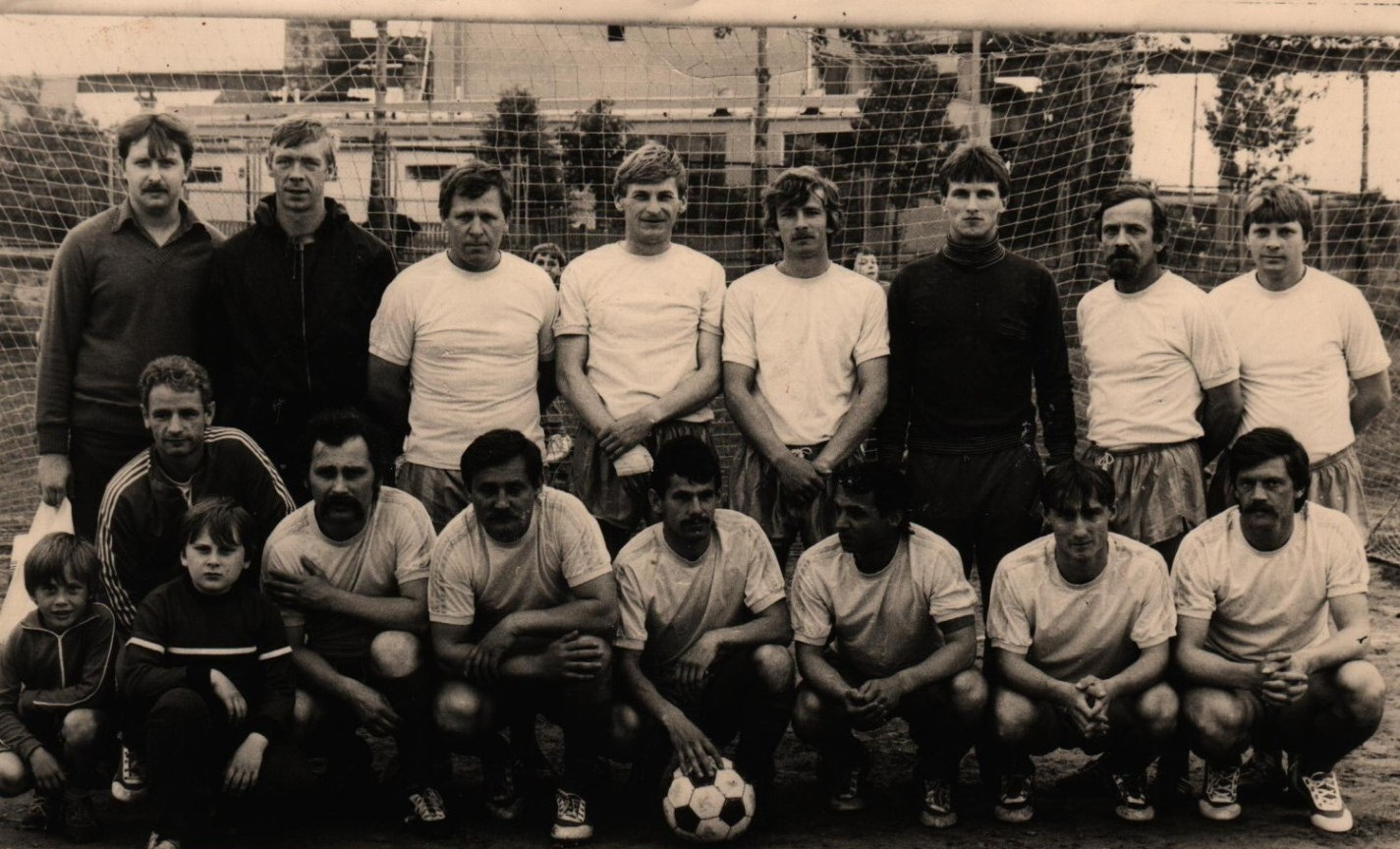
Błękitni Stargard w II lidze (1981)

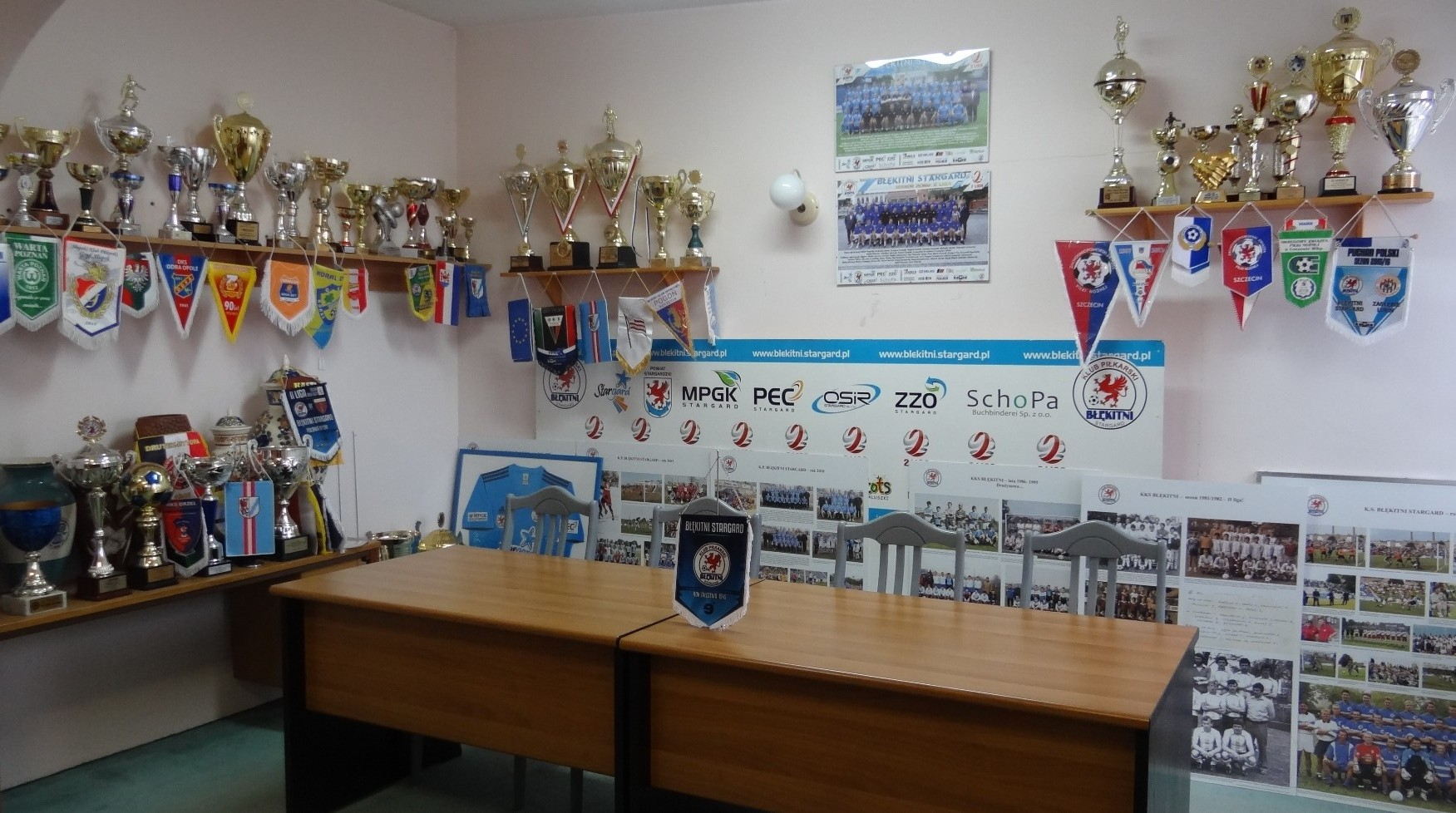
Sala konferencyjna Błękitnych

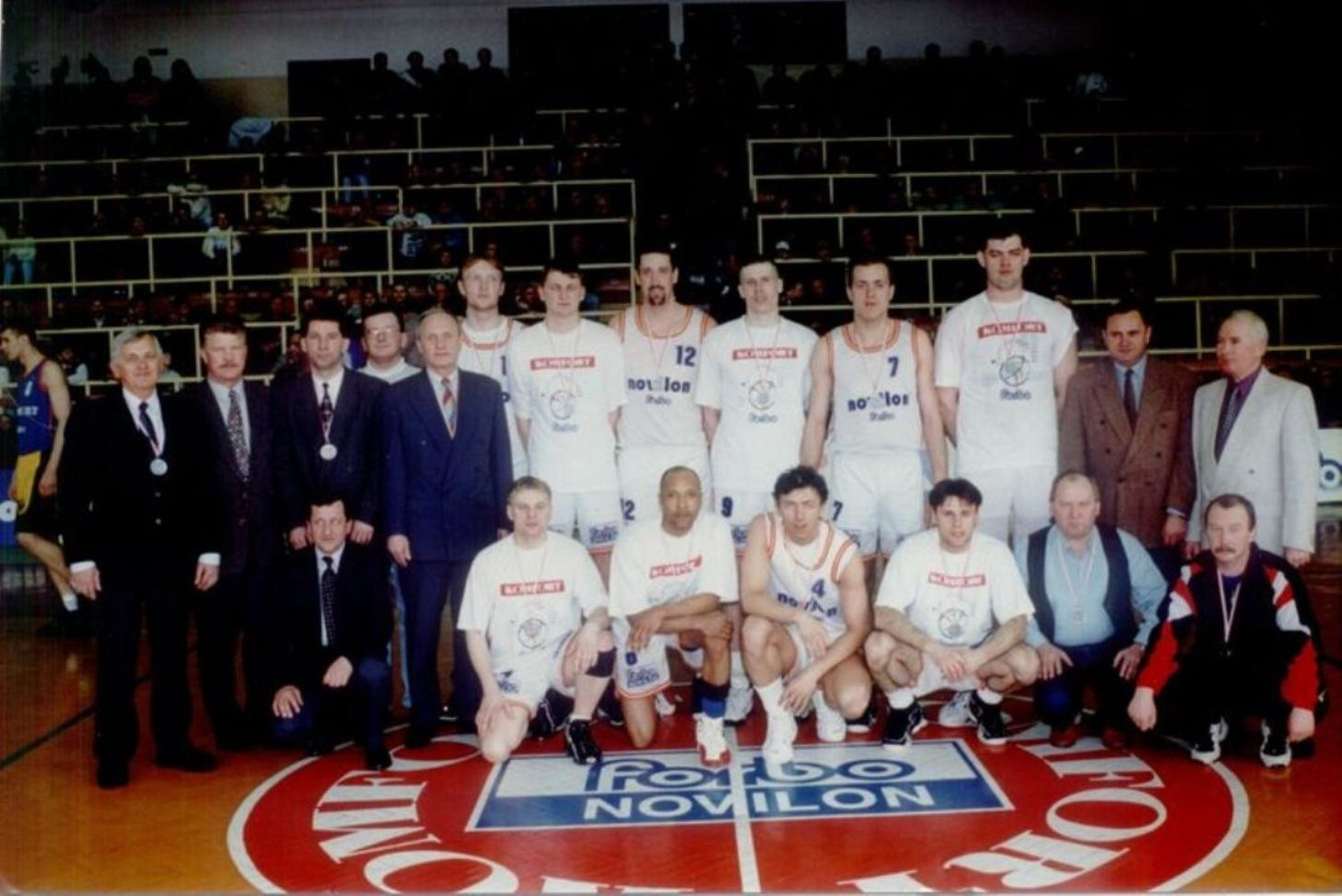
Spójnia wicemistrzem Polski

Powstał tuż po przejęciu miasta przez władze polskie, 18 maja 1945. Stargardzki klub sportowy był pierwszą organizacją społeczną na Pomorzu Zachodnim. Największym sukcesem zespołu jest zajęcie 15 miejsca w drugiej lidze w sezonie 1981/1982, oraz awans do drugiej ligi w roku 2003, a także 1/2 finału Pucharu Polski w 2015 roku.
Klub Sportowy „Spójnia”, powstał w 1949. Największym sukcesem koszykarzy jest awans w 1994 do Polskiej Ligi Koszykówki, a w trzy lata później zdobycie wicemistrzostwa kraju. Obecnie „Spójnia” ponownie gra w ekstraklasie.
W Stargardzie istnieje kilkanaście klubów sportowych:
- KP Błękitni (III liga, gr. II piłki nożnej mężczyzn, I liga piłki nożnej kobiet[ai])
- ZKS Kluczevia Stargard (piłka nożna, IV liga, grupa zachodniopomorska)
- KS Unia (piłka nożna, klasa A, grupa zachodniopomorska III[aj])
- LKS Pomorze Stargard
- Stargardzki Klub Sportów Podwodnych Barakuda
- Ludowy Klub Kolarski Stargard
- Klub Pływacki „Neptun” Stargard
- Szkoła Tańca Towarzyskiego „Alfa-Astra”
- KS Spójnia Stargard
- LKS Feniks Stargard
- Luks Piątka Klub Siatkarski
- LKS Zieloni Stargard

W mieście działają ligi amatorskie w bowlingu, piłce nożnej i koszykówce. Miasto posiada nowoczesną bazą sportowo-rekreacyjną, zapewniającą warunki uprawiania sportu i rekreacji, zarówno sportowcom wykwalifikowanym, jak i amatorom; Stadion Lekkoatletycznego im. Jerzego Cieśli z nawierzchnią tartanową; Stadiony piłkarskie KP „Błękitni”, ZKS „Kluczevia” oraz hala sportowa o powierzchni ok. 1500 m² (największy w regionie obiekt). Miasto dysponuje innymi obiektami, do uprawiana sportów niemasowych: 3 kryte pływalnie, kręgielnia, 4 zespoły kortów tenisowych, skateplaza, 2 skateparki, ośrodki jazdy konnej, strzelnica, boiska piłkarskie ze sztuczną trawą, w tym boisko zbudowane w ramach programu Orlik 2012 oraz sezonowe lodowisko.

## Media
Pierwszą znaną gazetą stargardzką była „Die Musterung” („Musztra”) informowała o życiu garnizonu oraz samego miasta, ukazywała się w latach 1771–1772. W 1823 stargardzki księgarz J. Hane rozpoczął wydawanie „Stargarder Wochenblatt” (pol. Tygodnik Stargardzki), wydawano go do 60. W następnych latach wydawano m.in. „Stargarder Zeitung”, „Stargarder Bote” oraz „Pommersche Dorfzeitung”. Okres świetności niemieckiej prasy stargardzkiej zakończył rok 1935, kiedy to decyzją NSDAP skonsolidowano wszystkie wydawnictwa w jeden tytuł „Stargarder Tageblatt” (pol. Dziennik Stargardzki). Pierwszą powojenną gazetą wydawaną w Stargardzie były „Wieści”, ukazywały się one od lipca 1945 do lat 80 XX wieku. W październiku 1945 ukazał się pierwszy numer dziennika regionalnego „Kurier Szczeciński”, a w dwa lata później „Głos Szczeciński”.
W latach 90 XX wieku i na początku XXI wieku ukazywała się „Gazeta Stargardzka”. W ostatnich latach ukazywały się także: „Kurier Stargardzki”, „7 Dni Stargardu”, „Fakty Lokalne”, „Echo Stargardu”, „Stargardzkie Tu i Teraz”, „ExPress Stargardzki”. Obecnie działa pięć stargardzkich gazet: „Dziennik Stargardzki”, „7 Dni Powiatu Stargardzkiego”, „7 Dni Ziemi Stargardzkiej” (gazeta bezpłatna), „Stargardzki Informator Samorządowy”' (miesięcznik Urzędu Miasta Stargard Szczeciński) oraz „Głos Stargardzki” (piątkowy dodatek do „Głosu Szczecińskiego”). W Stargardzie swoje przedstawicielstwa mają także dwie gazety regionalne: „Głos Szczeciński” oraz „Kurier Szczeciński”. W mieście działają dwie sieci telewizji kablowej. Pierwsza telewizja kablowa w Stargardzie powstała w 1993 w pomieszczeniach Spółdzielni Mieszkaniowej. Operatorem telewizji kablowej jest Vectra oraz Telewizja Kablowa sieci UPC. Lokalnym kanałem telewizyjnym jest szczecińska Telewizja TV7 oraz TVP Szczecin. 22 kwietnia 2014 emisję rozpoczęło Radio Stargard 90,3 FM (obecnie Twoje Radio), swoją terenową redakcję posiada tu także Polskie Radio Szczecin oraz stargardzki portal informacyjny www.estargard.pl. W 2022 rozpoczął działalność portal internetowy informacyjny Stargard.News.

## Polityka i administracja
Siedzibą Prezydenta Miasta Stargardu jest budynek Urzędu Miasta Stargardu przy ul. Czarnieckiego 17. Obecnym prezydentem miasta jest Rafał Zając, który objął urząd po przedterminowych wyborach spowodowanych śmiercią wieloletniego prezydenta Sławomira Leona Pajora.

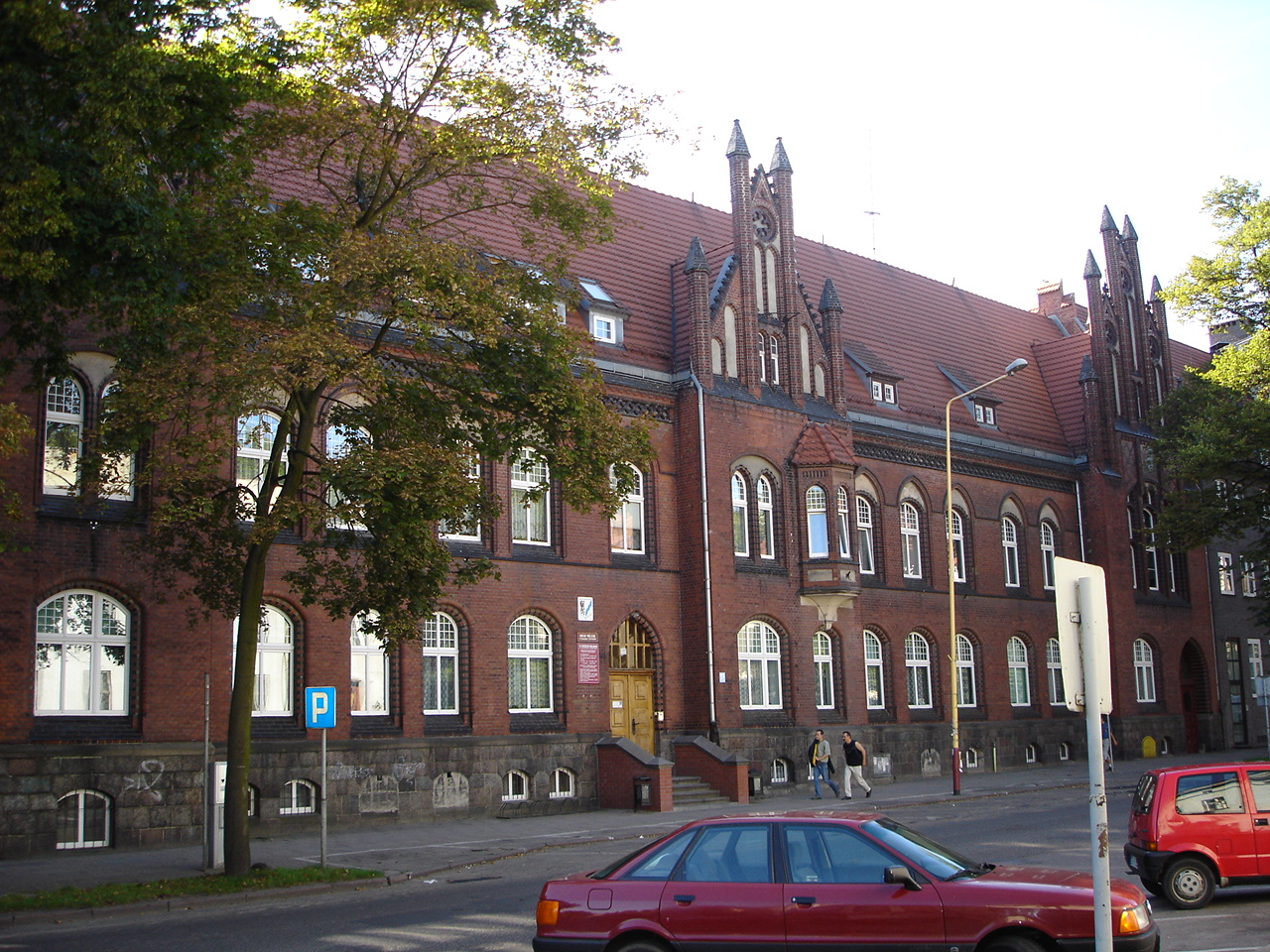
Urząd Miasta Stargard

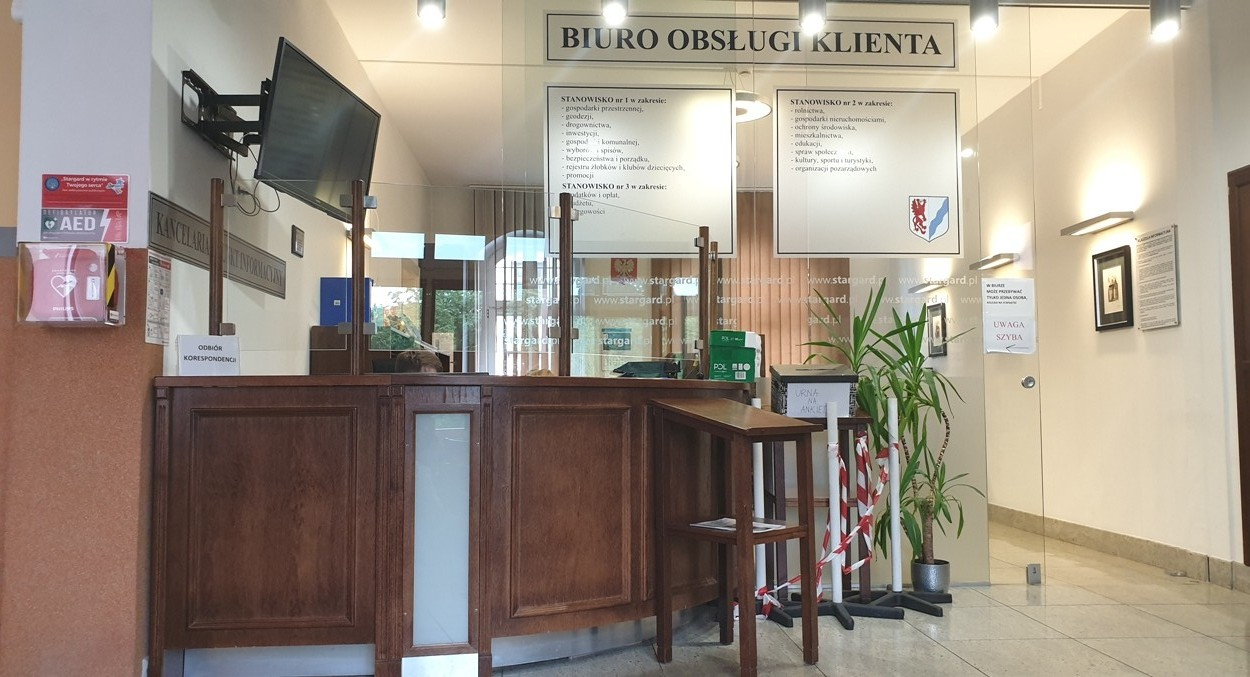
Stargard. Biuro Obsługi Klienta

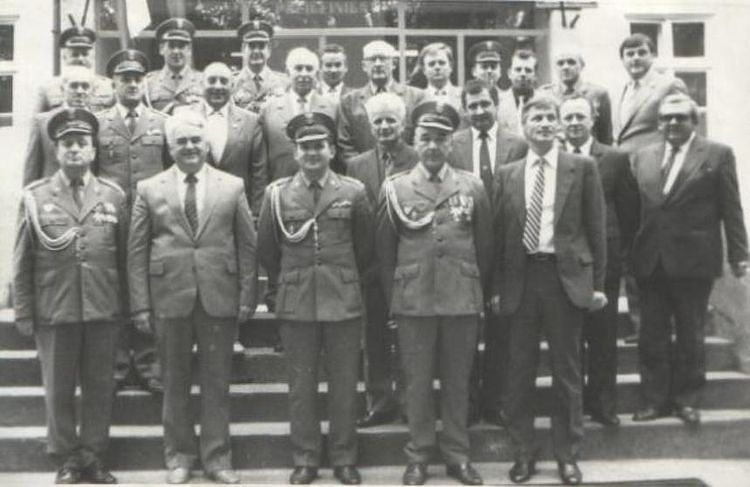
Prezydent Stanisław Dłubała

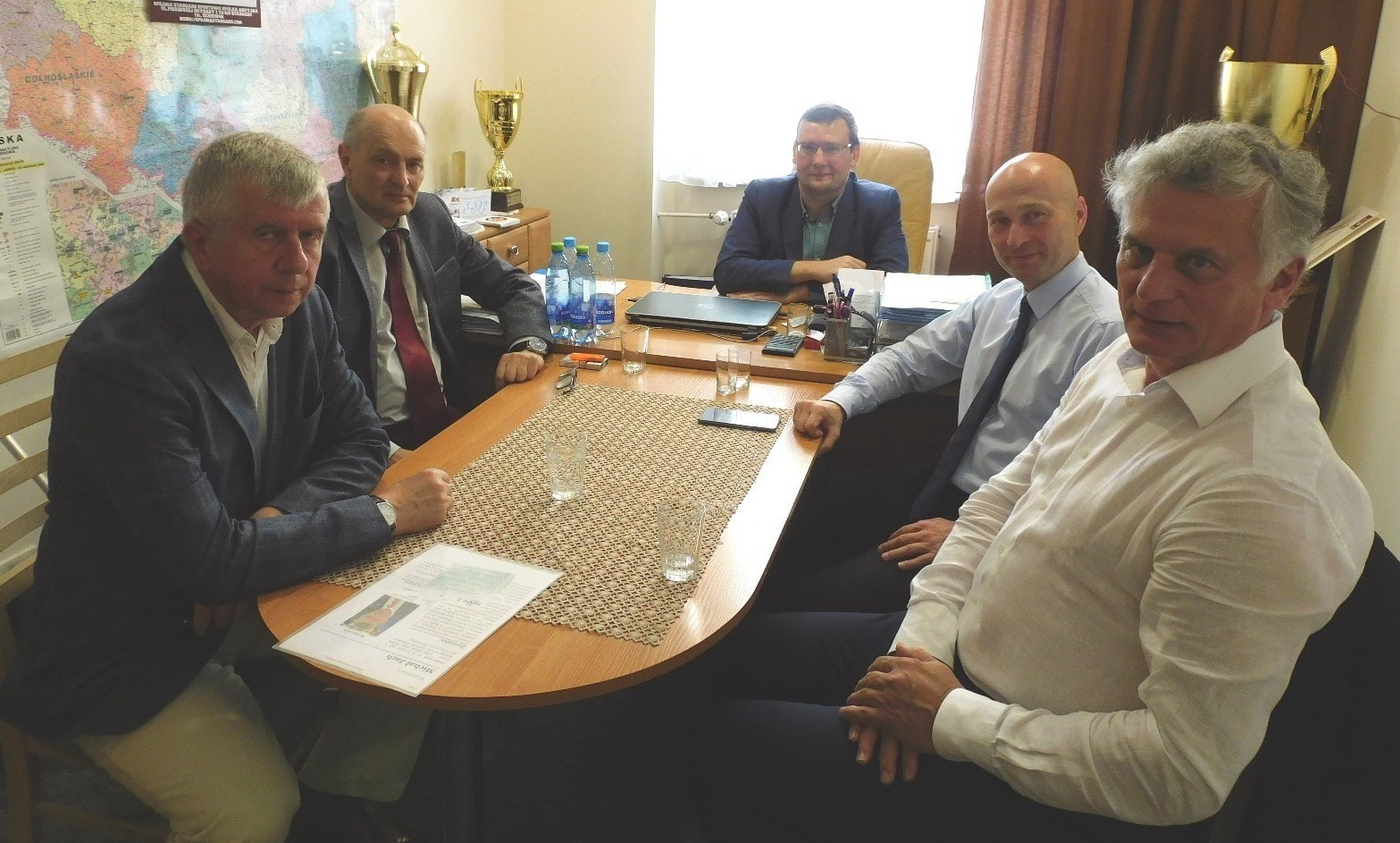
Drugi z prawej Rafał Zając

Siedzibą Rady Miasta Stargardu jest ratusz miejski przy Rynku Staromiejskim. Zgodnie z parytetem mieszkańców w radzie miasta zasiada 23 radnych.
| Ugrupowanie                                      | Kadencja 2002–2006 | Kadencja 2006–2010 | Kadencja 2010–2014 | Kadencja 2014–2018   | Kadencja 2018-2023 |
| ------------------------------------------------ | ------------------ | ------------------ | ------------------ | -------------------- | ------------------ |
| Sojusz Lewicy Demokratycznej                     | 11 (SLD-UP)        | 7 (LiD)            | 3                  | 3 (SLD Lewica Razem) | –                  |
| Liga Polskich Rodzin                             | 3                  | –                  | –                  | –                    | –                  |
| Platforma Samorządowa                            | 5                  | –                  | –                  | –                    | –                  |
| Prawica Samorządowa                              | 1                  | –                  | –                  | –                    | –                  |
| Samoobrona                                       | 3                  | –                  | –                  | –                    | –                  |
| Prawo i Sprawiedliwość                           | –                  | 7                  | 4                  | 3                    | 4                  |
| Platforma Obywatelska                            | –                  | 9                  | 9                  | –                    | –                  |
| KWW Sławomira Pajora – Stargard XXI              | –                  | –                  | 7                  | –                    | –                  |
| KWW Sławomira Pajora i Zofii Ławrynowicz         | –                  | –                  | –                  | 6                    | –                  |
| Nasz Stargard                                    | –                  | –                  | –                  | 2                    | –                  |
| Bezpartyjni KWW Marcina Przepióry – LPS          | –                  | –                  | –                  | 6                    | –                  |
| SMS                                              | –                  | –                  | –                  | 2                    | –                  |
| Moje Osiedle Wojciecha Seredyńskiego             | –                  | –                  | –                  | 1                    | –                  |
| KWW Rafała Zająca                                | –                  | –                  | –                  | –                    | 17                 |
| KWW Edyty Domińczak Bezpartyjni                  | –                  | –                  | –                  | –                    | 1                  |
| KWW Porozumienie Wyborcze Lewica – Nasz Stargard | –                  | –                  | –                  | –                    | 1                  |

Prezydenci Miasta Stargardu:
- Stanisław Dłubała (1975–1981)
- Kazimierz Nowicki (1981–1989)
- Waldemar Gil (1990–1994)
- Kazimierz Nowicki (1994–2002)
- Sławomir Pajor (2002–2017)
- Paweł Bakun (2017; p.o.)
- Rafał Zając (od 2017)

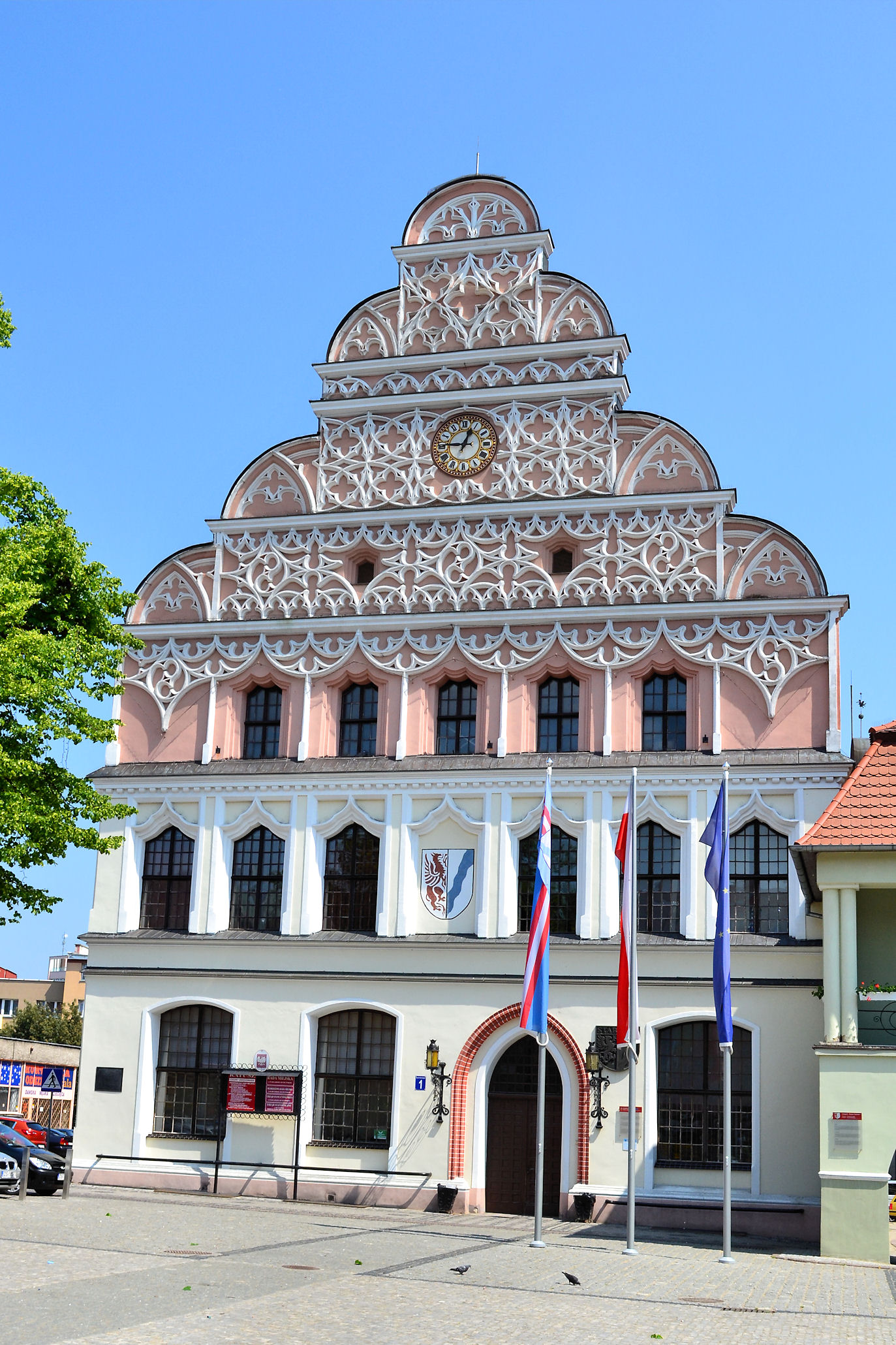
Zabytkowy ratusz miejski

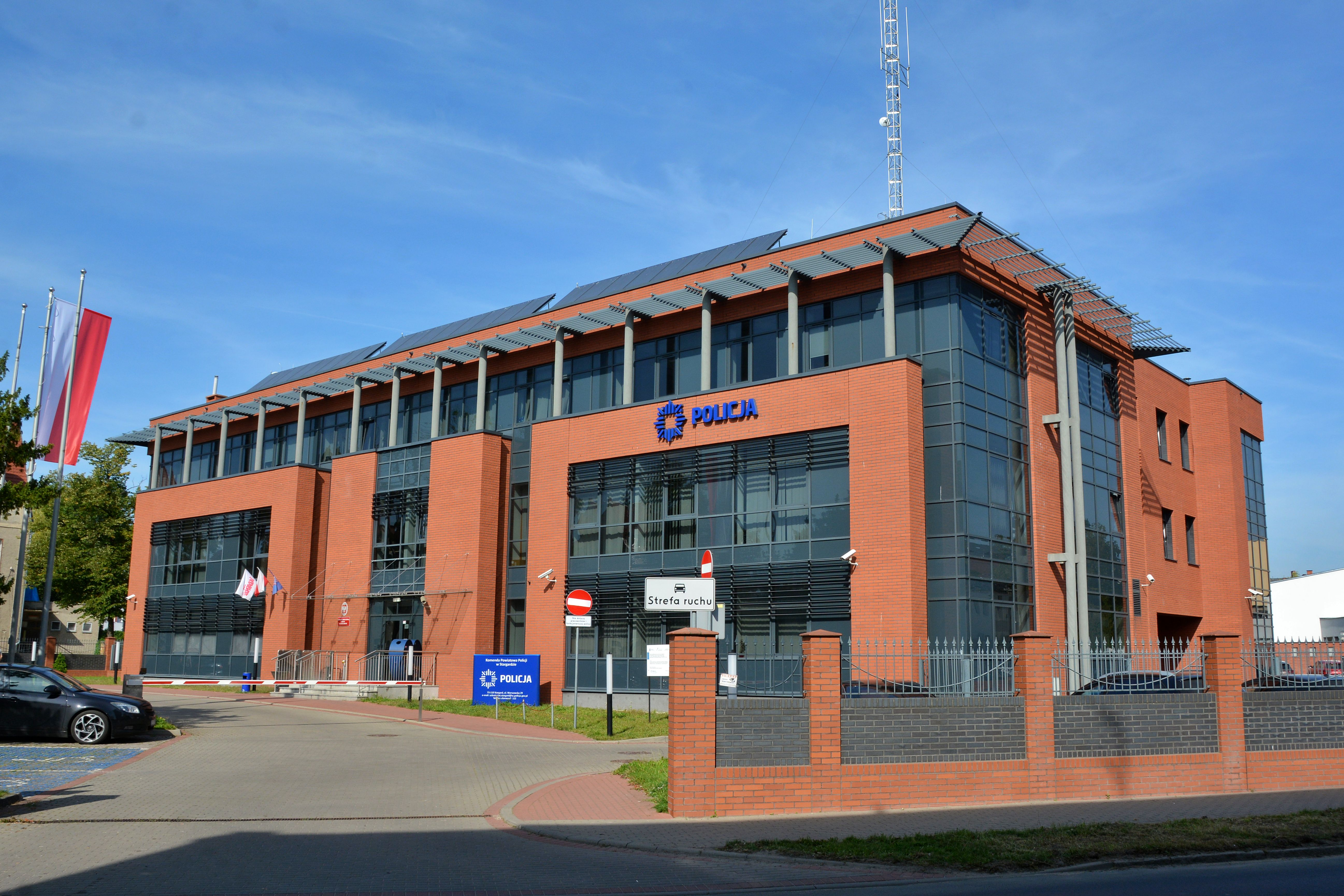
Nowoczesny budynek komendy miejskiej policji

Miasto jest członkiem stowarzyszeń: Nowej Hanzy, Związku Miast Polskich, Związku Gmin Dorzecza Iny oraz Związku Gmin Zlewni Jeziora Miedwie. Mieszkańcy Stargardu wybierają parlamentarzystów z okręgu wyborczego nr 41 (Szczecin), a posłów do Parlamentu Europejskiego z okręgu wyborczego nr 13. Honorowymi Obywatelami Miasta Stargard po 1989 są abp Kazimierz Majdański oraz Piotr Mync. Ponadto wyróżnieni medalem Zasłużeni dla Miasta Stargard zostali: ks. Edmund Malich, Zbigniew Petri, Edward Olszewski, Stanisław Preiss, ks. prał. Henryk Ozga, Kazimierz Nowicki, Marek Jasiński, Władysław Wojtakajtis, Andrzej Korzeb, Maria Lisowska i Sławomir Pajor. W Stargardzie znajdują się: sąd rejonowy, prokuratura rejonowa, obwodowy urząd miar, rejonowy urząd Poczty Polskiej (oraz 11 placówek pocztowych), Inspektorat Zakładu Ubezpieczeń Społecznych, oddział celny, oddział Urzędu Statystycznego w Szczecinie, urząd skarbowy, oddział Archiwum Państwowego, rejon dróg wojewódzkich, rejon GDDKiA oraz pozostałe przynależne miastu powiatowemu. W mieście znajduje się także siedziba starostwa powiatu stargardzkiego oraz wiejskiej gminy Stargard. W okresie 1901–1945 oraz 1973–1975 Stargard stanowił osobny powiat grodzki oraz jednocześnie był siedzibą powiatu ziemskiego.
W 2016 r. wykonane wydatki budżetu samorządu Stargardu wynosiły 239,2 mln zł, a dochody budżetu 256 mln zł. Zobowiązania samorządu (dług publiczny) według stanu na koniec 2016 r. wynosiły 57,8 mln zł, co stanowiło 22,6% poziomu dochodów.

### Miasta partnerskie
| Miasto    | Kraj     | Data podpisania umowy |
| --------- | -------- | --------------------- |
| Elmshorn  | Niemcy   | 19 czerwca 1993       |
| Saldus    | Łotwa    | 1993                  |
| Slagelse  | Dania    | 1993                  |
| Stralsund | Niemcy   | 19 marca 1992         |
| Wijchen   | Holandia | 1992                  |

Od 2008 roku gmina – miasto Stargard współpracuje z sąsiednią gminą Kobylanka w realizacji zadań w zakresie promocji obu gmin. Stargard w 2011 nawiązał także współpracę z niemieckimi miastami Neubrandenburg i Bernau bei Berlin. Ma ona na celu pozyskanie środków z Unii Europejskiej na remont zabytków oraz współpracę kulturalną.

## Stargard jako garnizon
Jednostki niemieckie stacjonujące do 1945:
- 22 Pułk Piechoty Pruskiej (Altpreußisches Infanterie-Regiment Nr. 22)[322]
- 9 Pułk Grenadierów (Grenadier-Regiment Nr. 9)

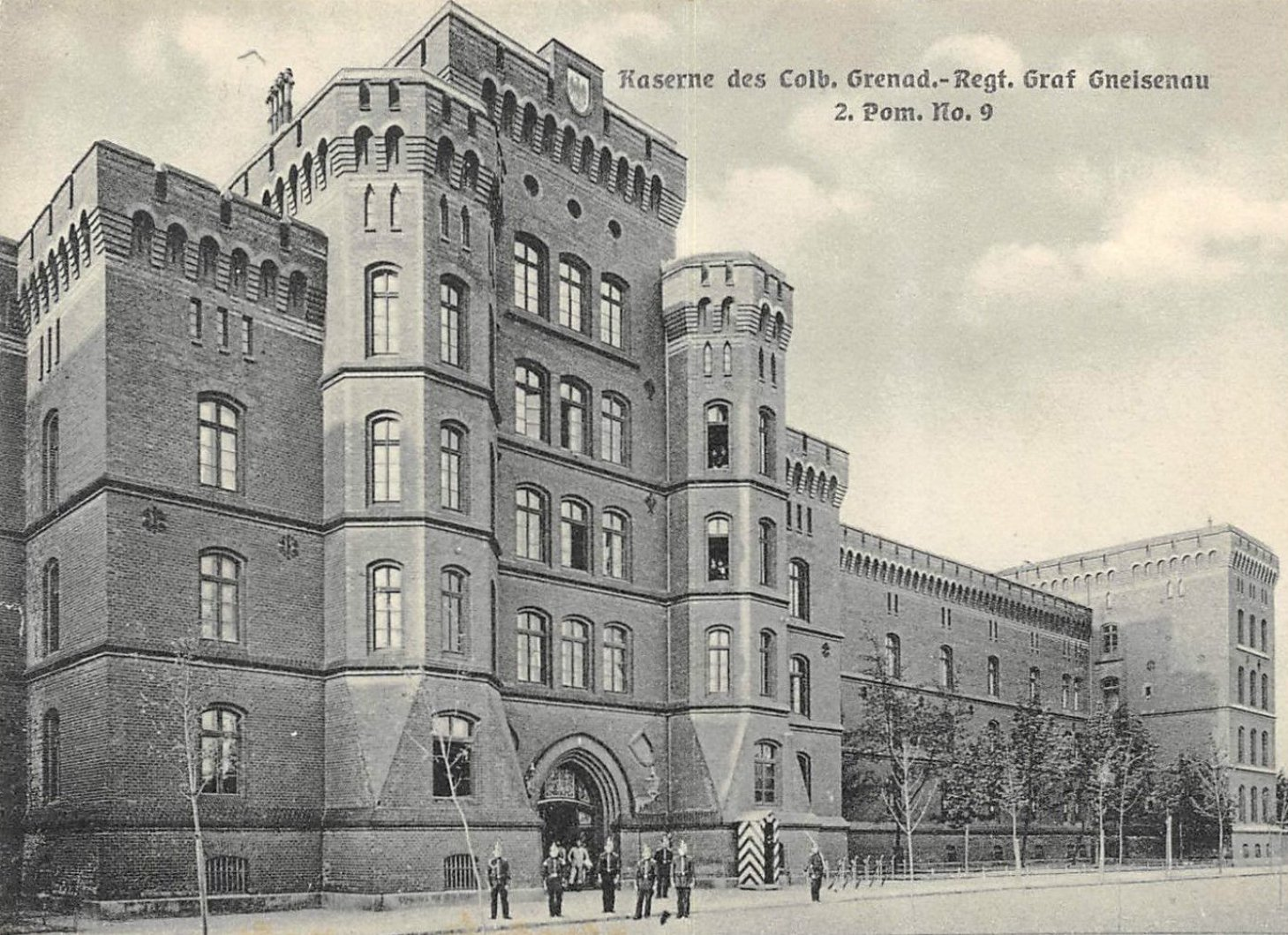
Garnizon Stargard, 1890/1910 r.

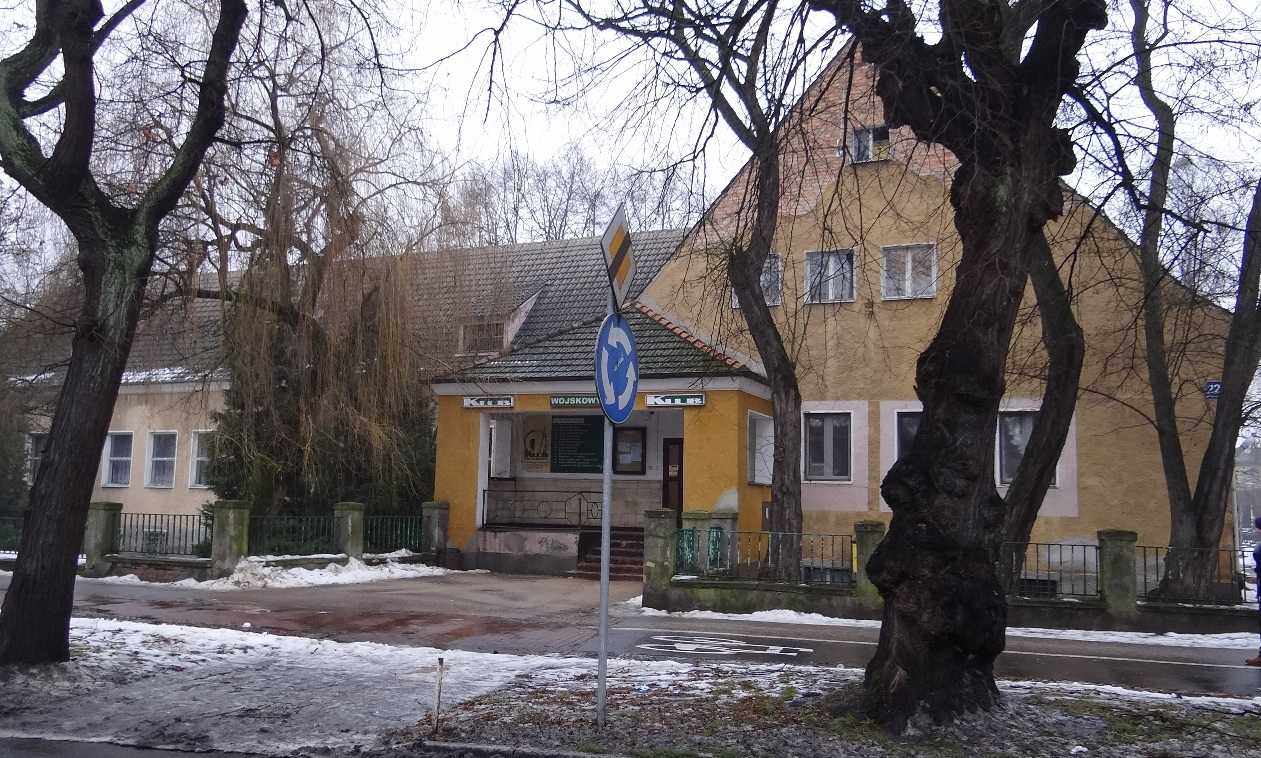
Garnizonowy Klub Oficerski

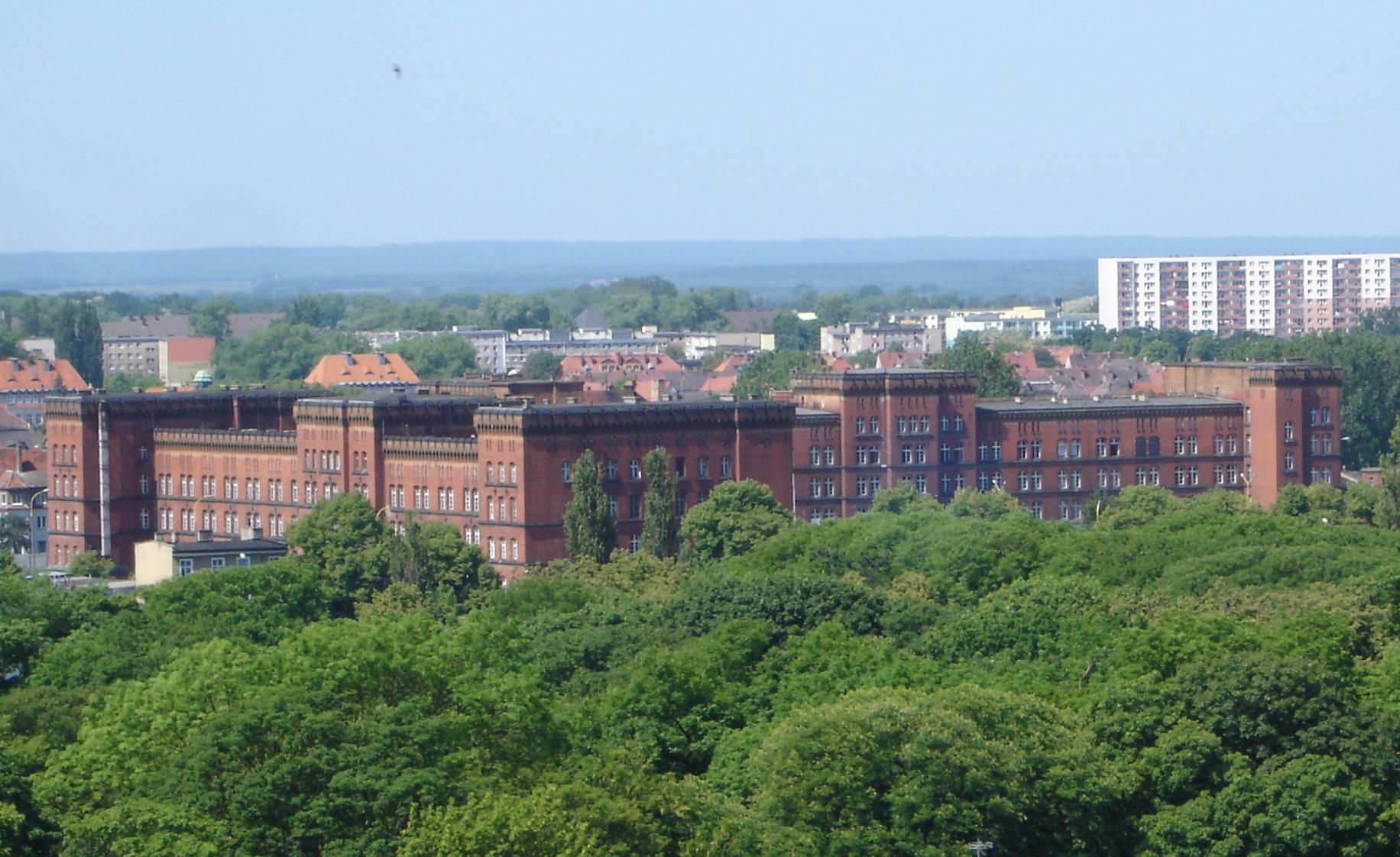
Czerwone koszary.

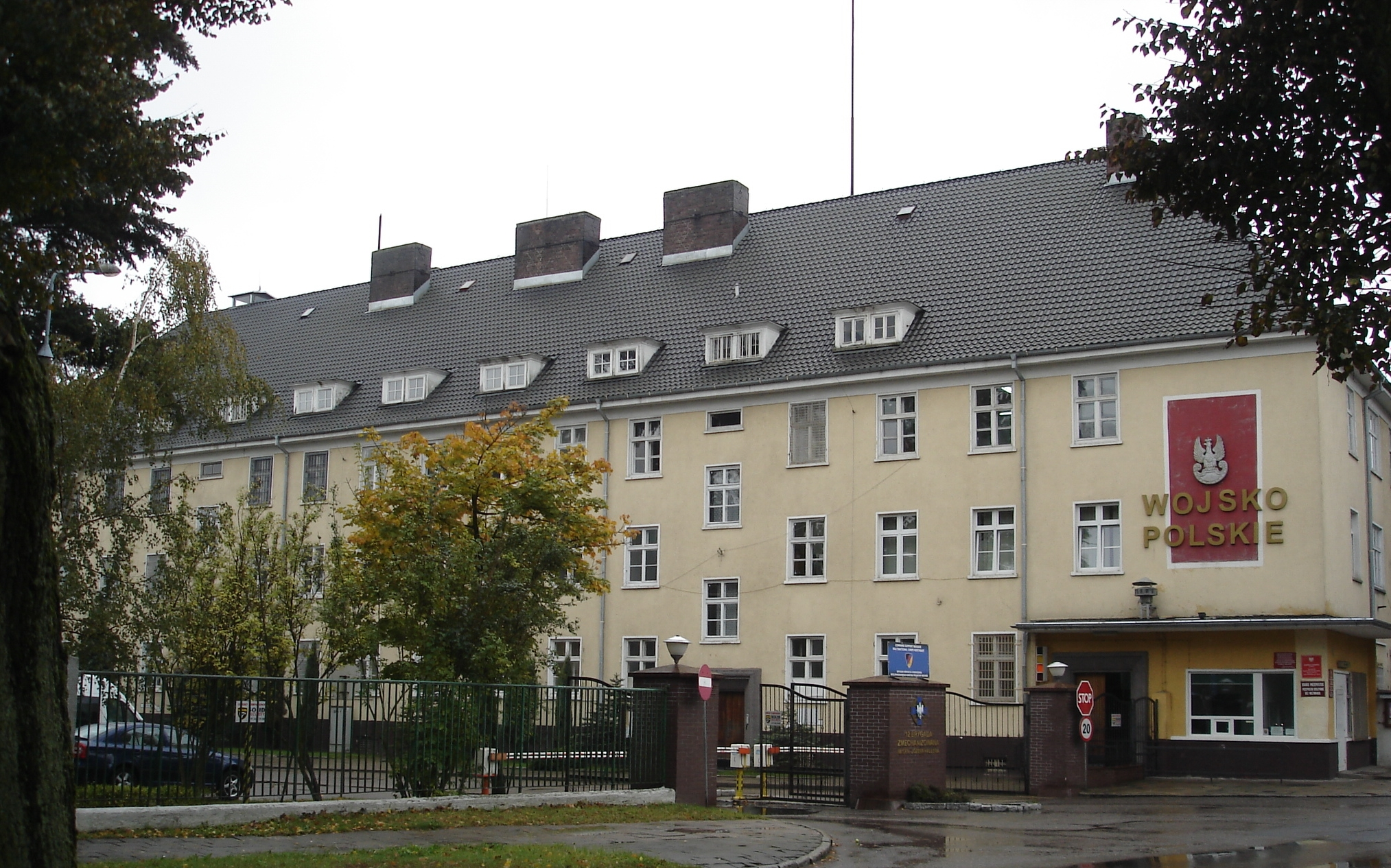
Białe koszary.

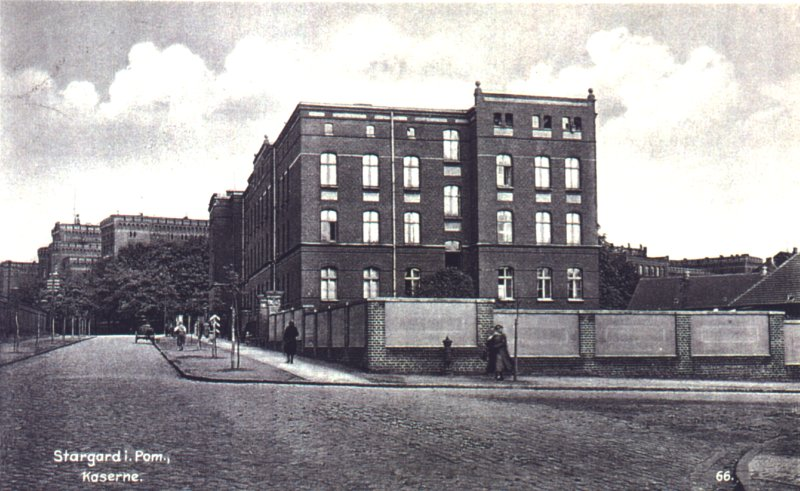
Koszary wojskowe (czerwone), 30.

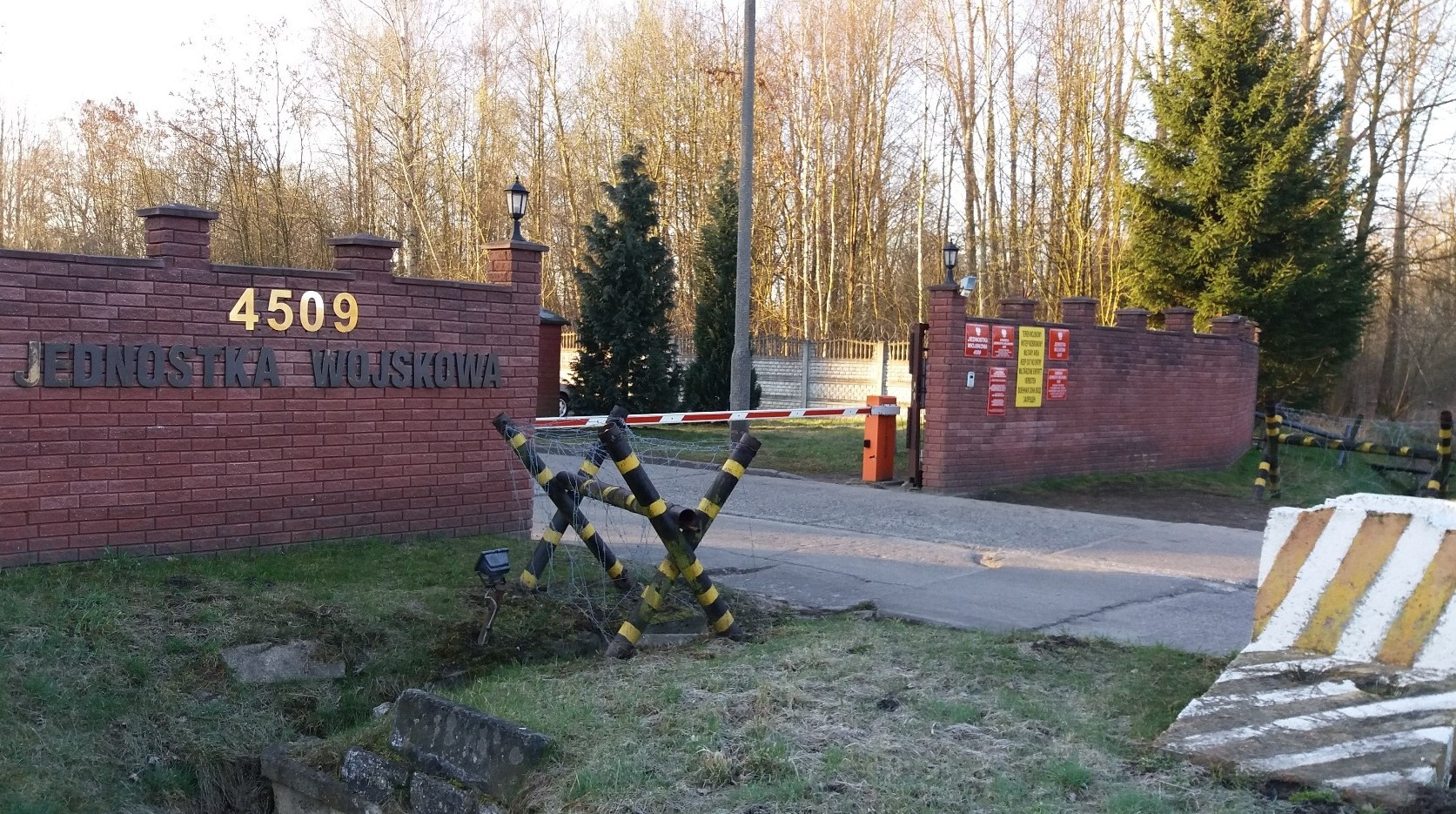
102 Batalion Ochrony

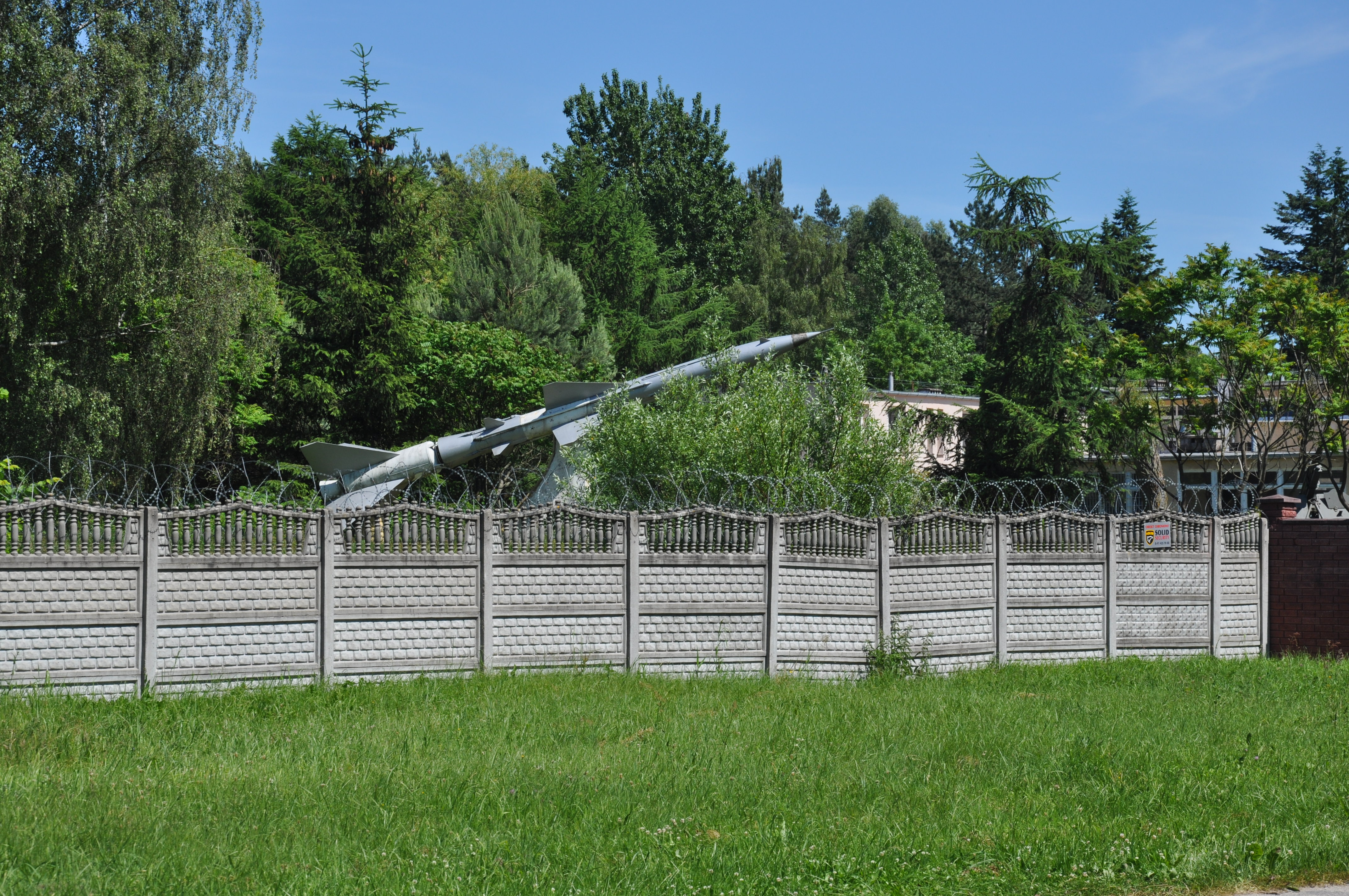
15 PTBR

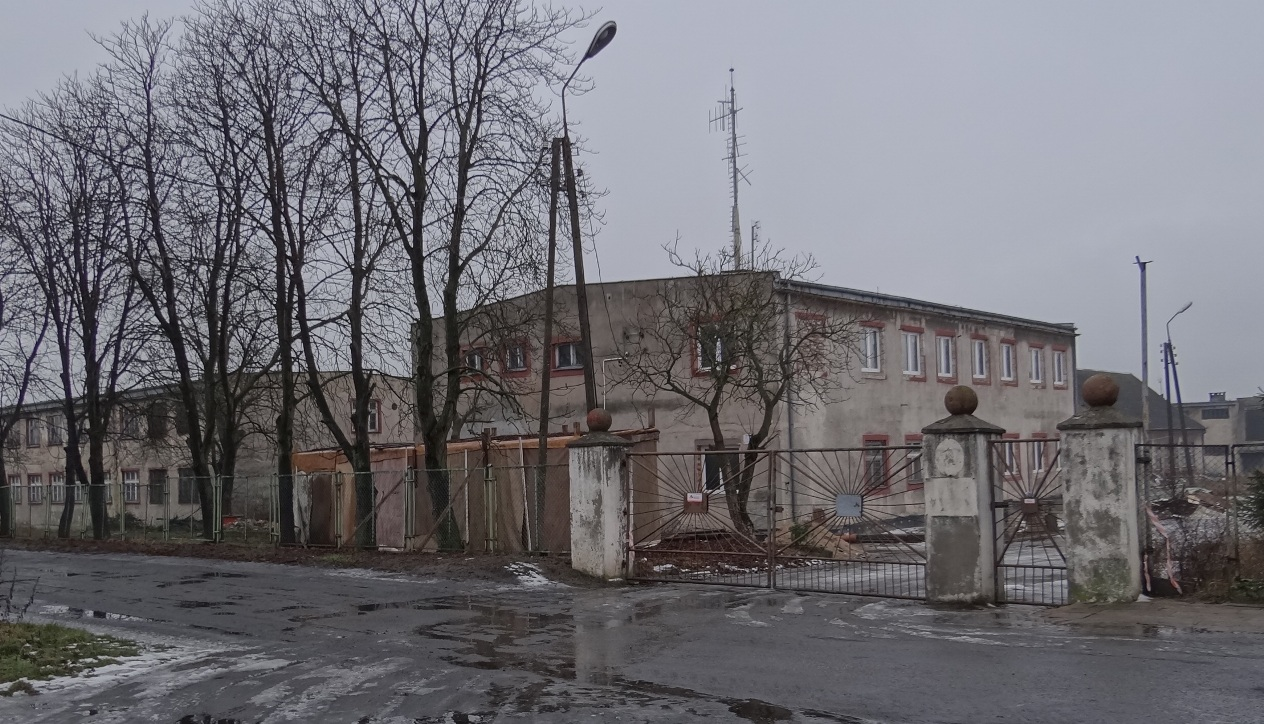
W tych koszarach stacjonował 27 brt

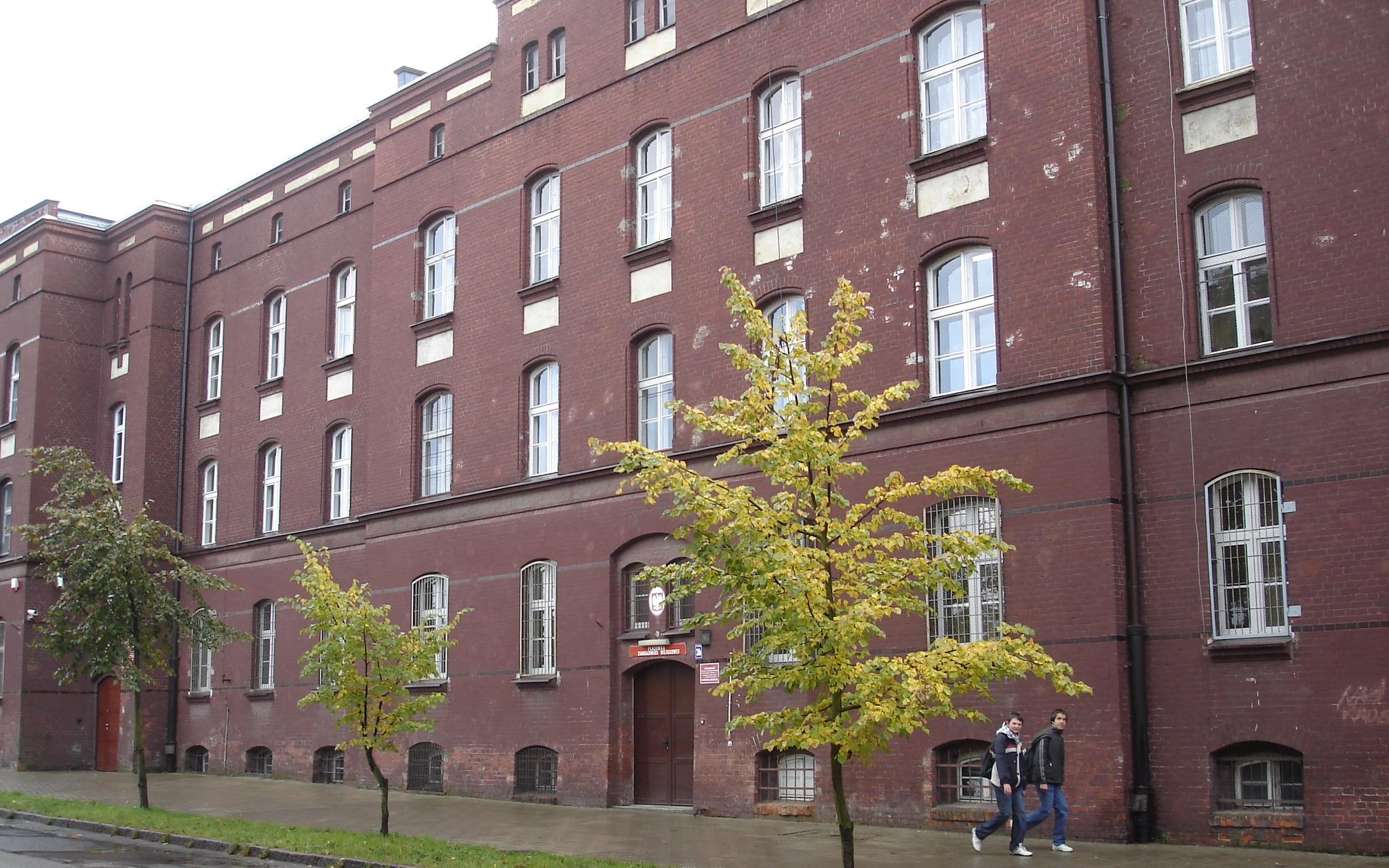
Budynek ŻW, GZ 15 WOG

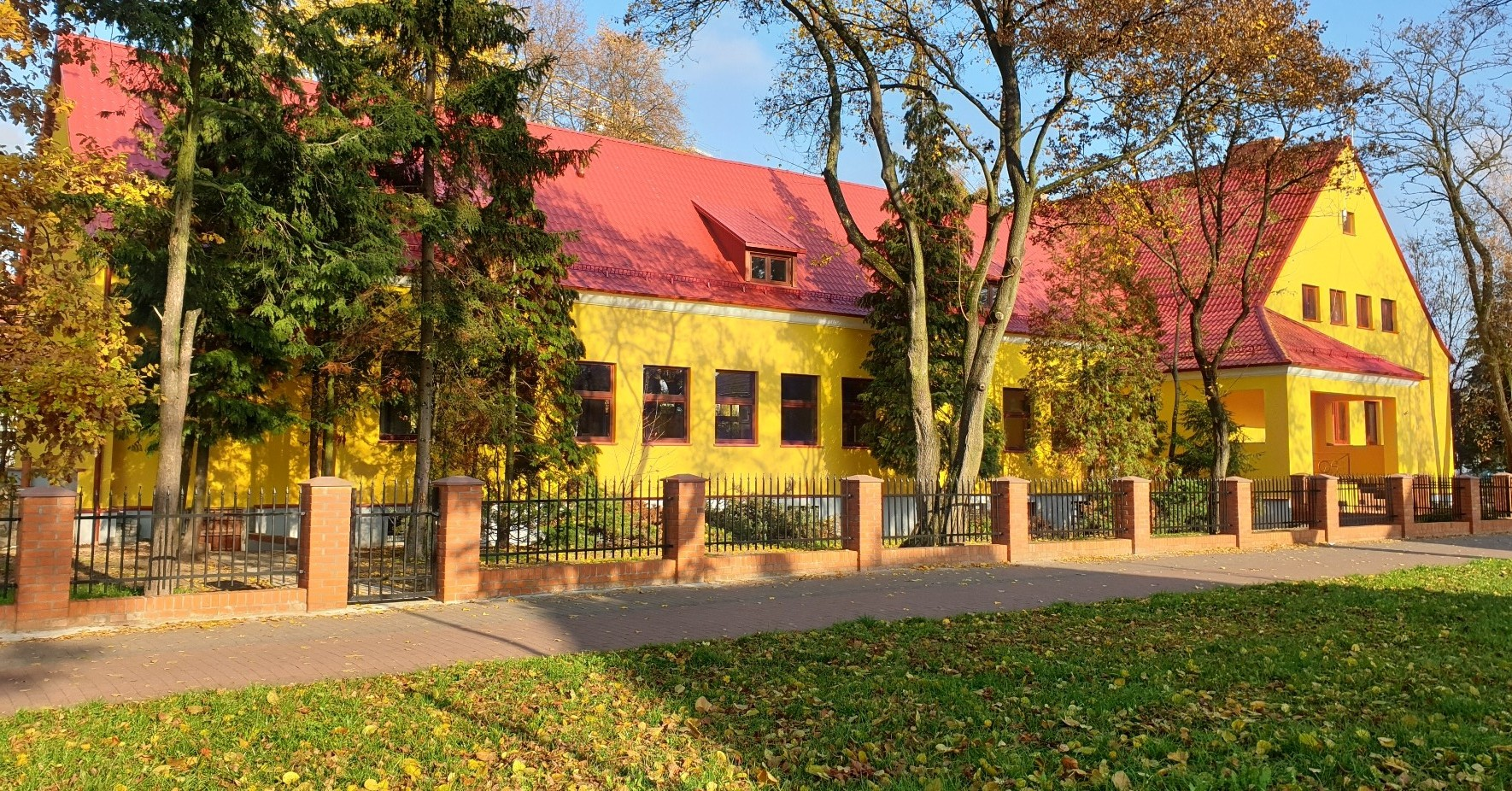
Klub Wojskowy 12BZ

- 9 Kołobrzeski Pułk Grenadierów (Colbergsches Grenadier-Regiment Nr. 9)
- II batalion 21 Pomorski Pułk Piechoty (21 Infanterie-Regiment (4 Pommersches))
- 9 Kołobrzeski Pułk Grenadierów im. Hrabiego Gneisenau (2 Pomorski)[323]
- 207 Dywizja Piechoty (III Rzesza) – (26 sierpnia 1939 do 1 marca 1941 r.)
  - 322 Pułk Piechoty (Infanterie-Regiment 322)
  - 368 Pułk Piechoty (Infanterie-Regiment 368)
  - 374 Pułk Piechoty (Infanterie-Regiment 374)
  - 207 Pułk Artylerii (Artillerie-Regiment 207)
  - 207 Batalion Pionierów (Pionier-Bataillon 207)
  - 207 Dywizjon Przeciwpancerny (Panzerabwehr-Abteilung 207)
  - 207 Dywizjon rozpoznawczy
  - 207 Oddział Łączności
- 25 Pułk Grenadierów Pancernych (niem. 25. Panzer-Grenadier-Regiment)
- 25 pułk piechoty (zmot.) (Infanterie-Regiment (mot.) 25) w składzie 2 Dywizji Piechoty
- 21 Dywizjon Bliskiego Rozpoznania Luftwaffe (niem. 21. Heeres Gruppe)
- II Dywizjon 400 Pułku Myśliwskiego (niem. II Gruppe Jagdgeschwader 400) – dowódca kpt. Rudolf Opitz
  - samoloty rozpoznawcze Henschel Hs-126

Jednostki wojskowe Północnej Grupy Wojsk Armii Radzieckiej stacjonujące po 1945
- Dowództwo 239 Baranowickiej Dywizji Lotnictwa Myśliwskiego w Kluczewie
  - 159 Gwardyjski Noworosyjski Pułk Lotnictwa Myśliwskiego[324]
  - 347 Samodzielny Batalion Łączności[325]
  - 362 Samodzielny Batalion Łączności[325]
  - Samodzielny Batalion Zautomatyzowanego Systemu Dowodzenia Lotami[325]
  - Samodzielny Batalion Technicznego Zabezpieczenia Lotniska[325]
  - Ruchoma Samochodowa Baza Remontowo-Techniczna[325]
  - Ruchoma Baza Remontowo Naprawcza[325]
- batalion zabezpieczenia radiotechnicznego z 94 Pułku Radiotechnicznego[326]
- dywizjon rakiet plot z 89 Samodzielnego Pułku Artylerii[326]

Byłe jednostki wojskowe SZ PRL i SZ RP stacjonujące po 1945 r.
Jednostki w kompleksie w „Czerwonych koszarach”
- 20 Samodzielny Pułk Czołgów
- 24 Drezdeński Pułk Czołgów Średnich
- 30 Pomorski Pułk Artylerii Mieszanej
- 7 Warszawski Batalion Saperów
- 2 Batalion Rozpoznawczy Szwoleżerów Rokitniańskich
- 17 Dywizjon Artylerii Przeciwpancernej
- 104 Pułk Artylerii Przeciwlotniczej
- 36 Pomorski Pułk Artylerii
- Delegatura Wojskowej Służby Wewnętrznej

Jednostki w kompleksie „białych koszarach”
- 43 Pułk Piechoty
- 9 Zaodrzański Pułk Zmechanizowany
- 6 Brygada Kawalerii Pancernej
- Garnizonowy Węzeł Łączności

Jednostki w Bielkowie nad Miedwiem:
- 3 Oddział Wojsk Obrony Pogranicza
- 38 Dywizjon Ogniowy OPK z (26 Brygady Rakietowej OPK)
- 42 Dywizjon Rakietowy Obrony Powietrznej
- 15 Polowa Techniczna Baza Rakietowa
- 25 Batalion Dowozu Amunicji
- Garnizonowy Węzeł Łączności

Jednostki w Witkowie Pierwszym
- 27 Batalion Radiotechniczny (JW 3461) – (1974–1998)
- Ośrodek Wykrywania i Kontroli (27 OWiK) i przydzielony do 28 brt m. Gryfice – (1998–2002)
- Kompania radiotechniczna (101 krt) – (2002–2007)

Jednostki, instytucje wojskowe SZ RP obecnie stacjonujące w garnizonie Stargard:
- dowództwo Brygady Wsparcia Dowodzenia Wielonarodowego Korpusu Północno-Wschodniego – Aleja Żołnierza 37
- 14 Batalion Ułanów Jazłowieckich (2 batalion piechoty zmotoryzowanej) z 12 Brygady Zmechanizowanej – Al. Żołnierza 37
- 3 batalion piechoty zmotoryzowanej z 12 Brygady Zmechanizowanej – Al. Żołnierza 37
- dywizjon przeciwlotniczy z 12 Brygady Zmechanizowanej – Al. Żołnierza 37
- Węzeł Łączności (podporządkowany pod Region Wsparcia Teleinformatycznego w Bydgoszczy) – Al. Żołnierza 37
- 2 Stargardzki Batalion Saperów – ul. Zwycięzców 1
- Komendant Garnizonu – ul. Zwycięzców 1
- Placówka Żandarmerii Wojskowej w Stargardzie – ul. 11 Listopada 3a
- Wojskowe Centrum Rekrutacji w Stargardzie – ul. 11 Listopada 3a
- 102 Batalion Ochrony z Brygady Wsparcia Dowodzenia Wielonarodowego Korpusu Północno-Wschodniego – Bielkowo
- 2 Stargardzki Batalion Saperów – ul. Zwycięzców 1
- Komendant Garnizonu – ul. Zwycięzców 1
- Grupa Zabezpieczenia Sekcja Obsługi Infrastruktury 15 WOG w Stargardzie – ul. 11 Listopada 3
- Wojskowa Specjalistyczna Przychodnia Lekarska Samodzielny Publiczny Zakład Opieki Zdrowotnej nadzorowana przez Ministra Obrony Narodowej – Al. Żołnierza 37
- Parafia wojskowa Matki Bożej Dobrej Rady w Stargardzie (parafia wojskowa garnizonu Stargard działalnością duszpasterską obejmuje także miejscowości Pyrzyce, Myślibórz i Dębno) – Al. Żołnierza 37
- Klub Żołnierski 12BZ – ul. 11 Listopada 22
- Zespół Zarządców Nieruchomości WAM Sp. z o.o. w Stargardzie – ul. 11 Listopada 37
- Związek Żołnierzy Zawodowych WP Koło Nr 19 – Dom Kultury Kolejarza, ul. Szczecińska 17
- Związek Żołnierzy Zawodowych WP Koło Nr 20 – Dom Kultury Kolejarza, ul. Szczecińska 17